# Cagliari
Cagliari (prononcé : /ˈkaʎʎari/, en sarde : Casteddu, /kasˈteɖːu/) est la capitale de l'île de Sardaigne, région autonome d'Italie. Le nom sarde de Cagliari, Casteddu, signifie « château ». La commune compte environ 154 400 habitants en 2016, et on en compte plus de 430 000 dans l'ensemble de sa ville métropolitaine, qui comprend Elmas, Assemini, Capoterra, Selargius, Sestu, Monserrato, Quartucciu, Quartu Sant'Elena et huit autres communes.
Ville ancienne avec une longue histoire, Cagliari a vu le passage de plusieurs civilisations. Sous les bâtiments de la ville moderne, il y a une stratification archéologique témoignant d'une présence humaine depuis le Néolithique. Il y a quelques domus de Janas, une grande nécropole de l'époque carthaginoise, un amphithéâtre de l'époque romaine, une basilique byzantine, deux tours de l'époque de Pise, un système de fortifications qui faisait de la ville le centre de la puissance de l'Espagne impériale des Habsbourg dans la mer Méditerranée occidentale.
De 1324 à 1848, Cagliari fut la capitale du royaume de Sardaigne, devenu royaume d'Italie en 1861, quand Turin fut érigée en capitale officielle.
La ville est le centre politique, éducatif, culturel et artistique économique et industriel de la Sardaigne, connue pour son architecture Art nouveau. Elle possède l'un des plus grands ports de la Méditerranée, un aéroport international, et son revenu est comparable à celui de plusieurs villes du Nord de l'Italie.
La ville est le siège de l'université de Cagliari depuis 1607, et de l'archidiocèse primatial de Sardaigne depuis le Ve siècle.

## Géographie

### Site

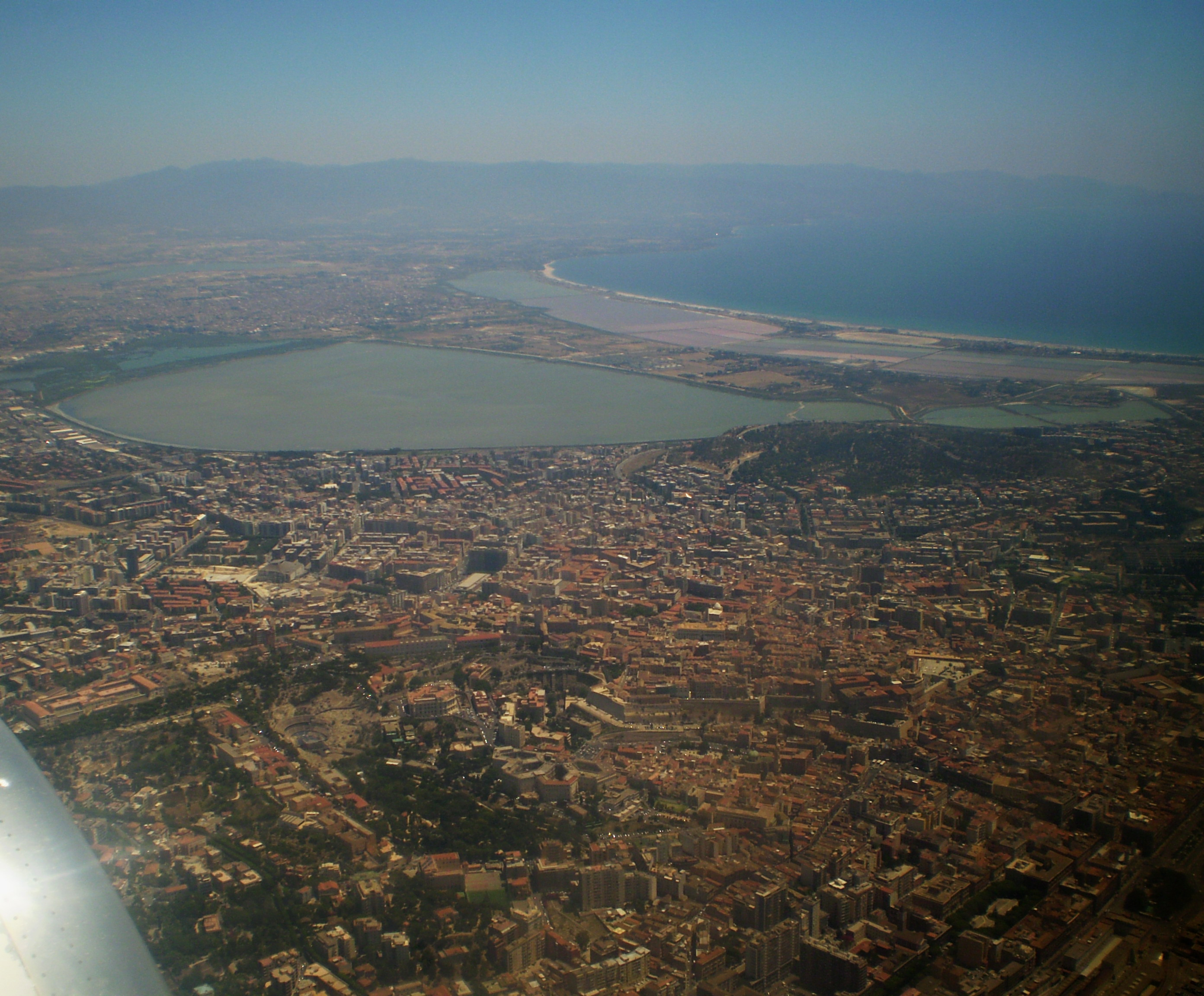
Vue aérienne de Cagliari.

La ville de Cagliari est située dans le sud de la Sardaigne, au centre du golfe éponyme, également appelée ainsi à cause d'une ancienne légende Golfo degli Angeli (baie des Anges). La ville s'étend sur et autour de la colline du quartier historique de Castello et de neuf autres collines calcaires remontant au Miocène supérieur et qui culminent à une centaine de mètres au-dessus du Campidano. 
La plaine est un graben formée lors de l'orogenèse alpine du Cénozoïque, qui séparait la Sardaigne du continent européen, au niveau du golfe du Lion en France, et dont les mouvements tectoniques ont formé le relief paléozoïque de l'île. Les sédiments calcaires laissés par l'intrusion répétée de la mer ont formé la série de collines qui caractérisent le territoire de Cagliari : le mont Urpinu, siège de la ville fortifiée près du port et lieu de naissance de la ville ; la colline de Saint Elias, ou Sella del Diavolo (La selle du diable) par sa forme ; Tuvumannu et Tuvixeddu, lieu où se situe l'ancienne nécropole romaine et punique ; la petite colline de Bonaria, où se dresse la basilique homonyme, et la colline de Saint Michele, au sommet de laquelle se trouve le château éponyme.
La ville moderne a occupé les espaces plats situés entre les collines et la mer au sud et au sud-est, le long de la plage du Poetto, les lagunes et étangs de Santa Gilla et Is Molentargius, restes d'intrusions marines récentes, dans un paysage articulé entre la baie, la plaine, les montagnes qui l'entourent à l'est (Sette fratelli (Sept Frères) et Serpeddì) et à l'ouest (montagnes de Capoterra).

### Climat
Cagliari dispose d'un net climat méditerranéen (Csa dans la classification de climat de Koppen) avec des étés chauds et secs et des hivers doux. La température maximale moyenne en été est de 31 °C. En hiver, la température varie de 5 °C à 14 °C. En cas de vague de froid, la température peut s'abaisser à 0 °C.
En été, dès le mois de juin et jusqu'au mois de septembre, les précipitations deviennent quasiment inexistantes. Le mois d'octobre débute la période du changement de temps avec le retour de la pluie et des orages. L'hiver est humide avec le plus grand cumul de pluie de l'année.
Les vents dominants qui soufflent sont le mistral, vent de secteur nord-ouest, et le sirocco, vent de secteur sud, provenant du désert, et provoquant des températures caniculaires sur la ville et l'ensemble de la Sardaigne durant quelques jours.
| Mois                              | jan.  | fév.  | mars  | avril | mai   | juin | jui.  | août  | sep. | oct.  | nov.  | déc.  | année   |
| --------------------------------- | ----- | ----- | ----- | ----- | ----- | ---- | ----- | ----- | ---- | ----- | ----- | ----- | ------- |
| Température minimale moyenne (°C) | 5,5   | 5,8   | 7,2   | 9,4   | 13,1  | 16,8 | 19,7  | 20,2  | 17,5 | 14,1  | 9,9   | 6,8   | 12,17   |
| Température moyenne (°C)          | 9,9   | 10,4  | 12,15 | 14,45 | 18,45 | 22,5 | 25,55 | 25,95 | 22,7 | 18,9  | 14,35 | 11,15 | 17,21   |
| Température maximale moyenne (°C) | 14,4  | 15    | 17,1  | 19,5  | 23,8  | 28,2 | 31,4  | 31,7  | 27,9 | 23,7  | 18,8  | 15,5  | 22,25   |
| Record de froid (°C)              | −4,8  | −3    | −2,2  | −0,4  | 4,8   | 8,8  | 12,2  | 12,6  | 9,6  | 5     | −2    | −3,4  | −4,8    |
| Record de chaleur (°C)            | 20,2  | 22,1  | 24,5  | 26,6  | 34,4  | 38,6 | 43,6  | 41,4  | 35   | 31,8  | 25,2  | 23,2  | 43,6    |
| Ensoleillement (h)                | 136,4 | 139,2 | 186   | 213   | 269,7 | 288  | 334,8 | 310   | 246  | 198,4 | 147   | 127,1 | 2 595,6 |
| Précipitations (mm)               | 49,7  | 53,3  | 40,4  | 39,7  | 26,1  | 11,9 | 4,1   | 7,5   | 34,9 | 52,6  | 58,4  | 48,9  | 427,5   |
| Humidité relative (%)             | 79    | 77    | 75    | 73    | 71    | 67   | 65    | 65    | 71   | 77    | 79    | 80    | 73,2    |

## Histoire

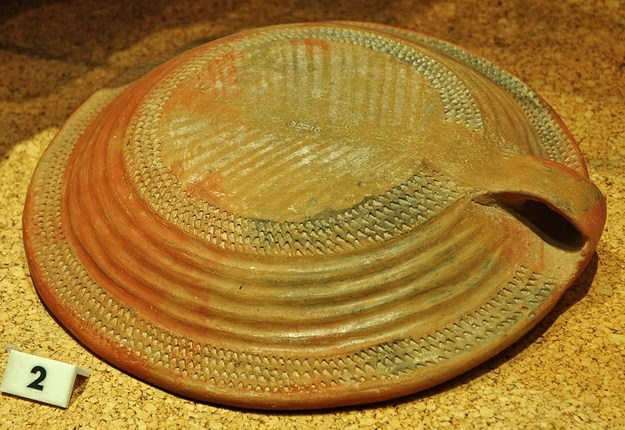
Céramique de la culture de Monte Claro, Musée archéologique national de Cagliari.

### Préhistoire
Certains Domus de Janas et les restes de huttes des  IVe et IIIe millénaires av. J.-C. découverts dans la zone Saint-Barthélemy, sur la colline de Saint-Élie, confirment que la zone où se trouve aujourd'hui la ville a été habitée dès le Néolithique. Les ressources de la mer, des étangs, des terres arides et partiellement rocheuses, mais adaptées aux céréales et à certaines cultures horticoles, ont assuré la subsistance de la population de la période prénuragique. Les objets de la culture de Monte Claro appartiennent à l'âge du cuivre. Ils sont répartis dans l'île Monte Claro qui tire son nom de la colline homonyme de Cagliari. Les découvertes archéologiques de l'âge du bronze, comme la poterie mycénienne trouvée dans les nuraghe Antigori à Sarroch, font penser que la culture nuragique implantée à Cagliari avait lié des liens commerciaux et culturels avec les Mycéniens attestant d'une activité portuaire intense.

### Colonie phénicienne et ère punique

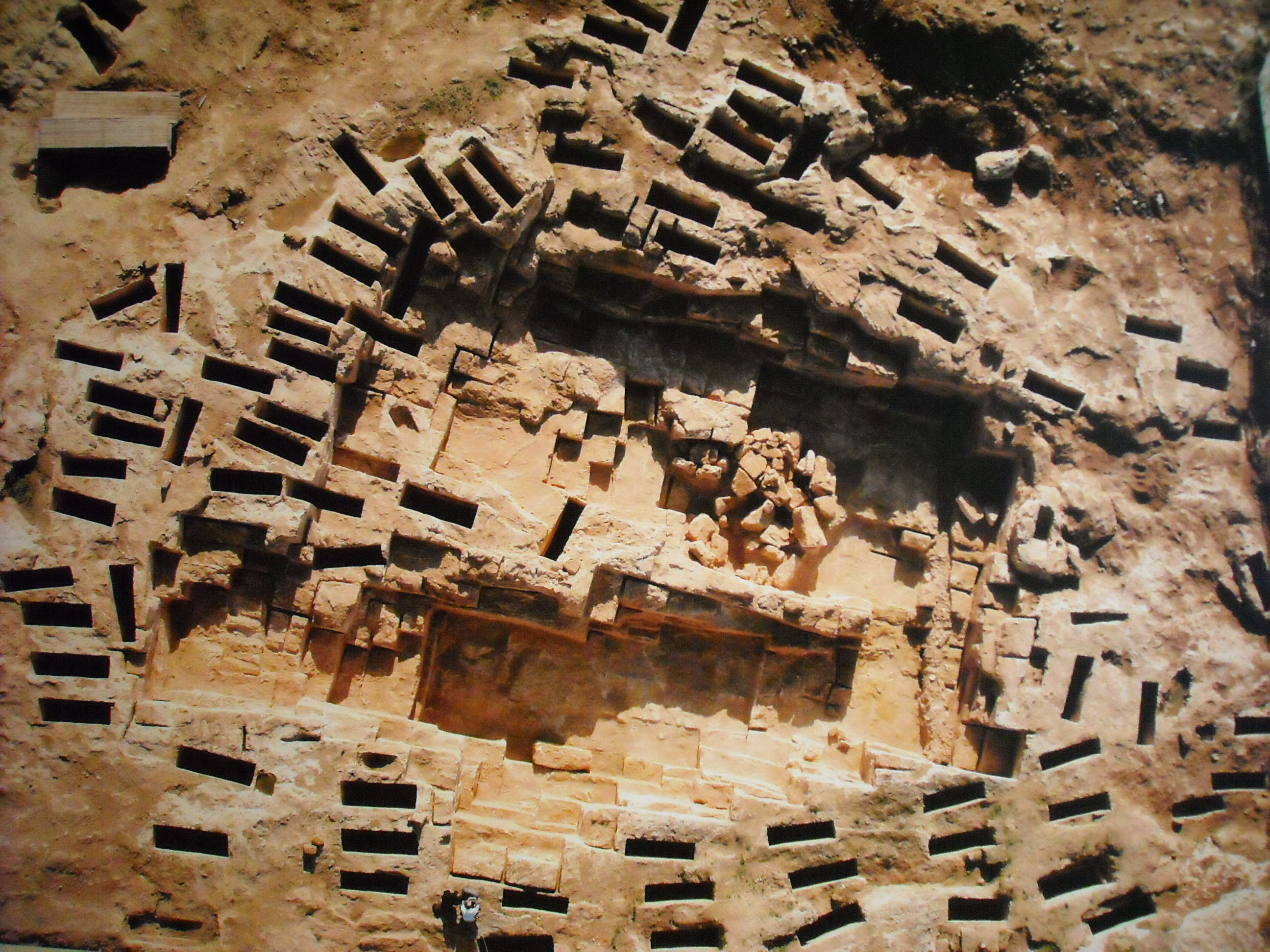
Nécropole de Tuvixeddu.

Autour du Xe siècle av. J.-C. quand les Phéniciens commencent à fréquenter la région du golfe des Anges, Krly ou Karel est un magasin ou un comptoir. Le passage du De Bello Gildonico de Claudien (IVe siècle) spécifie que Cagliari a été fondée par des gens provenant de la ville de Tyr, et au Ier millénaire av. J.-C. aurait connu sa période la plus prospère en tant que puissance commerciale entre l'Orient et l'Occident de la Méditerranée, et serait à l'origine de la fondation de Carthage. D'après Sextus Pompée Festus, c'était la thalassocratie de Tyr. Le premier noyau de la Cagliari phénicienne semble se situer près de l'étang de Santa Gilla, mais peu à peu le centre-ville s'est déplacé vers l'est jusqu'à l'actuelle place du Carmel (Piazza del Carmine).
Pendant l'ère punique, à partir de la fin du VIe siècle av. J.-C., la ville prend l'aspect d'un véritable centre urbain et de nombreux temples sont construits, dont celui dédié à la déesse Astarté, qui se trouvait près du promontoire de Saint-Élie. La ville comportait deux cimetières, un au Nord-Ouest qui correspond à la nécropole de Tuvixeddu, considérée comme la plus grande nécropole punique, et un au Sud-Est situé sur la colline de Bonaria. Le Tophet, la nécropole de crémation où sont déposées les urnes des enfants, se trouvait dans la zone appelée actuellement Campo Scipione -San Paolo.

### Époque romaine

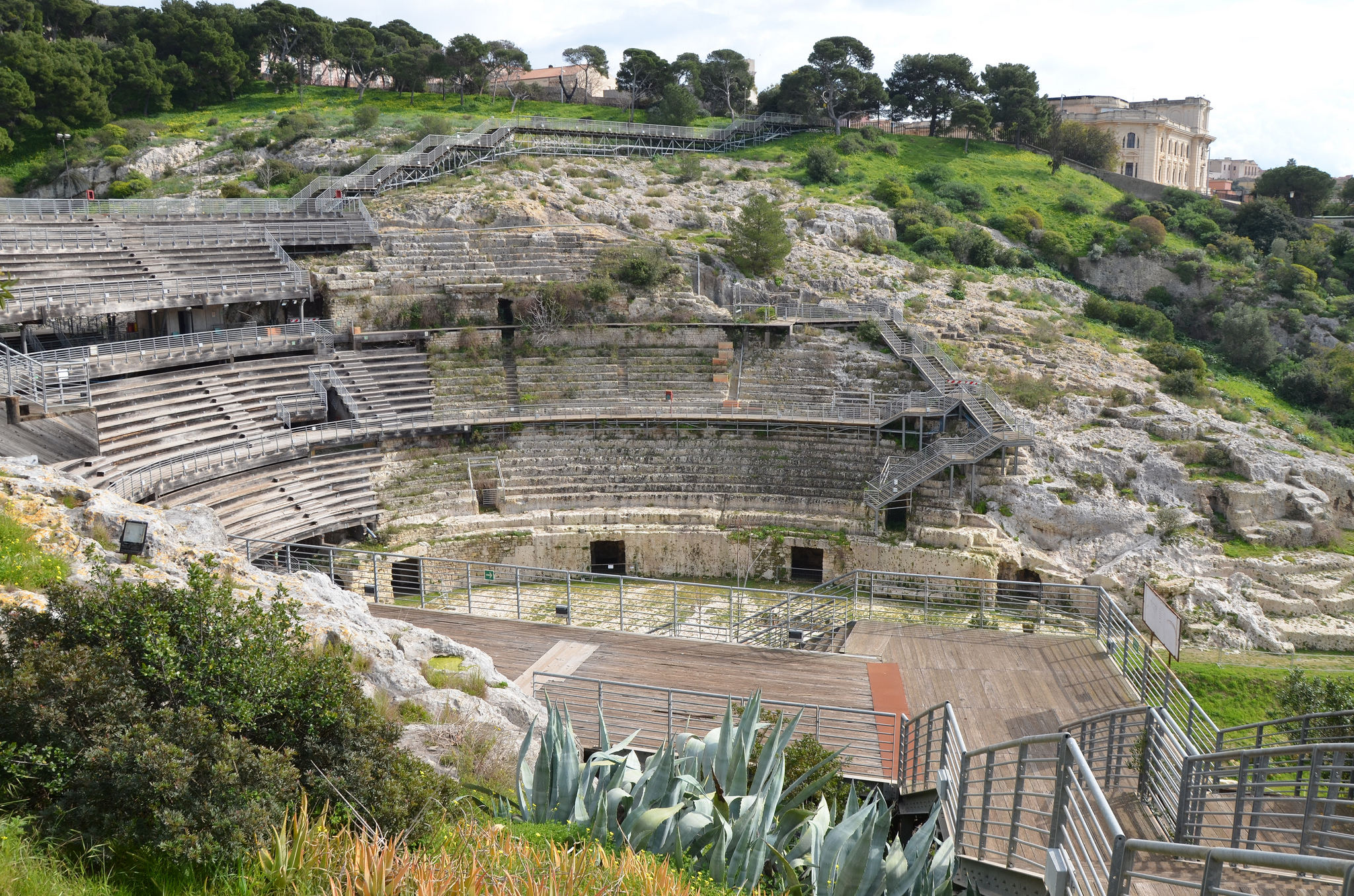
L'Amphithéâtre romain de Cagliari.

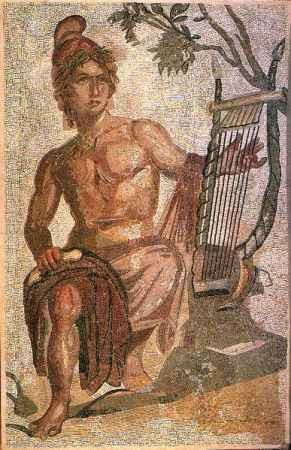
Mosaïque romaine d'Orphée de Cagliari (musée archéologique de Turin).

Devenue la principale ville de l'île, Krly devient romaine en l'an 238 av. J.-C. quant à la suite de la première guerre punique la Sardaigne et la Corse sont occupées par l'armée de Sempronius Gracchus. Au cours de la première période de la domination romaine, l'aspect de la ville change mais la Caralis romaine conserve son rôle de métropole sarde.
Caralis (ou Karales) est la capitale de la province romaine de Sardaigne et Corse, élevée au rang de municipe à la suite de la guerre civile entre Jules César et Pompée. En effet, César lui accorde ce statut afin de la remercier de sa fidélité pendant la guerre. Tous les habitants de Caralis obtiennent ainsi la citoyenneté romaine et sont inscrits dans la tribu Quirina. Le territoire de la ville comprend la plaine du Campidano jusqu'à Sanluri. À la mort de César, les citoyens restent fidèles à son fils adoptif Octave Auguste, d'abord contre Sextus Pompée, ensuite contre Marc Antoine. Une période de prospérité et de calme politique et économique suit la victoire d'Octave.
Caralis, avec environ 20 000 habitants, est la ville la plus grande et la plus peuplée de l'île et la plus importante du bassin méditerranéen occidental pendant la République et l'Empire romain. La ville bénéficie d'importantes liaisons routières avec les principales villes de l'île comme Sulki par la route côtière occidentale. D'autres voies traversaient la vallée de Cixerri, la côte orientale vers Olbia et Tibula. Une route traversait le centre de l'île pour relier la côte du nord, sans oublier la route qui est devenue l'actuelle Carlo Felice; la ville est également équipée d'un amphithéâtre avec une capacité d'environ 10 000 spectateurs, de temples, de villas et d'aqueducs qui l'alimentent en eau courante à partir probablement des sources de Domusnovas et CaputAquas, aux alentours d'Iglesias. La ville est dotée depuis l'époque punique de nombreuses et grandes citernes creusées dans la roche afin de recueillir l'eau de pluie, celles-ci sont encore visibles à divers endroits de la ville. La cité comptait au moins trois cimetières, un dans la nécropole punique de Tuvixeddu, un autre dans la zone autour des églises de Saint-Lucifer, de Saint-Saturne et de la colline de Bonaria, et un troisième situé dans l'actuel Viale Regina Margherita, où furent enterrés les classiari du détachement de marins de la flotte de Misène qui était stationnée dans le port de la ville. Le long de la route principale de la ville vers Turris, à côté de la nécropole punique, a été construit un tombeau mausolée, connu comme la grotte de la vipère, que Philippus Cassius consacra à son épouse Attilia Pomptilla. Celui-ci fut décoré avec un cycle de carmina grecs et latins.
Parmi les principales activités économiques, il faut mentionner l'extraction du sel des salines entre Caralis et Quartu et son exportation vers les autres provinces de l'empire avec le grain, le cuir tanné dans des établissements près du port et d'autres produits des mines sardes.
À l'époque romaine, grâce à l'administration du préfet de la province, la ville conserve les institutions d'origine carthaginoise comme les suffètes, magistrats qui sont élus chaque année jusqu'au moment où le titre de Municipum (municipe) est octroyé. À cette occasion, selon certains chercheurs, une pièce de monnaie fut frappée avec les noms des deux derniers suffètes de la ville.

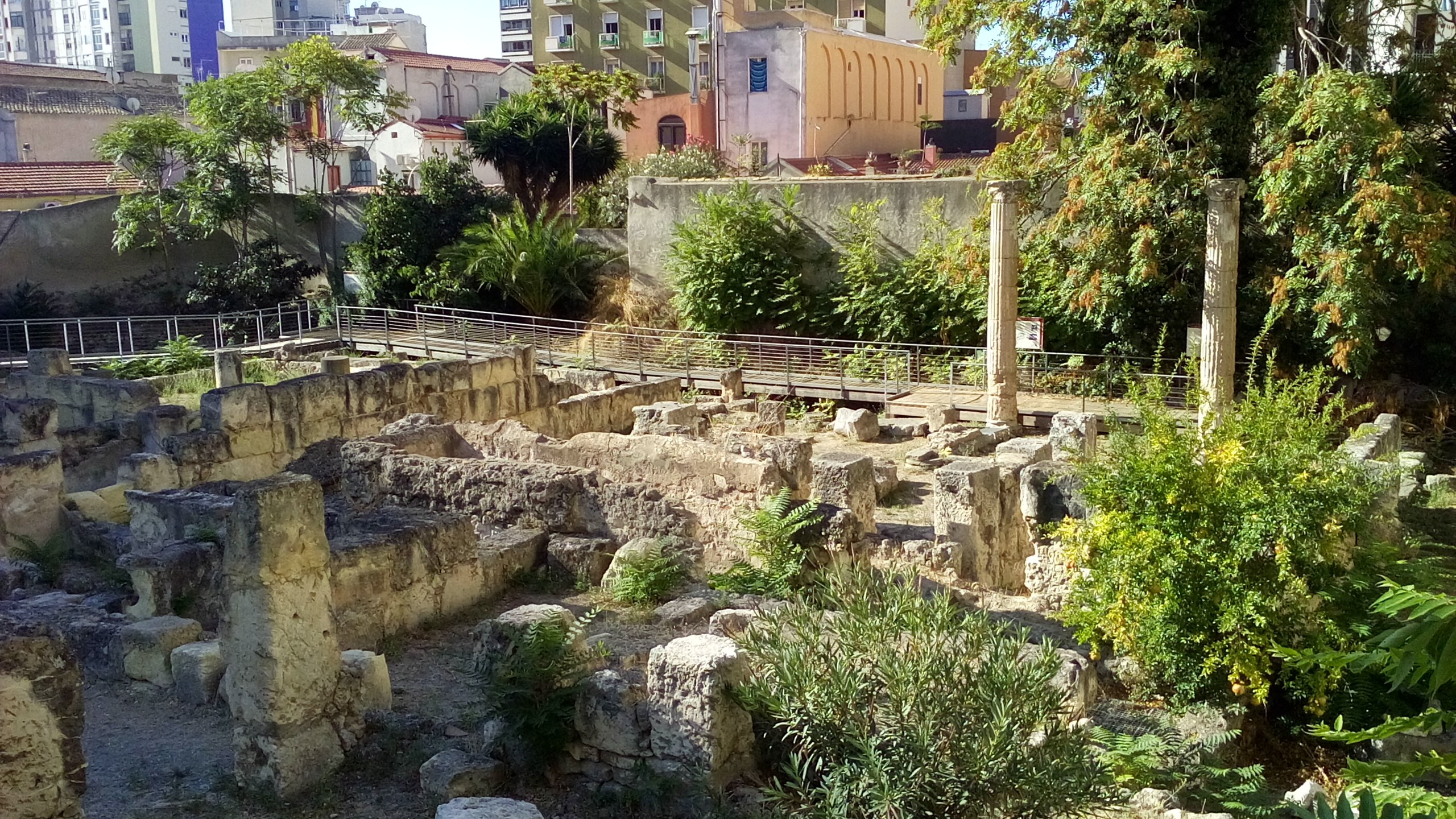
La prétendue villa de Tigellius.

Un fragment existant de Varron, poète latin du Ier siècle av. J.-C. mentionne : Munitus Vicus Carali, qui signifie ville fortifiée de Caralis, Castellum en latin populaire. Un écrivain local de la Renaissance, Roderigo Hunno Baeza, décrit la ville romaine, les ruines qui restaient en son temps, comme une Arx (citadelle) sur la colline, d'où la Via Sacra descendait jusqu'au port,,,
Pour l'historien Florus, qui vécut entre le Ier et le IIe siècle, Caralis était déjà la ville des villes de la Sardaigne pendant les guerres puniques, et pour le géographe Pomponius Mela, qui vécut au Ier siècle, Caralis était déjà une très vieille ville.
Claudien décrit la ville de Caralis au IVe siècle :

« Ville située en face de la Libye, fondée par le puissant Tyr, Caralis s'étend le long d'une petite mais robuste colline au milieu des vagues et entre les vents furieux. Cela crée un port au milieu de la mer où tous les vents se calment dans une baie tranquille. »

— Urbs Lybiam contra Tyrio fundata potenti, Tenditur in longum Caralis, tenuemque per undas, obvia dimittit fracturum flamina collem. Efficitur portus medium mare: tutaque ventis omnibus ingenti mansuescunt stagna recessu (Claudius Claudianus, I, 520, IVe siècle)
Claudien décrit Caralis comme une ville « qui s'étend sur une longueur considérable vers le promontoire dont la projection dans la mer créé un port, qui permet un bon ancrage aux grands navires mais n'est pas seulement une rade bien à l'abri ; mais la ville possède un autre abri, un grand lac d'eau salée ou lagon qui se trouve à proximité de la ville et est appelé l'étang de Cagliari ».
Le promontoire signalé par Ptolémée ( Κάραλις πόλις καὶ ἄκρα) jouxte la ville, mais le Promontorium Caralitanum de Pline ne peut être que le promontoire de Capo Carbonara, qui forme la limite orientale du golfe de Cagliari. Une communauté chrétienne existait déjà à Cagliari au IIIe siècle et la ville avait alors un évêque chrétien. Au IVe siècle, l'évêque Lucifer de Cagliari est exilé dans le désert de Thébaïde par l'empereur Constance II à cause de son opposition à la croyance arienne.

### Haut Moyen Âge
Les Romains gouvernent l'île jusqu'au milieu du Ve siècle, quand elle est occupée par les Vandales, peuple germanique installé aussi en Afrique du Nord. En 534 apr. J.-C., la Sardaigne est reconquise par les Romains de Byzance. Caralis devient le siège du praeses de Sardaigne.

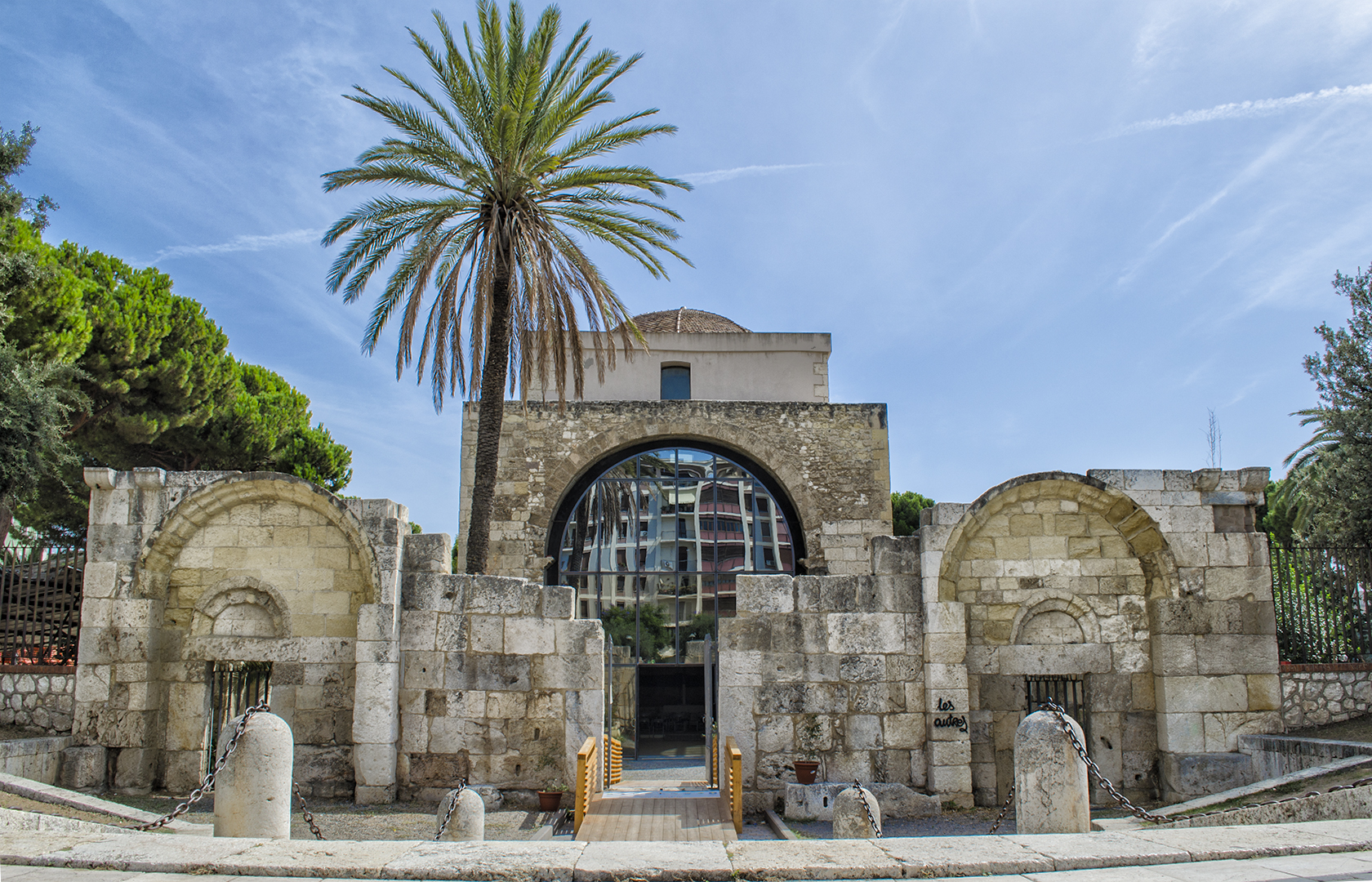
Basilique San Saturnino.

De 705 ou 706, les Sarrasins d'Afrique du Nord (récemment conquise par les armées arabes) harcèlent la population des villes côtières progressivement abandonnées par leurs habitants. À cause des attaques des Sarrasins, la ville est probablement occupée pendant une courte période et forcée d'acquitter le djizîa, impôt à payer par les peuples conquis par les musulmans.
La Sardaigne reste une province byzantine, avec Cagliari comme capitale jusqu'à la conquête arabe de la Sicile, au IXe siècle. Cependant, les communications avec Constantinople deviennent difficiles. Les archontes (ἄρχοντες), en grec, ou en latin judices (juges), qui gèrent l'île du IXe ou Xe siècle jusqu'au début du XIe siècle, peuvent être considérés comme de véritables rois de toute la Sardaigne, et, même s'ils sont vassaux des empereurs byzantins, ils dirigent l'île.
De ces souverains il nous reste seulement deux noms connus, Torchitorio et Salusio, qui gouvernent sans doute au cours du Xe siècle. Si les archontes écrivent toujours en grec ou en latin, l'un des premiers documents du juge de Cagliari, leur successeur direct, est écrit en langue romaine sarde, mais avec l'alphabet grec,.
En 1015-1016, une nouvelle attaque massive sarrasine à partir des Baléares est dirigée par Mujāhid al-‘Āmirī (italianisé en Museto), mais la tentative est stoppée par le royaume byzantin sarde (ou Judicat) avec le soutien des flottes des républiques maritimes de Pise et de Gênes, villes libres du Saint-Empire romain germanique. Le pape Benoît VIII demande aussi l'aide des républiques maritimes de Pise et de Gênes dans la lutte contre les Arabes.
Les institutions politiques de la Sardaigne sont réorganisées et l'ancien judicat est divisé en quatre royaumes, les Judicats, dont celui de Callaris (Cagliari) qui se considère comme le seul héritier de l'ancien royaume uni de tradition byzantine.

### Moyen Âge central, lejudicat de Calaris

Église de San Pietro dei Pescatori.

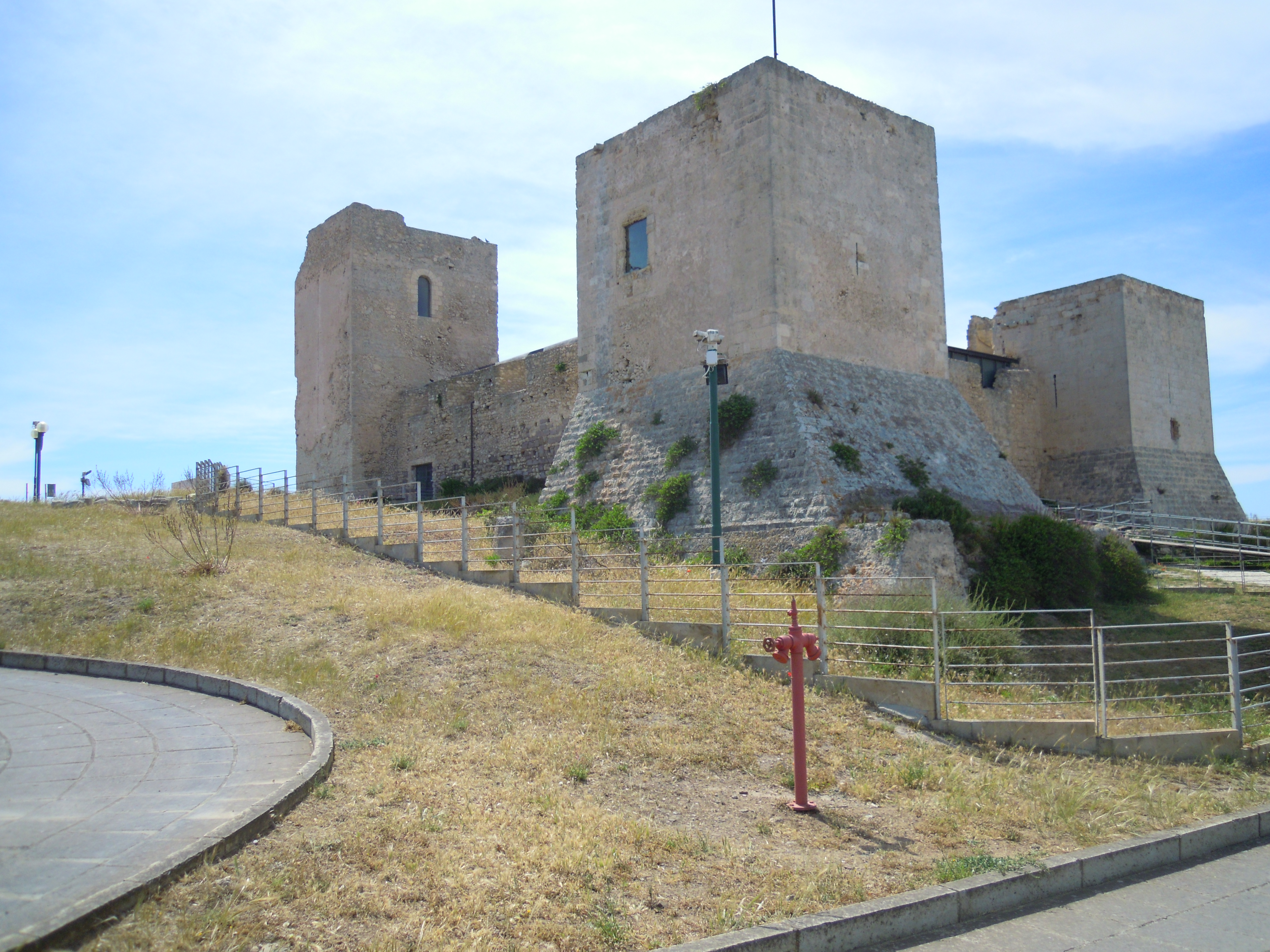
Château de San Michele.

Le judicat de Cagliari qui couvre le sud et la partie centre-est de l'île est composé de seize subdivisions appelées curatorias ou partis (départements). Sa capitale Santa Igia est située dans la banlieue ouest de Cagliari.
Pise manifeste un vif intérêt pour la Sardaigne, point de départ idéal pour le contrôle des routes commerciales entre l'Italie et l'Afrique du Nord.
Le judicat de Calaris comprend une grande partie de la plaine du Campidano, la riche région minière du Sulcis-Iglesiente, et la région montagneuse de l'Ogliastra.
Le premier Juge connu de l'histoire est Mariano I Salusio de Lacon-Gunale, première dynastie régnante, probablement issue de la fusion de deux familles, la Lacon et la Gunale (ou Unale). C'est peut-être en l'honneur de deux membres de ces familles (Salusio de Lacon et Torchitorio de Gunale) que tous les dirigeants du judicat de Cagliari adoptaient traditionnellement un surnom ajouté à leur nom de naissance, en l'alternant entre Salusio et Torchitorio. Le fils de Mariano Ier, Orzocco Torchitorio I est juge au moment où le monachisme occidental est introduit en Sardaigne par la papauté dans le cadre de la réforme grégorienne. Calaris, comme les autres judicats, est placé sous le contrôle de l'autorité du pape. Torchitorio est un commanditaire des moines de Monte Cassino qui, arrivés sur l'île, apportent un renouveau économique, technologique et religieux. Son fils lui succède vers 1089, lorsque Constantino Ier apparaît avec le titre de Rex et Iudex Caralitanus (Roi et Juge de Cagliari).
Parmi les traditions de ces premiers juges il faut mentionner la confirmation des actes de leurs prédécesseurs, en général des dons de terres ou des subventions de privilèges dont le don des églises et terres aux moines de l'Abbaye Saint-Victor de Marseille et le placement de Cagliari sous l'autorité de l'archevêque de Pise. La succession est assurée par son fils Mariano II et ensuite par Costantino II.

#### Maison de Lacon-Massa et la domination de Pise

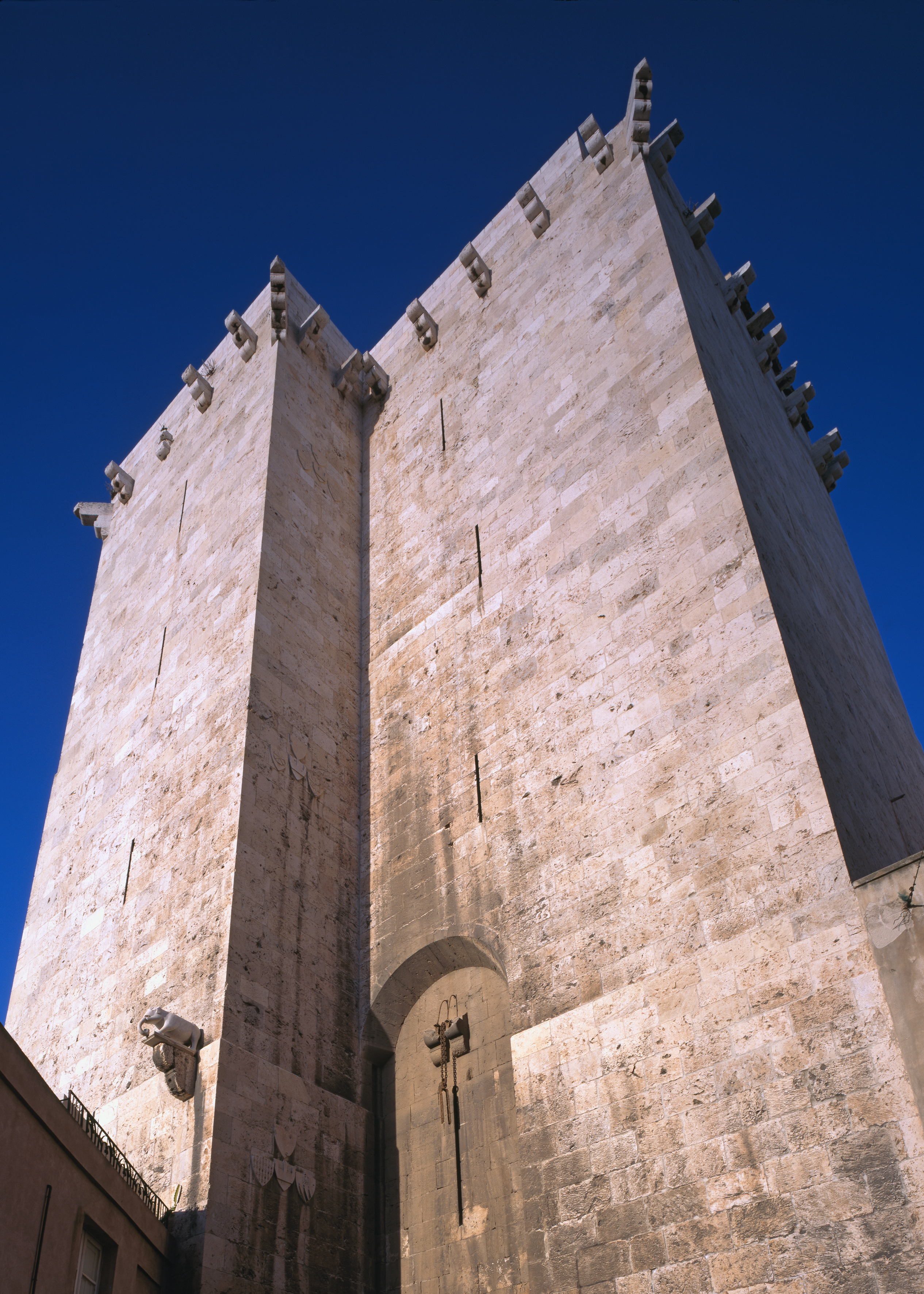
Tour d'éléphant.

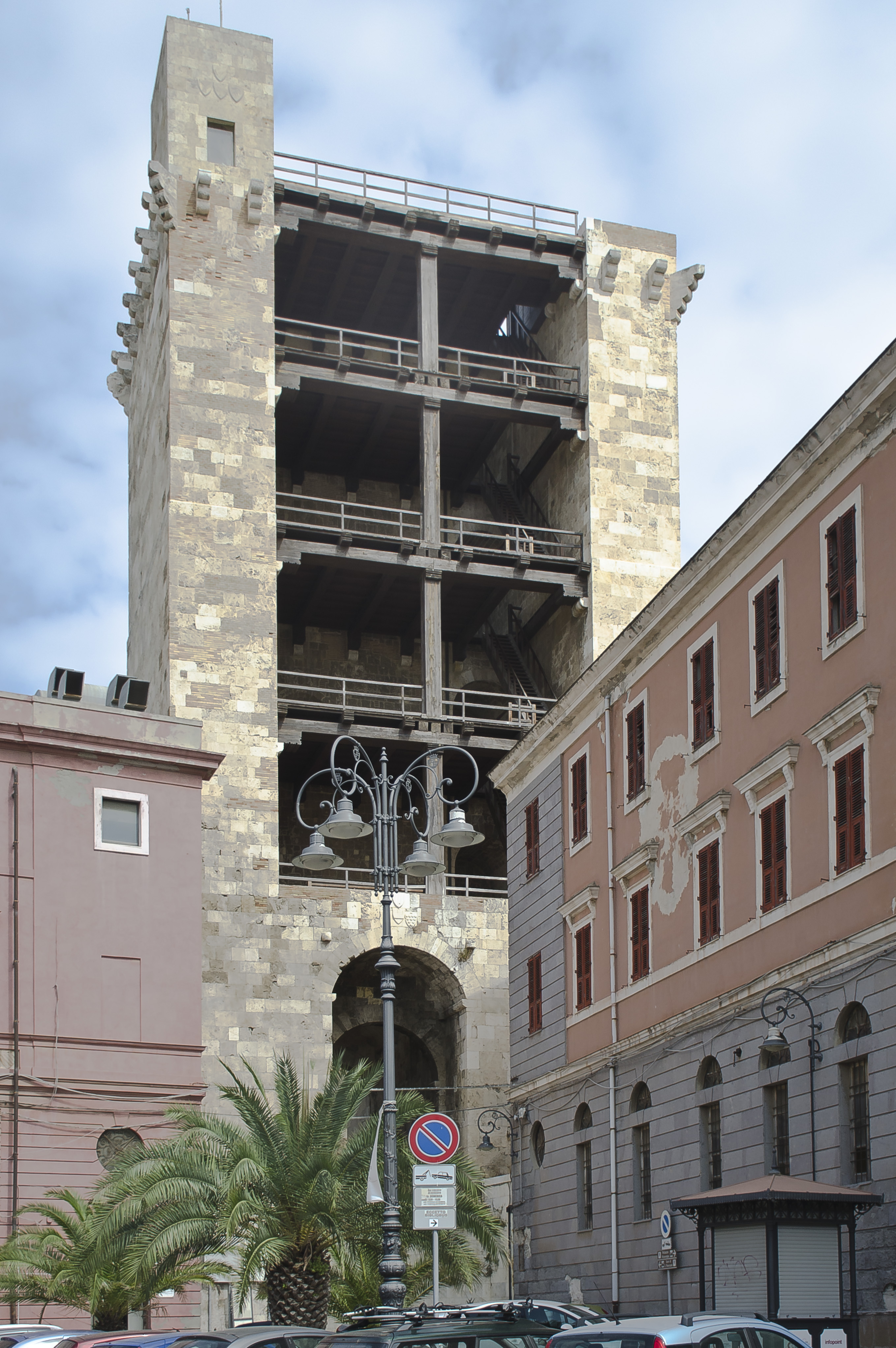
Tour de San Pancrazio.

La fille première-née de Constantino II lui succède avec son mari Pierre de Torres mais son beau-frère, le Margrave de Massa Hubert Obertenghi, mari de Géorgie, deuxième fille de Constantin II, lui fait la guerre et conquiert le judicat. Le fils d'Hubert et Géorgie monte sur le trône du judicat en 1188 sous le nom de Guillaume Ier Salusi IV, inaugurant ainsi la nouvelle dynastie de Lacon-Massa.
Le règne de Guillaume de Massa est caractérisé par des guerres continues avec le judicat d'Arborée, le judicat de Gallura et le judicat de Logudoro. Il arrête et emprisonne le juge d'Arborée, Pierre Ier, et règne sur l'Arborée à sa place. Il essaye de conquérir Gallura, mais est stoppé par le pape. En bons termes avec les Pisans pendant son règne, à sa mort, il ne laisse que des filles. Benedetta, son héritière, se marie avec Barisone III d'Arborée et donc ces deux judicats sont d'abord unis mais à sa mort (1217), ils sont démantelés et le contrôle pisan devient pressant. En 1256, Giovanni Torchitorio V, fils de Guillaume II, essaye de se libérer du joug pisan en s'alliant avec la république de Gênes, mais il est assassiné par des agents de Pise. À Giovanni succède son cousin Guillaume III, mais Pise le destitue, démembrant en 1258 le royaume de Calaris et l'histoire du judicat s'achève après deux siècles et demi d’existence.
En 1258, le judicat est partagé en trois parties entre l'Ogliastra des Visconti, Juges di Gallura (1258-1308), le judicat d'Arborée (1258-1295) qui cèdent ensuite leurs droits à Pise et le Sulcis-Iglesiente de la famille Della Gherardesca de la commune de Pise (1258-1355) qui se maintient jusqu'à son annexion par le royaume d'Aragon. La ville de Castel di Castro et ses environs restent sous le contrôle direct de la république de Pise, tandis que l'ancienne capitale de Santa Igia est détruite.
La ville moderne de Cagliari tire ses origines de la forteresse militaire de Castel di Castro, cœur politique et religieux, construite par un groupe de marchands de Pise vers 1216 / 1217 sur une colline à l'est de la capitale du judicat. Dans la seconde moitié du XIIIe siècle, Castel di Castro compte environ 12 000 habitants, pour la plupart pisans. Les quartiers originaux de la ville sont ceux qui sont devenus des quartiers historiques de Cagliari, à savoir Castello et La Marina et deux villages fortifiés Stampace et Villanova, peuplés par les réfugiés et les survivants sardes de Santa Igia.
La ville est entourée de murs, la tour de l'Éléphant (construite en 1306/1307) et celle de San Pancrazio (construite en 1304/1305), conçues par Giovanni Capula, sont les premières tours donnant respectivement sur le port et sur l'accès nord du château. Les tours intérieures du Lion et de l'Aigle sont ajoutées par la suite. Le quartier fortifié de la Marine sert de liaison entre le quartier de Castello et le port de La Pola, situé à l'endroit de Via Roma.
La ville est gouvernée par deux castellani nommés chaque année par la ville de Pise, assistés par le « Conseil des anciens », sorte de parlement populaire. La loi est régie par le Breve (statut) de Castel di Castro, code législatif et administratif et par le Mémoire de Portus Callaretanus, publié le 15 mars 1318, réglementant les puissances commerciales.
En juillet 1270, dans le port de Cagliari fait escale pendant une semaine l'armée chrétienne sous le commandement du roi Louis IX de France, qui se préparait à participer à la huitième croisade contre les musulmans de la Tunisie.

### Moyen Âge tardif

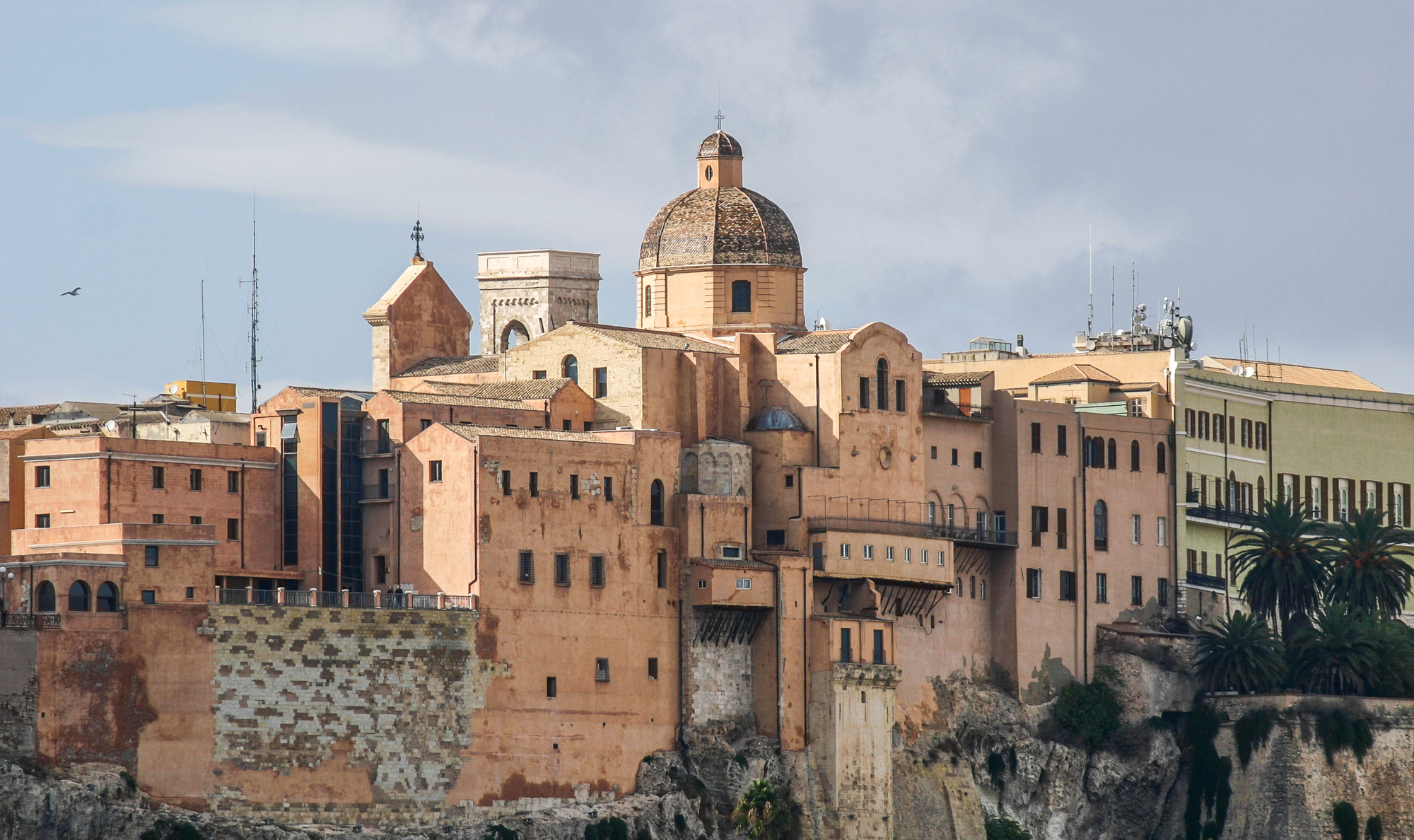
Cathédrale Sainte-Marie de Cagliari.

L'ère du Regnum Sardiniae et Corsicae commence en 1297, quand le pape Boniface VIII l'institue afin de régler le différend entre les Angevins et les Aragonais concernant le royaume de Sicile qui avait déclenché le soulèvement populaire, passé à l'histoire comme les Vêpres siciliennes. Le royaume est territorialement achevé 26 ans plus tard, en 1324, lorsque le roi James II défait les Pisans à la bataille de Lucocisterna et confisque les terres qui appartenaient à la république de Pise.
En 1323, l'infant Alphonse conduit l'armée catalano-aragonaise vers la conquête des territoires sardes occupés par les Pisans, à savoir, les territoires des anciens judicats de Cagliari et de Gallura, et vient ainsi légitimer l'hégémonie de la couronne d'Aragon sur la Sardaigne.
L'affrontement entre l'armée Pisane et la catalano-aragonaise a lieu le 29 février 1324, à Lucocisterna (près de l'aéroport de Elmas) et voit environ 1 000 Aragonais s'opposer à environ 7 000 Pisans. Ces derniers sont défaits, mais au moins dans un premier temps, Pise conserve la possession de la ville de Cagliari, alors que les Aragonais, après avoir fondé un nouveau village sur la colline de Bonaria, quittent la ville.

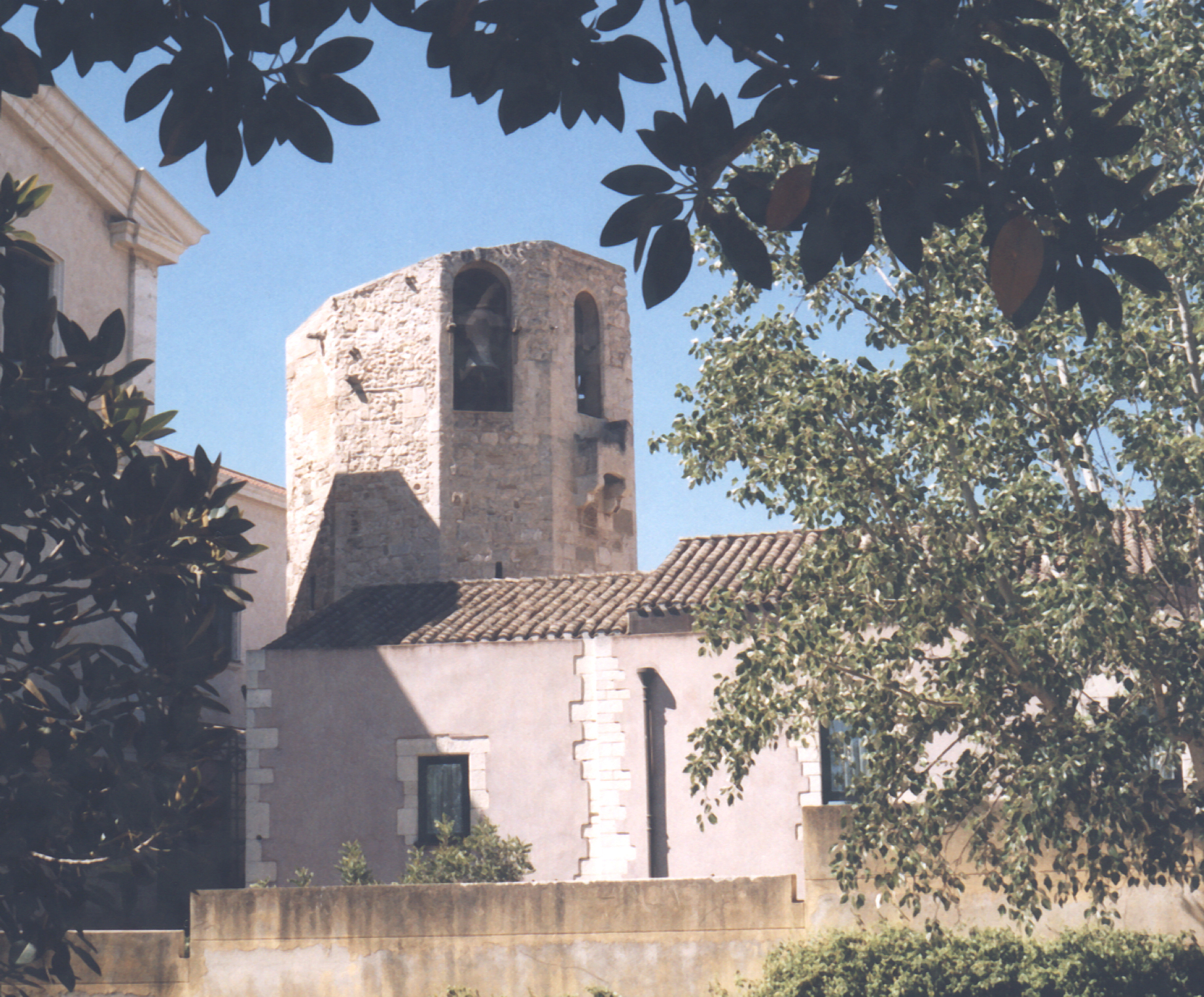
Tour aragonaise de Bonaria.

Cette situation perdure jusqu'au 26 décembre 1325, lorsque les Pisans prennent les armes contre les Aragonais, mais sont de nouveau vaincus dans une bataille navale qui a lieu dans le golfe des Anges entre la marine géno-pisane et les Aragonais. L'estocade finale est portée en janvier lorsque les Aragonais prennent le port de La Pola forçant les Pisans à la reddition. Le 10 juin 1326 les Pisans sont chassés de Cagliari de maison en maison, celles-ci étant redistribuées à des colons des territoires de la couronne d'Aragon, presque tous Catalans. La ville devient la capitale du nouveau royaume de Sardaigne.
Le 25 août 1327, Jacques II d'Aragon accorde à la ville de Castel di Caller (Cagliari) le titre de ville royale et le Ceterum, code municipal identique à celui de Barcelone, garantissant aux habitants de la ville les mêmes droits que ceux des résidents de la capitale catalane. Par la suite, la ville passe du statut de « simple château » celui de Ville Royale de Càller. Néanmoins le nom de Casteddu (château) (de Callaris) en langue sarde perdure dans le temps et se réfère désormais à l'ensemble de l'agglomération urbaine.
La ville est gouvernée jusqu'en 1418 par un gouverneur central qui représente le roi, puis la fonction est assurée par un vice-roi qui réside jusqu'en 1847 au palais royal de Cagliari dont la construction remonte à 1337.

### Ère des Habsbourg espagnols

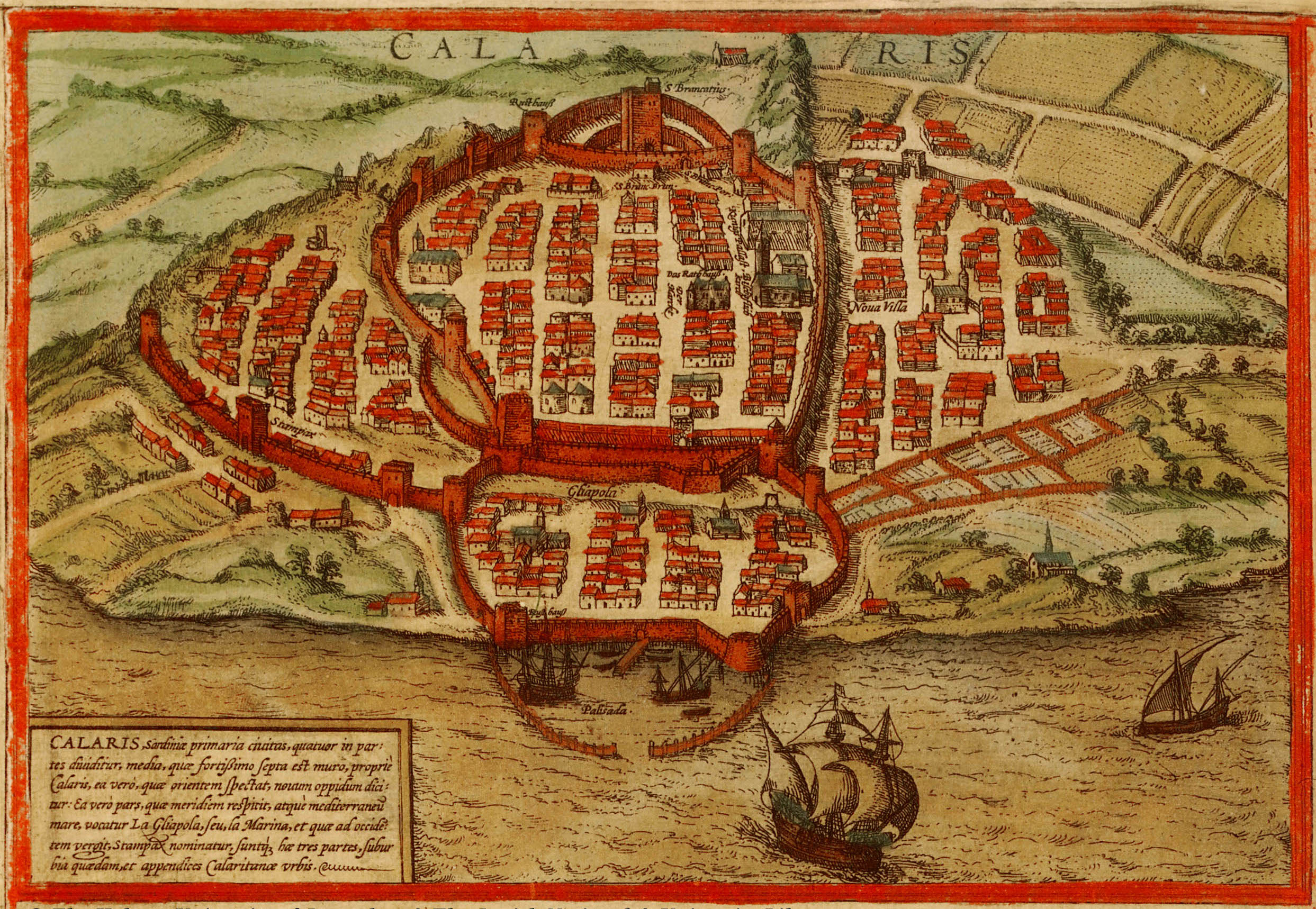
Vue de Cagliari de Civitates orbis terrarum (1572) de Georg Braun.

Avec le mariage de Ferdinand d'Aragon et Isabelle de Castille, Cagliari et toute la Sardaigne se lient étroitement avec l'État espagnol naissant. La langue catalane est la langue officielle du Parlement du royaume, mais son utilisation quotidienne disparaît au profit de la langue sarde dans toutes les classes sociales, même dans la noblesse. L'espagnol est employé comme langue du gouvernement et de culture.
La ville, la plus riche et peuplée du royaume, en reste la capitale avec statut de ville royale, autonome et lieu de résidence du vice-roi qui exerçait la magistrature suprême et l'Audience Royale. Les Cortes (le Parlement) étaient élus tous les dix ans. Cagliari est le principal lieu d'exportation de produits sardes, son port étant une étape inévitable sur les voies maritimes méditerranéennes vers la péninsule Ibérique. La ville est équipée d'un système de défense constitué de puissants remparts et de bastions.
En 1535, la ville reçoit la visite de l'empereur Charles Quint, qui y fait escale à la tête d'une impressionnante flotte avant de gagner la Tunisie (Conquête de Tunis (1535)).
La vie culturelle est intense et parfaitement intégrée dans l'atmosphère culturelle des Habsbourg en Europe :
marquée par la présence de Sigismund Arquer, érudit, théologien, juriste et géographe, chargé de la propagation du luthéranisme et mort sur le bûcher à Tolède, d'avocats comme John Dexart, Francis Bellit, Antonio Canales de Vega et Francis Aleo, du médecin Joan Thomas Porcell, de l'historien Giorgio Aleo, du théologien Dimas Serpi, d'Antonio Maria da Esterzili (auteur du premier jeu en langue sarde campidanese), de l'écrivain Roderigo Hunno Baeza, auteur du Caralis Panegyricus, un poème en latin, avec lequel il exaltait la ville de Cagliari, composé vers 1516, de Jacinto de Arnal Bolea (auteur du premier roman qui se déroule à Cagliari, El forastero), de Juan Francisco Carmona, de l'écrivain et historien Salvatore Vidal, des poètes José Delitala Y Castelvì et de Joseph Zatrillas Vico l'officier politique de l'Empire espagnol Vincenzo Bacallar Y Sanna, marquis de San Felipe. Ce dernier a été l'un des fondateurs de l'Académie royale espagnole et a travaillé sur la rédaction du premier dictionnaire de la langue castillane.
À noter aussi la présence d'une école de peinture renommée, dite «Scuola Stampacina », du nom du quartier où sont situés les ateliers, dont les principaux artistes sont Pietro Cavaro, son fils Michele, Pietro Raxis l'ancien et Antioco Mainas.
En 1607, l'université est créée ainsi que le premier hôpital public. Mais la décadence que l'empire espagnol connaît dans la seconde moitié du XVIIe siècle abîme la ville et l'expose en 1656 à une grave épidémie de peste, dont est issue la principale manifestation la « Fête de Sant'Efisio », la plus importante fête religieuse de l'île.

### XVIIIesiècle

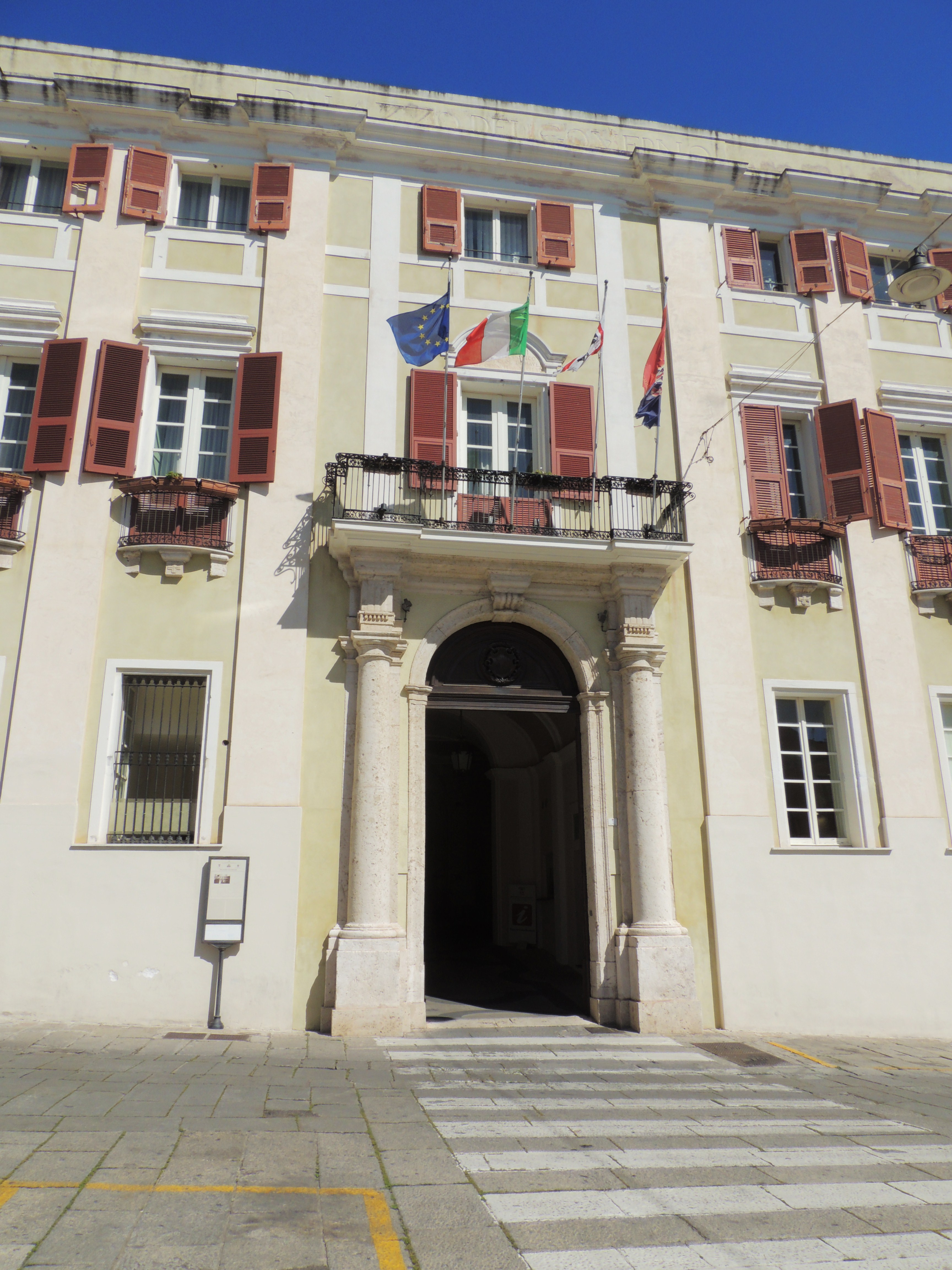
Palais royal de Cagliari.

En 1718, après un bref règne des Habsbourg d'Autriche, la dynastie des Savoie s'approprie le royaume de Sardaigne, qui reste autonome par rapport à l'état continental de la dynastie qui promet solennellement de respecter ses anciennes coutumes et privilèges. Néanmoins, la nouvelle dynastie transforme progressivement le royaume, toutes les décisions sont prises à la cour de Turin, résidence des nouveaux monarques. Cagliari continue son expansion avec la réorganisation de l'université, le renforcement du système défensif, la restructuration du Palais Royal et l'accès aux marchés du centre et du nord de l'Italie et de l'Europe.
À la fin du XVIIIe siècle, pendant les guerres napoléoniennes, la France essaye de conquérir Cagliari en raison de son rôle stratégique dans la mer Méditerranée. Une armée française débarque sur la plage du Poetto et se dirige vers Cagliari, mais elle est défaite par les Sardes (expédition de Sardaigne).
En échange, les aristocrates de Cagliari demandent un représentant sarde à la Cour du Royaume. La demande est refusée par la Maison de Savoie et les habitants de Cagliari se soulèvent et expulsent tous les représentants du royaume et du peuple du Piémont. Cette insurrection est célébrée à Cagliari lors de la Die de sa Sardigna (jour de la Sardaigne) le dernier week-end d'avril. Toutefois, les Savoie reprennent le contrôle de la ville après une brève période de gouvernement autonome.

### Époque moderne

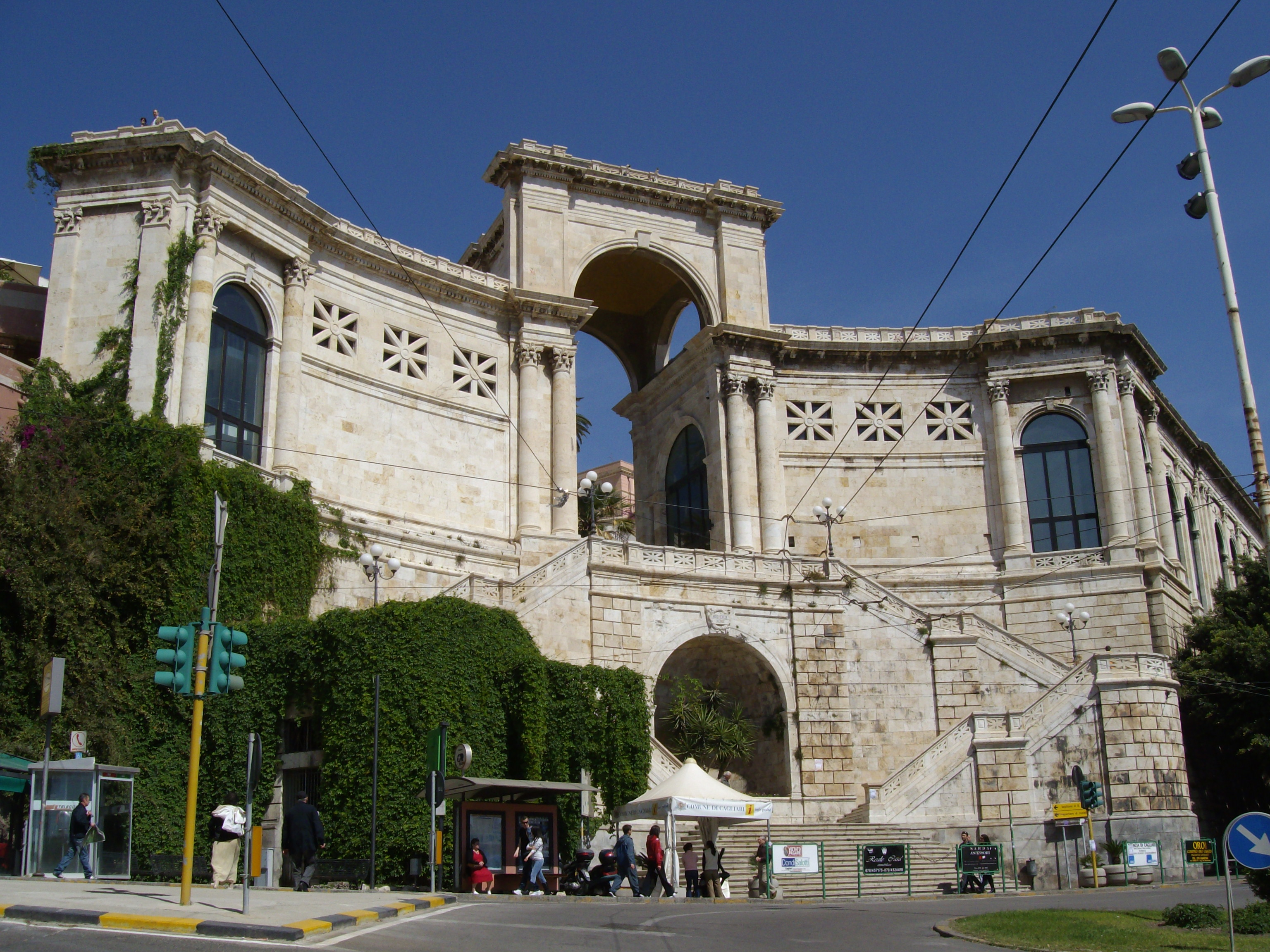
Arc de triomphe roi Umberto I, mieux connu sous le nom Bastione de Saint Remy.

Depuis les années 1870, avec l'unification de l'Italie, la ville connaît un siècle de croissance rapide.
Les anciens murs médiévaux et du XVIe siècle sont démantelés, de larges avenues sont ouvertes et un plan d'urbanisme est conçu.
De nombreux bâtiments sont érigés à la fin du XIXe siècle, sous le maire Ottone Bacaredda. Ces édifices ont des influences Art nouveau mélangées au goût traditionnel sarde de la décoration à fleurs comme la mairie en marbre de Carrare située près du port. Ottone Bacaredda est également célèbre pour la répression violente d'une grève ouvrière au début du XXe siècle.
En 1807, les premières lanternes sont installées pour l'éclairage public urbain, puis en 1868, l'éclairage au gaz est instauré, suivi en 1913 par l'électrique.
En 1867, un barrage est construit dans la localité de Corongiu afin de doter la ville d'un service d'approvisionnement en eau. En effet, jusque-là, la ville était desservie à partir de puits à l'eau souvent saumâtre.
En 1871 est inauguré le premier tronçon de chemin de fer qui est achevé en 1881 reliant Cagliari à Sassari et Porto Torres.

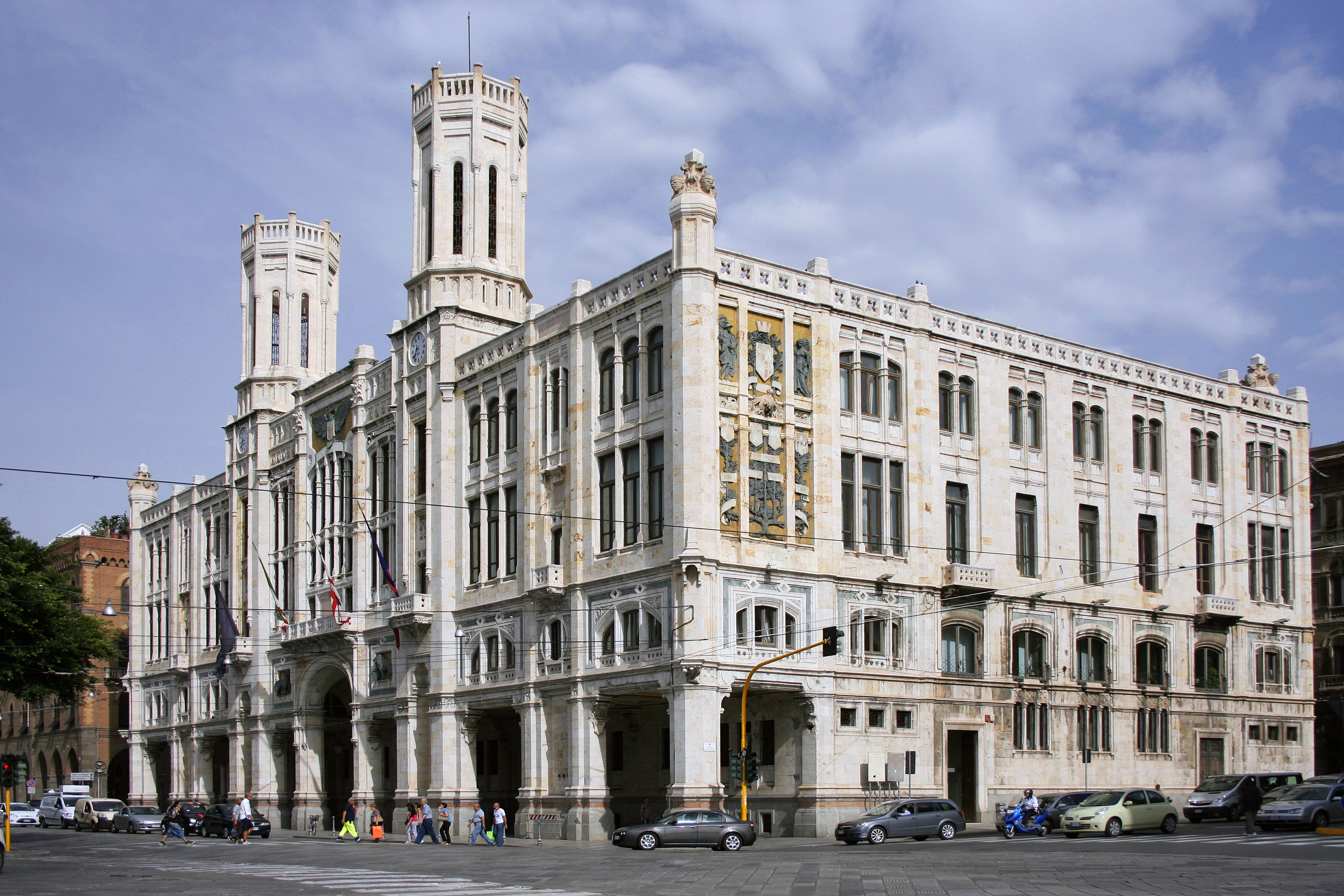
Hôtel de ville Baccaredda.

En 1893 entre en service un tram à vapeur qui relie le centre-ville avec la banlieue de la région métropolitaine : Monserrato, Selargius, Quartucciu, Quartu Sant'Elena. En 1913, une autre ligne de tram à vapeur relie le centre-ville à la plage du Poetto. En 1915, les deux premières lignes de tramway urbain électrique sont inaugurées.
Durant la période fasciste, la ville connaît une croissance démographique et économique importante et bénéficie de la politique de construction monumentale décrétée par le régime, l'architecture et l'urbanisme fasciste, comme le palais du tribunal et le palais du commandant de brigade des Carabinieri, principaux points de repère de la ville moderne.
De 1861 à 1936, la population a augmenté d'environ 88 000 habitants, soit une augmentation de 237 %.

### Seconde Guerre mondiale

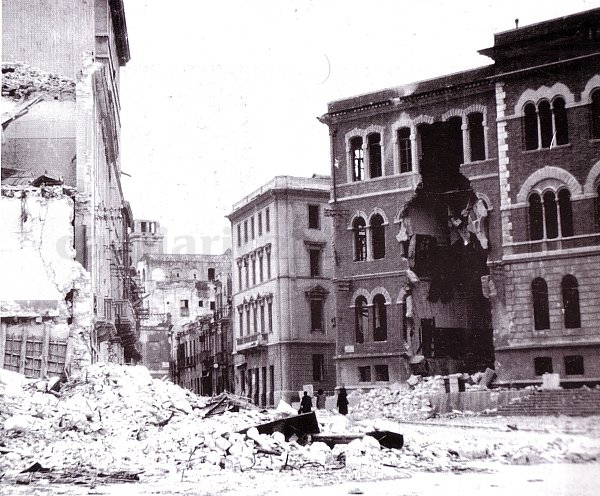
Effets du bombardement de 1943.

Au cours de la Seconde Guerre mondiale, en février 1943 Cagliari est fortement bombardée par les Alliés. Le bombardement stratégique a causé la destruction totale ou gravement endommagé 80 % des foyers de la ville et a fait près de 2 000 victimes civiles, principalement en raison des bombes à fragmentation. Afin d'échapper aux bombardements et à la misère, presque tous les habitants avaient quitté la ville détruite et rejoint les villages ruraux, vivant souvent avec des amis et des parents dans des maisons surpeuplées. Cet exode de la ville est connu comme sfollamento (déplacement).
Après l'armistice de l'Italie avec les Alliés en septembre 1943, la Wehrmacht prend d'abord le contrôle de Cagliari et de l'île, puis se retire sur le continent italien afin de renforcer ses positions, laissant à l'armée américaine le contrôle de Cagliari dont l'importance est stratégique pendant la guerre en raison de son emplacement dans la mer Méditerranée. De nombreux aéroports se trouvaient à proximité comme Elmas, Monserrato, Decimomannu à partir desquels les avions pouvaient atteindre l'Afrique du Nord, l'Italie continentale et la Sicile.

### La renaissance

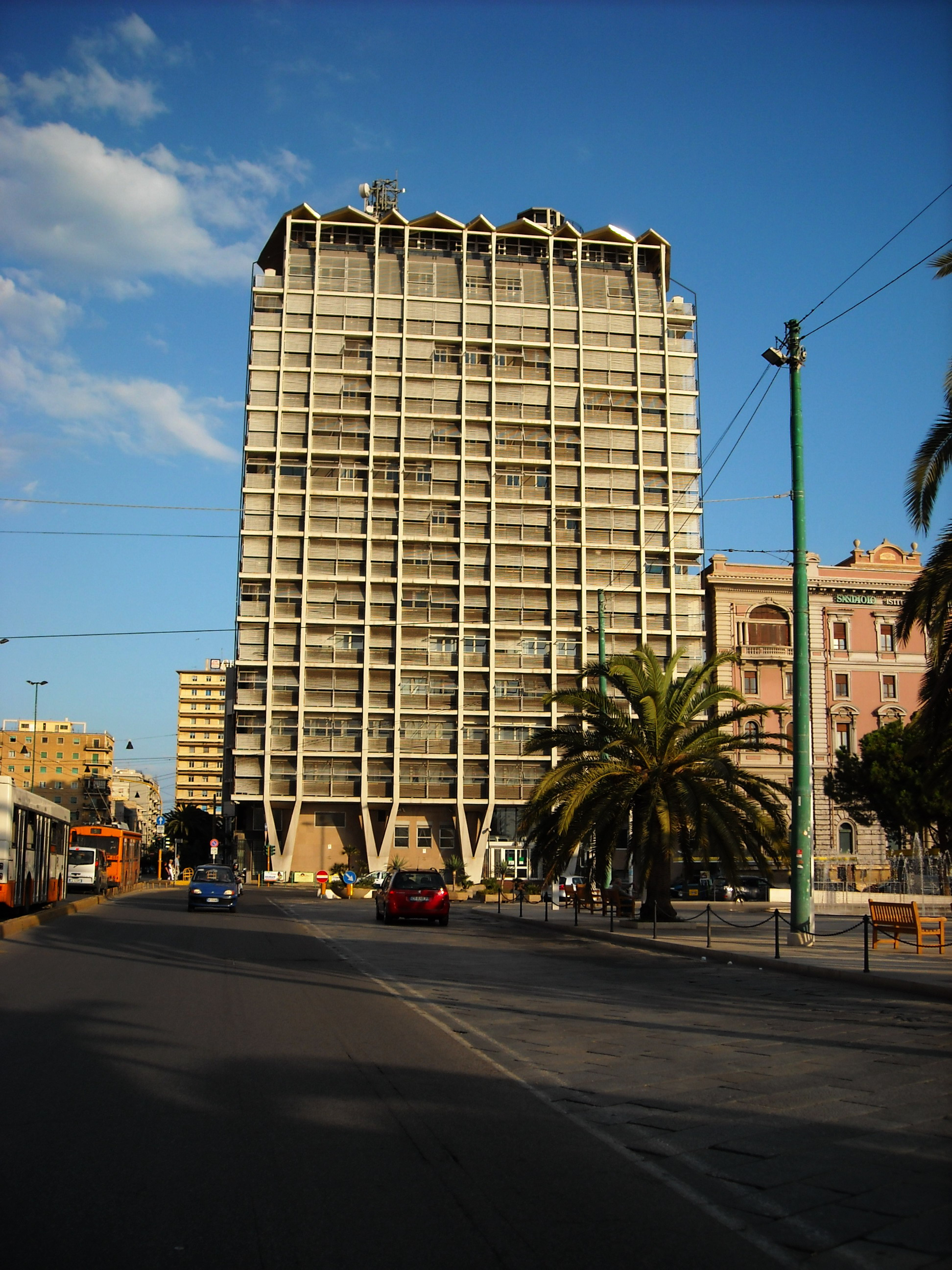
Siège de la Société Électrique Sarde.

Après la guerre, la ville est reconstruite rapidement (« miracle de Cagliari »), de nombreux immeubles sont érigés dans les quartiers résidentiels.
Les effets de la guerre sont encore visibles dans certaines églises médiévales telles que San Domenico, Santa Caterina et Santa Lucia, qui n'ont jamais été reconstruites, ainsi que sur plusieurs bâtiments du centre historique. Dans le cimetière principal de la ville, un mémorial rappelle les victimes sans nom qui y ont été enterrées.
La Constitution de la République italienne a créé en 1948 la région autonome de la Sardaigne dont le chef-lieu est Cagliari, où se sont concentrés les bureaux de la région, provoquant un exode massif d'autres parties de l'île. La population de toutes les municipalités de la région métropolitaine a augmenté de 105 % entre 1951 (221 734) et 2011 (453 728).
Cagliari est le centre d'une agglomération moderne d'environ un demi-million d'habitants, avec une économie dynamique et différenciée, ce qui en fait la plus grande et la plus riche communauté de Sardaigne avec un revenu comparable à celui des villes du Centre et du Nord de l'Italie.
En plus d'être le centre de l'administration de la région autonome et des administrations périphériques de l'État italien en Sardaigne, Cagliari possède un important port doté d'un terminal conteneur, un aéroport, une université, des centres de recherche, des installations médicales de haut niveau, un réseau d'activités commerciales.

## Toponymie

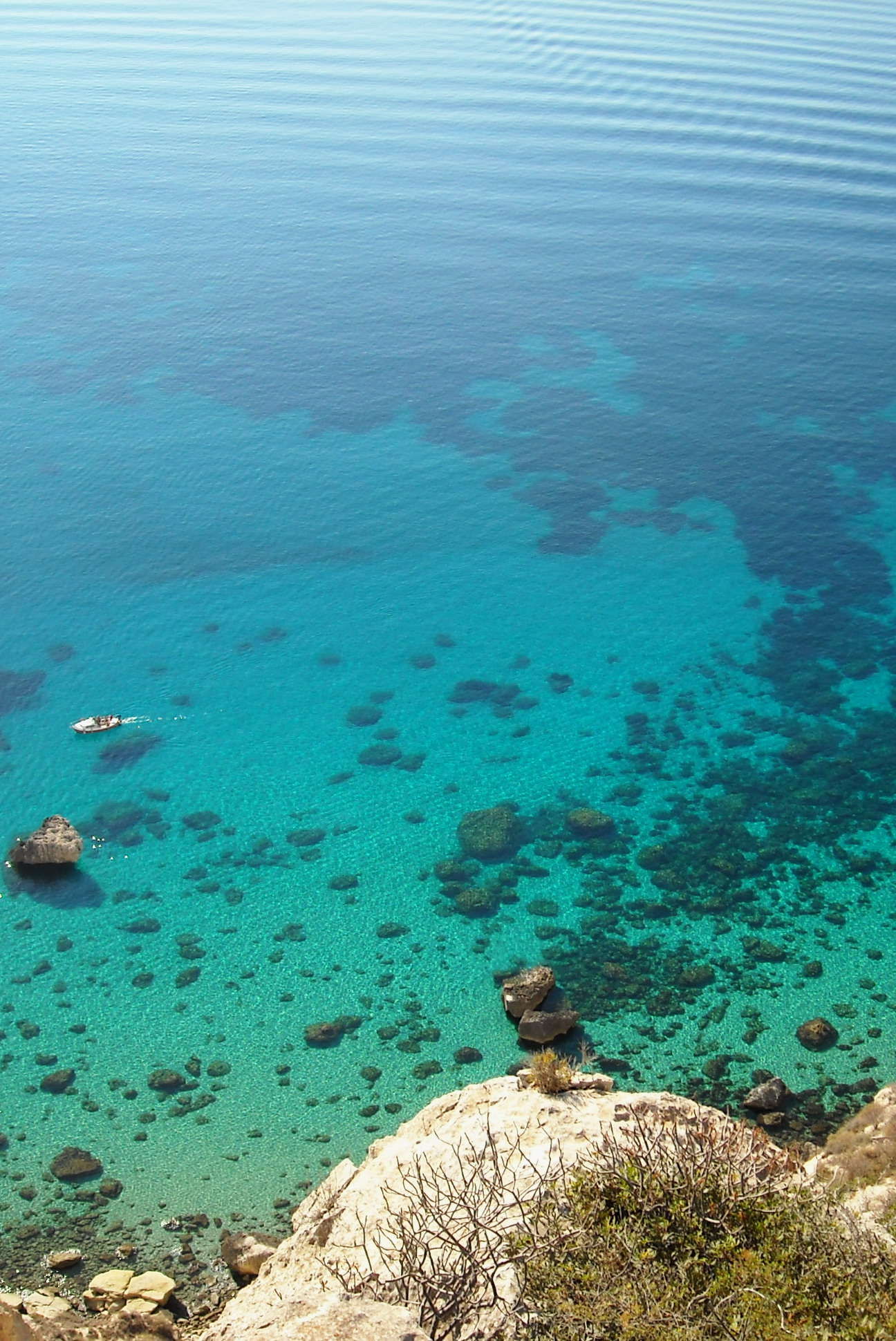
Sella del Diavolo

Cagliari était appelée Krly pendant la domination phénico-punique, alors qu'en latin, la ville était appelée Caralis ou Calares (au pluriel) ou Karales. Autour du XVIe siècle Roderigo Hunno Baeza, un humaniste sarde, déclara que Karalis dérivait du grec κάρα / kára,« tête ». Cagliari était le principal centre de l'île. Le sémitiste Wilhelm Gesenius déclara que le nom venait de Kar Baalis, qui signifie en phénicien « cité de Dieu ». Cette hypothèse fut acceptée par Giovanni Spano qui affirma que Cagliari dérivait du nom phénicien Kar- El, qui signifie également « cité de Dieu ».
Max Leopold Wagner retraça que le terme de la langue paléosarde Karalis reflétait des noms de lieux sardes de Carale (Austis), Carallai (Sorradile), Caraglio de Corse, Karhalis ou Karhallis en Pamphylie et Karhalleia de Pisidie (Turquie). Le toponyme Karalis serait à connecter avec des noms tels que cacarallai, criallei, crielle, chirelle, ghirelle (« chrysanthème sauvage ») et garuleu, galureu, Galileu (« pollen déposé dans le miel, qui est jaune d'or »), qui a une affinité avec le garouleou étrusque (« chrysanthème sauvage »).
Francesco Artizzu a remarqué que la racine kar dans les langues des peuples de la Méditerranée signifie « pierre » et le suffixe al/ar donne une valeur collective, et le toponyme Karali signifierait « lieu de la communauté de roche » ou simplement « endroit rocheux ». Quant aux Kalares, Artizzu l'explique par le fait que, à partir d'un noyau initial, la création d'autres noyaux voisins a augmenté l'étendue de la ville. En conclusion, l'origine la plus probable Karalis / Caralis aurait comme signification « lieu de communauté sur la roche jaune ou blanche ».
Pendant la période du Judicat, les quartiers de Sant'Avendrace et Stampace constituent le centre de la ville qui au Moyen Âge est appelée Santa Igia. Avec l'arrivée des Pisans, la ville est identifiée dans les documents comme Kastrum Karalis et ensuite par les Catalano-Aragonais, en catalan Castell de Càller. À la suite de l'affirmation de la langue espagnole pendant la domination des Habsbourgs, le nom devient Callari et enfin sous la période des Savoie, le nom est transcrit en italien en Cagliari. En langue sarde, le nom actuel Casteddu identifie la ville avec son château fortifié construit sous la domination de Pise.
En français, la ville était connue autrefois sous le nom de Caglier.

## Politique et administration

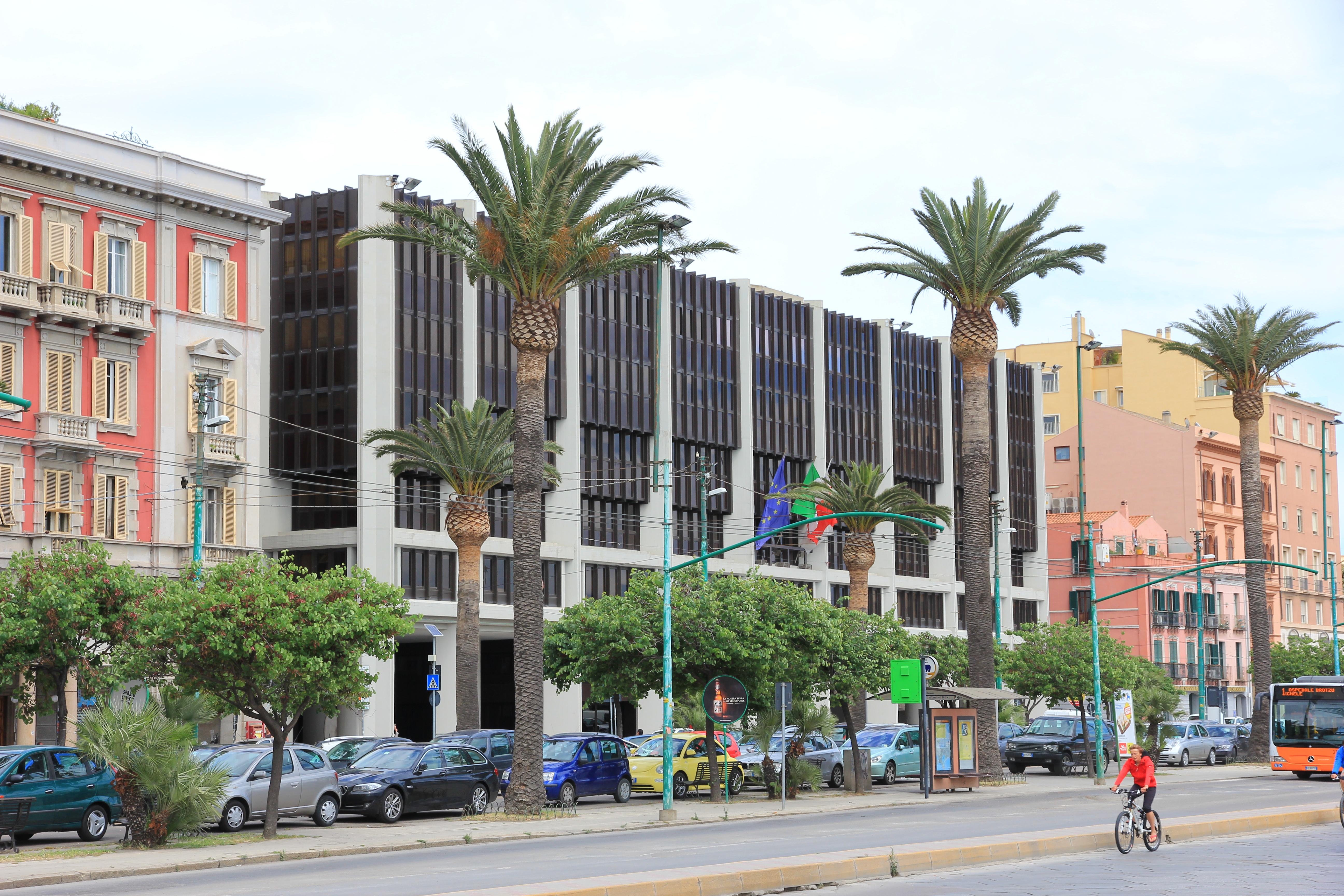
Via Roma, le palais du Parlement Régional

À Cagliari se trouvent les bureaux de l'administration de la région autonome de la Sardaigne et de la Ville métropolitaine de Cagliari.
Ils sont également le siège de plusieurs bureaux locaux de l'administration centrale italienne dont celui de la Direction du patrimoine culturel et de l'environnement, de la Surintendance d'Archives de la Sardaigne et de la Surintendance archéologique du Ministère du Patrimoine Culturel, du ministère du Travail et des politiques sociales pour la Sardaigne, des bureaux régionaux du ministère de l'Économie et des Finances et du ministère de la Santé.
Cagliari est le siège de toutes les juridictions pénales, civiles, administratives et comptables pour la Sardaigne, du ministère de la Justice jusqu'à la Haute Cour d'assises. Il abrite une prison, Buon Cammino, construite à la fin du XIXe siècle. Une nouvelle prison moderne est en construction dans le village voisin de Uta.
Cagliari est le siège du commandement indépendant militaire de Sardaigne. En outre, il abrite le régiment d'infanterie 151e Sassari, une section de fournitures et d'entretien, un service de médecine légale militaire, le 21e Groupe Escadron Aves Big Dipper de l'Aviation légère de l'armée (Airport de Elmas), le bataillon Gennargentu, et le 14e département pour les infrastructures. À 20 km de Cagliari, dans les municipalités Decimomannu et Villasor, se trouve une base de l'Armée de l'Air italienne (Aeronautica Militare).
Traditionnellement, les votes à Cagliari sont orientés vers le centre-droit. Depuis la Seconde Guerre mondiale, les maires sont affiliés à la Démocratie chrétienne à l'exception de Salvatore Ferrara, du Parti socialiste, allié à la DC. Dans les années 1990, après l'effondrement des partis traditionnels, les maires proviennent du parti de la coalition menée par Silvio Berlusconi. La crise économique et politique que traverse l'Italie a incité les électeurs à une forte abstention et à élire un jeune maire, Massimo Zedda, qui appartient pour la première fois à une alliance de centre-gauche.
| Période                                  | Période       | Identité       | Étiquette | Qualité |
| ---------------------------------------- | ------------- | -------------- | --------- | ------- |
| 1994                                     | 2001          | Mariano Delogu | AN        |         |
| 2001                                     | 2006          | Emilio Floris  | FI        |         |
| 13 juin 2006                             | 30 mai 2011   | Emilio Floris  | PDL       |         |
| 1er juin 2011                            | 5 avril 2019  | Massimo Zedda  | SEL       |         |
| 18 juillet 2019                          | 20 avril 2024 | Paolo Truzzu   | Fdl       |         |
| 17 juin 2024                             | En cours      | Massimo Zedda  | PP        |         |
| Les données manquantes sont à compléter. |               |                |           |         |

## Population et société

### Évolution démographique
Selon l'Office statistique de la municipalité, en 2012, il y avait 156 538 personnes résidant à Cagliari (-5,4 % par rapport à 2002), dont 72 663 hommes et 83 875 femmes. Les mineurs (18 ans et moins) sont 12,92 % et les retraités 24,81 % de la population.
L'âge moyen des résidents est de 47,44 ans. Le ratio de la population âgée > 65 ans et ceux âgés de moins de < 18 ans, est 53,39 %. Le nombre des personnes âgées > de 65 ans a augmenté de 21,95 %.
Le taux de natalité de Cagliari est de 6,29 naissances par 1 000 habitants. Le nombre moyen des composants par ménage est de 2,11 et le pourcentage de ménages composés d'une personne seule est de 42,53 %.
En 2015, (7 754 personnes) 5 % de la population est étrangère, le plus grand groupe étant composé de Philippins, suivis par les Ukrainiens, les Roumains, les Sénégalais et les Chinois.

### Ville métropolitaine

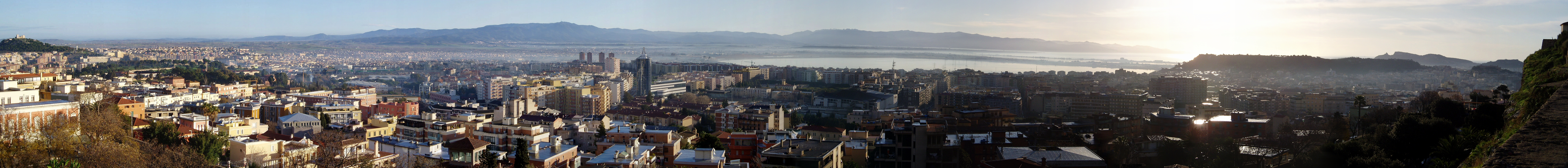
Vue sur certaines régions de Cagliari et une partie de la région métropolitaine

La ville métropolitaine de Cagliari compte 431 372 habitants (données de 2015) en légère augmentation (2,3 %) par rapport au recensement de 2001. Elle comporte 17 municipalités situées le long de la côte du golfe et dans la plaine intérieure du Campidanu, jusqu'à 20 km à l'intérieur du territoire.
Elle couvre la surface de la plaine du Campidanu entre de grands bassins de la lagune et les salines de Santa Gilla d'une surface d'environ 1 300 hectares, les étangs de Molentargius, (1 622 hectares) et les montagnes dépeuplées d'une altitude de 1,100 mètres en grande partie couvertes de forêts et pour la plupart gérées par l'Administration des Forêts de la Région Autonome de la Sardaigne. Ces montagnes se trouvent à l'ouest comme celles Capoterra et de Pula, 256 km2, comprenant la réserve naturelle du WWF de Monte Arcosu, (36 km2) et à l'est les monts Serpeddì et Sette Fratelli, (132 km2).
Les municipalités urbaines accueillent des immigrés, alors que la ville de Cagliari a un taux élevé, bien qu'en diminution, de population âgée en raison du coût élevé des maisons, peu accessibles aux jeunes.
Au siècle dernier, la population des municipalités de la région métropolitaine a augmenté de 354 % et au cours des 50 dernières années de 158 % (1911 : 128 444; 1961 : 288 683; 2011 : 454 819). Pour l'ensemble de la Sardaigne cette augmentation est respectivement de 88 % et 15 % (1911 : 868 181; 1961 : 1 419 362; 2011 : 1 639 362). L'urbanisation de la région de Cagliari est, en termes de pourcentage, impressionnante, faisant de la capitale de l'île une métropole entourée de zones rurales de plus en plus dépeuplées. Cette urbanisation se traduit aussi par la concentration à Cagliari de la richesse et de la plupart des activités économiques.

### Enseignement

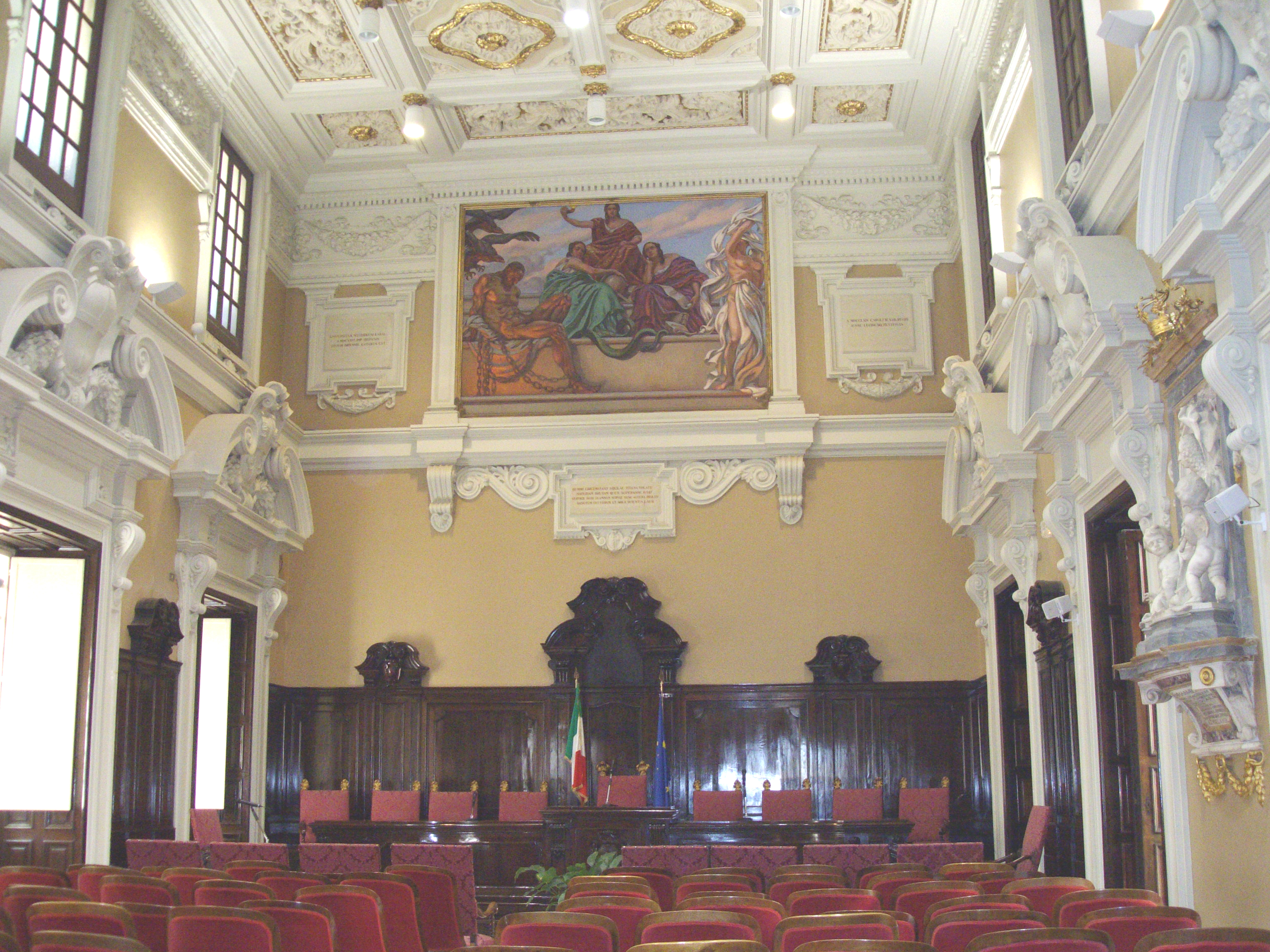
Aula Magna de l'université de Cagliari

Cagliari abrite l'université de Cagliari, la plus grande université publique en Sardaigne, fondée en 1626 et qui compte actuellement six facultés : Ingénierie et Architecture, Médecine et Chirurgie, Sciences économiques, juridiques et politiques, Sciences de base, Biologie et Pharmacie, Sciences humaines.
Elle accueille environ 35 000 étudiants.
Toutes les facultés scientifiques de l'université, ainsi que l'hôpital universitaire se situent dans une Citadelle Universitaire, située à Monserrato. Le centre de Cagliari abrite la faculté d'Ingénierie et les pôles des sciences humaines alors que le recteur a son siège dans le quartier Castello, dans un palais du XVIIIe siècle qui conserve une bibliothèque contenant des milliers de livres anciens.
Pula, dans la région métropolitaine de Cagliari, abrite Polaris, le parc scientifique et technologique de la Sardaigne, orienté vers l'innovation, le développement, la recherche et l'industrialisation. Avec plus de 60 entreprises et centres de recherche, Polaris est l'un des plus grands parcs scientifiques italiens et est le premier dans le pays pour le nombre de sociétés de biotechnologie.
Cagliari est également le siège de la Faculté pontificale de théologie de la Sardaigne.

### Manifestations culturelles et festivités

#### Fête de Sant'Efis

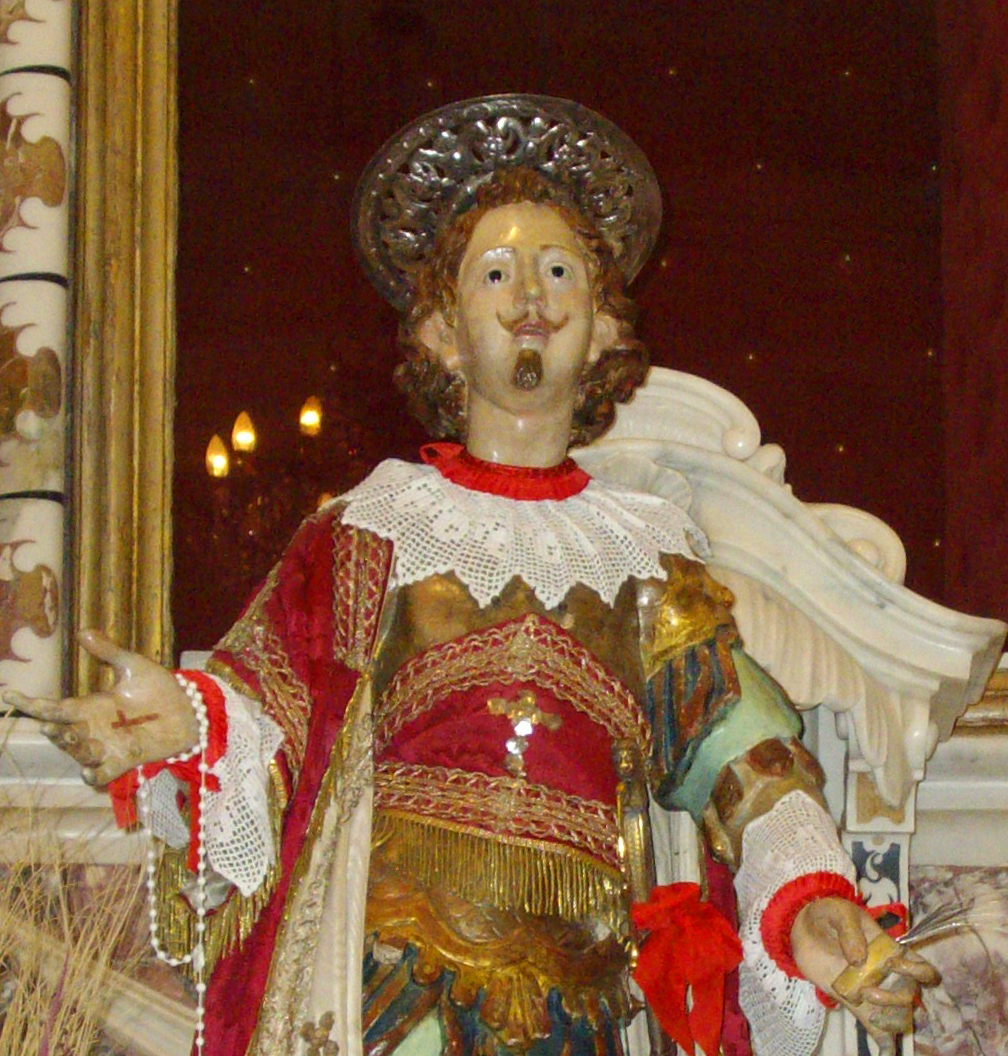
Sant'Efis

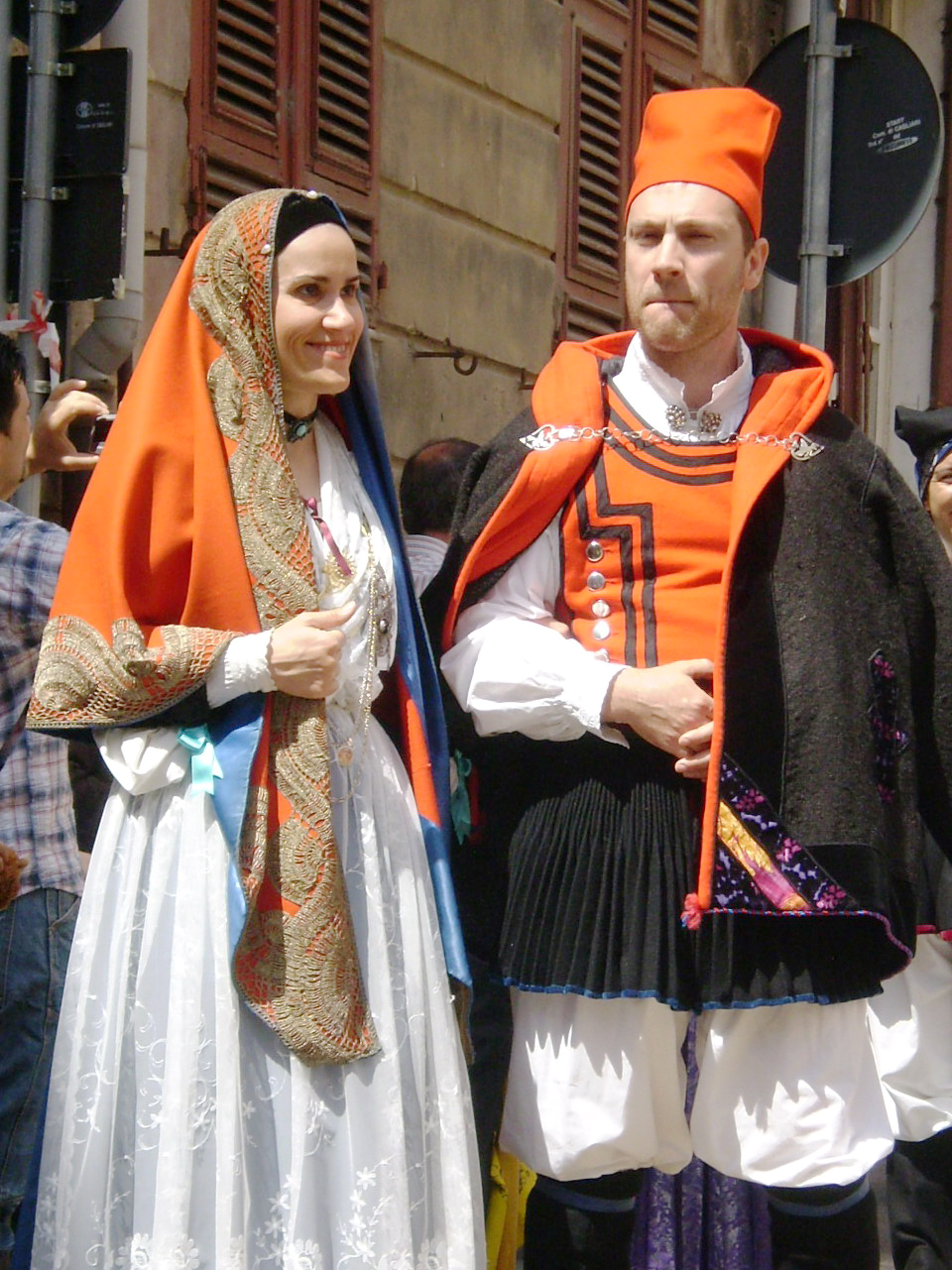
Robes populaires traditionnelles de Cagliari

La fête de Sant'Efisio en italien (en sarde : Sant'Efis [le glorieux]) est la procession religieuse la plus importante de Cagliari et de la Sardaigne et se déroule chaque année le 1er mai. Dans ce festival, sont impliqués des groupes de toute la Sardaigne vêtus de leurs costumes traditionnels. En plus d'être l'une des plus anciennes, elle est aussi la plus longue procession religieuse italienne, avec environ 65 km parcourus en quatre jours.

##### Histoire
Il est dit que, en 1656, les Sardes ont prié Sant'Efis pour vaincre la terrible vague de peste, propagée sur l'île depuis 1652. L'épidémie avait infecté toute la Sardaigne; à Cagliari, en particulier, elle avait tué environ dix mille habitants, près de la moitié de la population de la ville. La première victime avait été l'archevêque de Cagliari Don Bernardo De La Cabra. Pendant ce temps Cagliari se transformait en un immense cimetière. La légende dit qu'à ce stade Sant'Efis apparut au vice-roi, le comte de Lemos, pour demander, afin de libérer la ville de la peste le vote du cortège du 1er mai. En 1656, la municipalité de Cagliari fait un vœu à Sant'Efisio : s'il vainc la peste, chaque année aura lieu un défilé et des festivités en son honneur, à partir du quartier de Stampace, jusqu'à Nora, où le saint fut martyrisé. En septembre, les fortes pluies causèrent la disparition de la peste, et depuis l'année suivante jusqu'à nos jours, chaque 1er mai, on respecte cette promesse.

##### Procession
Les préparatifs de la procession, gérés par l'archiconfrérie de la Bannière, commencent le 30 avril avec le pansement du saint et l'ajout de gemmes d'or offertes en ex-voto. Ensuite, le président de l'archiconfrérie et le sacristain installent le saint à l'intérieur du chariot. Dans la matinée du 1er mai « Su Corradori » décore les bœufs qui porteront le char à Nora. Puis le troisième gardien, accompagné par « Sa Guardiania », descend dans la rue où il attend le Alter Nos, autrefois le délégué du roi. Ils vont ensemble à l'église de Stampace où la messe est célébrée.
La procession, qui a lieu le 1er mai, est ouverte par les tracas, les wagons décorés pour la fête, tirés par des bœufs. Viennent ensuite les danseurs, environ 5 500 personnes avec le costume traditionnel sarde, de tous les coins de l'île et récitent habituellement le chapelet ou goccius (chants religieux).
Ils sont suivis par des chevaliers du Campidano, à leur tour suivis par la milice. Après eux, défilent les membres de guardiania ayant au premier rang le troisième gardien, qui tient la bannière de la confrérie. Après c'est le tour de l'Alter Nos, le représentant du maire, et des coureurs, les membres de la parade de l'archiconfrérie précédée par un frère tenant un crucifix de 1700. L'arrivée du char est précédée par le son de launeddas. Lorsque le chariot arrive en via Roma, il est accueilli par les sirènes des navires du quai dans le port de Cagliari, et marche sur un tapis de pétales de rose.
Après avoir quitté Cagliari, la procession arrive à l'église de Giorgino où Efis est dépouillé de bijoux et de vêtements qui sont remplacés par des vêtements plus simples. La statue est ensuite transférée dans le chariot paysan et continue vers Nora, où elle arrive le 3 mai.
Le 4 mai, le Saint rentre à Cagliari où il arrivera à environ 9 heures du soir. La rentrée du saint est l'évènement le plus intime et le plus senti par les gens de Cagliari.
Le 1er mai 1794, le saint n'a pas défilé. En effet, le 28 avril précédent une révolte a éclaté à Cagliari à la suite d'arrestations de citoyens. À cause des tumultes, les autorités municipales décidèrent de ne pas faire défiler le saint ce jour-là, mais seulement le 1er juin, une fois la révolte terminée.
La fête de Sant'Efis a également été célébrée en 1943, au milieu des ruines de la ville de Cagliari détruite par les bombardements deux mois plus tôt. La statue du saint, couverte de prières écrites, de notes et de photos, a été portée en procession sur un camion de lait, suivi par quelques dévots fidèles.

#### Événements de Pâques
Les événements qui ont lieu dans la ville au cours de la semaine sainte de Pâques remontent à la tradition espagnole. Chaque quartier historique organise des processions, dont les plus intéressantes sont celles organisées par l'archiconfrérie du quartier médiéval de Villanova (Biddanoa en langue sarde, nouvelle ville). Ici se déroulent les processions de Jésus crucifié, du Christ mort, de Notre-Dame des Douleurs, de su Scravamentu (ablation du Christ mort sur la croix, littéralement lever les clous), et enfin de S'Incontru (la réunion) entre le Christ ressuscité et la Vierge Marie.

### Églises
- Basilica di Nostra Signora di Bonaria
- Cattedrale Santa Maria Assunta e Santa Cecilia
- Chiesa di San Sepolcro
- Cappella di Santa Chiara
- Basilica di San Saturnino
- Chiesa di Sant'Anna
- Chiesa di San Pietro dei Pescatori
- Chiesa di San Michele
- Chiesa di San Lucifer

### Santé

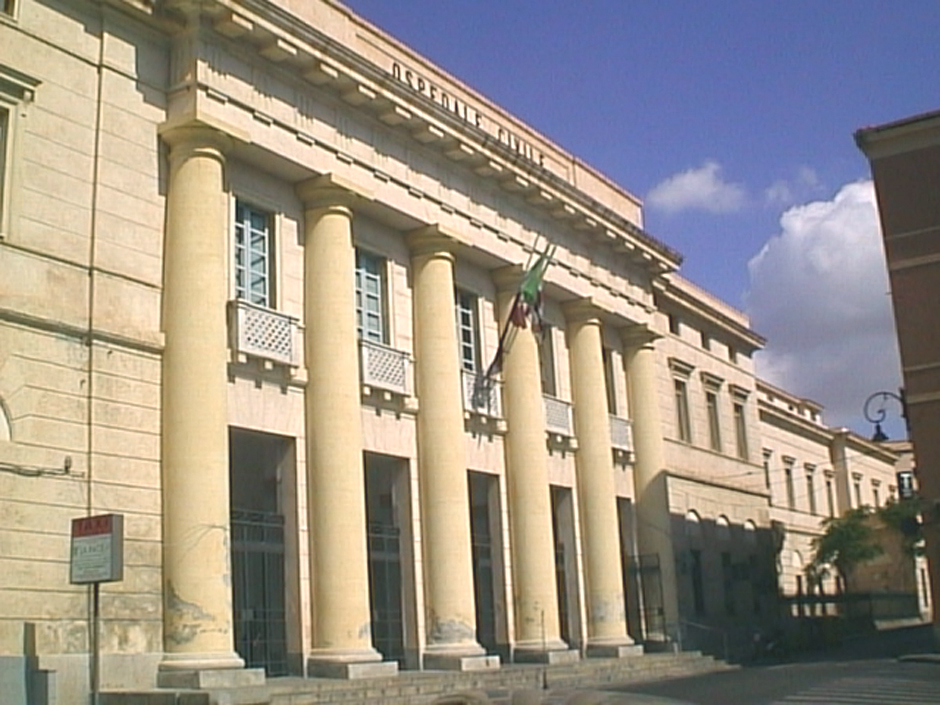
Ancien hôpital civil (1850)

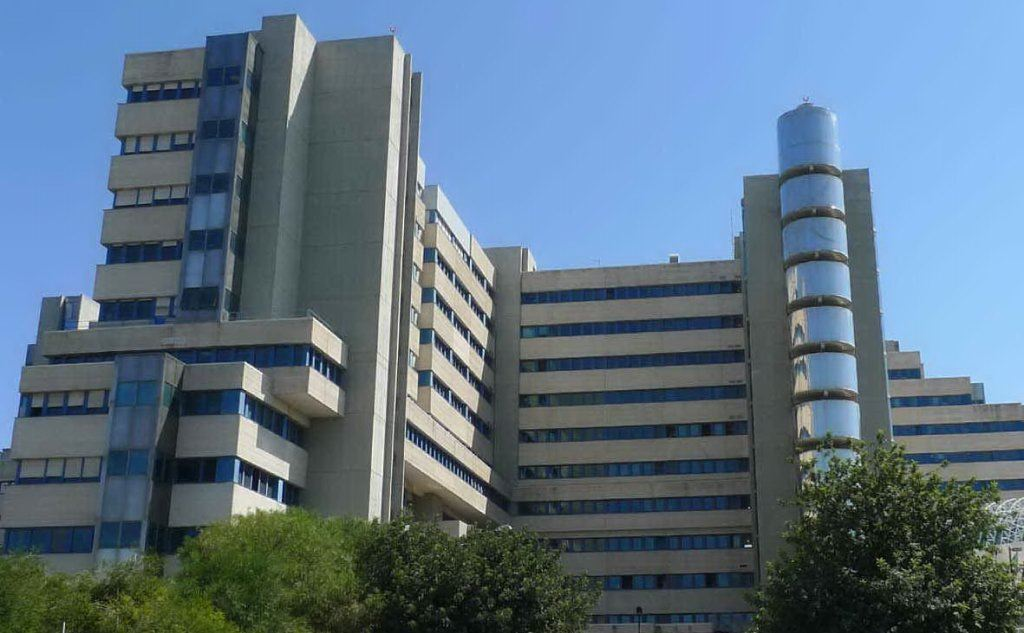
Hôpital Brotzu

L'espérance de vie à la naissance à Cagliari est très élevée : 79,5 années pour les hommes et 85,4 pour les femmes (niveau provincial).
Bien qu'il y avait un hôpital public de Cagliari depuis le XVIIe siècle, la première structure moderne a été construite au milieu du XIXe siècle et a été conçue par l'architecte Gaetano Cima. L'hôpital est toujours en activité, même si tous les services sont en phase de déménagement dans la nouvelle université de Monserrato.
Parmi les autres hôpitaux publics, l'hôpital Giuseppe Brotzu a été reconnu en 1993 comme un hôpital de pertinence nationale et de haute spécialisation, en particulier pour la transplantation du foie, du cœur, du moelle et du pancréas.
D'autres hôpitaux publics de la ville sont : le Santissima Trinità ou communément Is Mirrionis, le Binaghi, spécialisé en pneumologie, le Marino spécialisé en traumatologie, en médecine hyperbare et lésions de la moelle épinière, le Businco spécialisé en oncologie et le Microcitemico spécialisé pour la thalassémie, maladies génétiques et les maladies rares.
En outre, il existe de nombreux hôpitaux privés.
Malgré son climat sec, grâce au système régional de barrages, tous les habitants de Cagliari peuvent avoir 363 litres d'eau potable par jour.
Le tri sélectif des déchets est encore peu pratiqué : seulement 33,4 % des déchets sont séparés.

### Sports

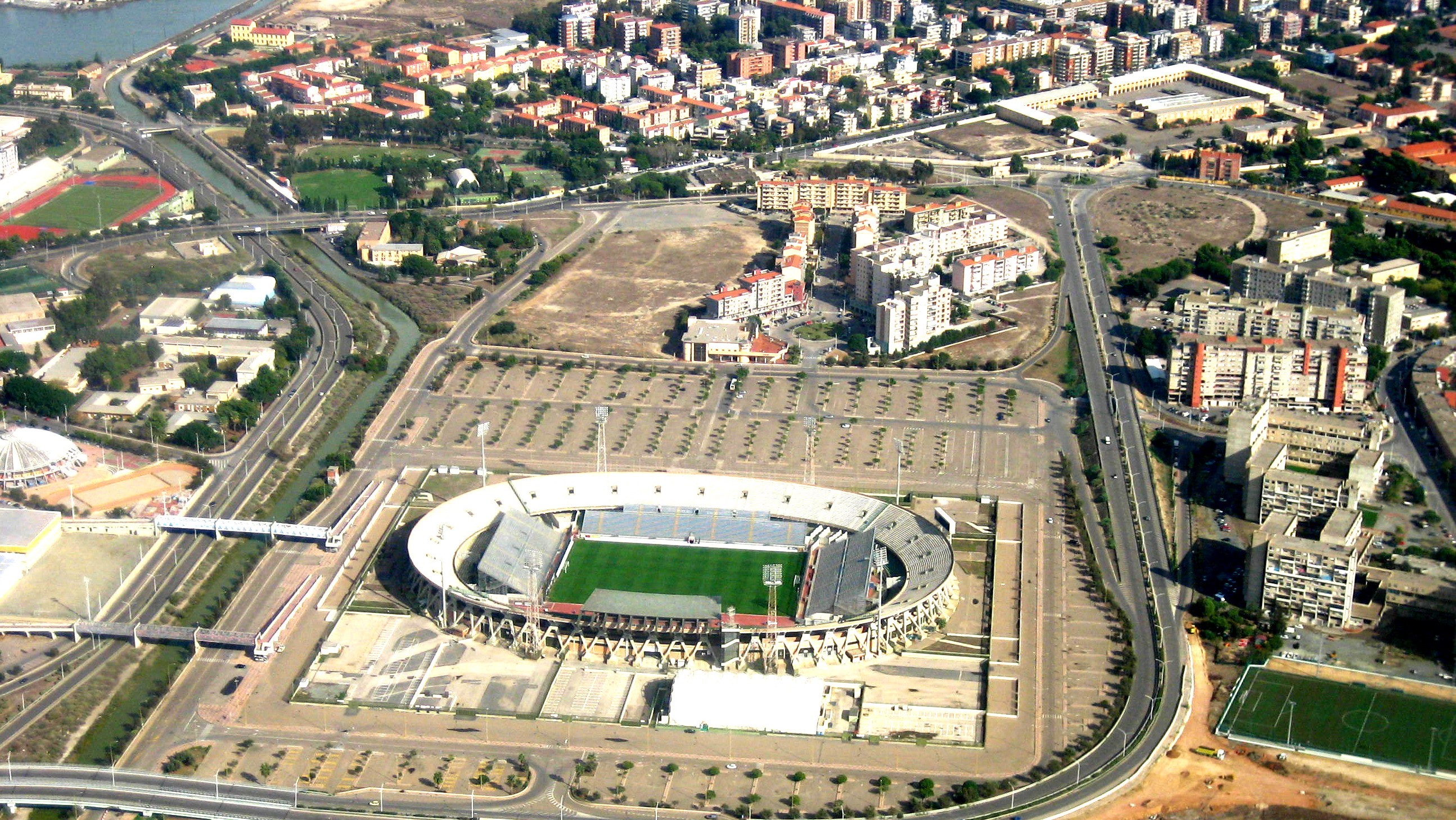
Vue aérienne du stade Sant'Elia, la maison du club de football Cagliari Calcio de 1970.

Quoiqu'un peu à l'écart des sentiers de randonnée en Sardaigne, Cagliari est un endroit idéal pour les sports nautiques tels que le surf, le kitesurf, le windsurf et le nautisme à la voile en raison de vents forts et fiables favorables. Le hockey sur gazon est également populaire, avec deux équipes dans la première division italienne, GS Amsicora et CUS Cagliari (le premier a remporté le titre de champion plus que toute autre équipe italienne dans le championnat des hommes (20) et est également le protagoniste du championnat féminin).
Les salles de sport à Cagliari comprennent :
- Stade Sant'Elia
- Tennis Club Cagliari[77]
- Salle de gymnastique de Via dello Sport
- Piscine olympique de Terra Maini
- Stade Amsicora[78]
- Piscine Rari Nantes
- Piscine Esperia
- Stade d'athlétisme Riccardo Santoru
- Piscine municipale
- Piscine Aquasport
- Hippodrome du Poettu[79]
- Cercle d'escrime Mario Siddi
- Salle de tennis de table Mulinu Becciu
- Installations du centre sportif de l'université, CUS Cagliari[80]

Cagliari est le foyer de l'équipe de football Cagliari Calcio, fondée en 1920, vainqueur du championnat italien de la ligue Serie A en 1969-1970, avec l'équipe conduite par Gigi Riva dans l'ancien stade Amsicora. Le stade Sant'Elia, où l'équipe joue à partir de 1970, a accueilli trois matchs du championnat mondial FIFA de 1990.

### Médias
Le principal journal de Cagliari est L'Unione Sarda, fondé en 1889. Il a été l'un des premiers journaux européens à avoir son propre site web. Il a un tirage d'environ 90 000 exemplaires.
Dans Cagliari se trouve le principal siège régional de la RAI, la radio et la télévision d’État italiennes, avec sa diffusion locale.
Il existe également des sociétés de télévision régionales comme Videolina, la première chaîne de télévision privée à avoir été lancée en Sardaigne, en 1975, Sardegna1, TCS et de radio régionales comme Radiolina, qui a été la première station locale à être établie dans ce territoire, et la première radio libre de la Sardaigne. Il y a aussi des nombreux sites Internet d'information,.

### Personnalités liées à Cagliari
- Giulio Angioni, écrivain.
- Milena Agus, écrivaine.
- Sergio Atzeni, écrivain.

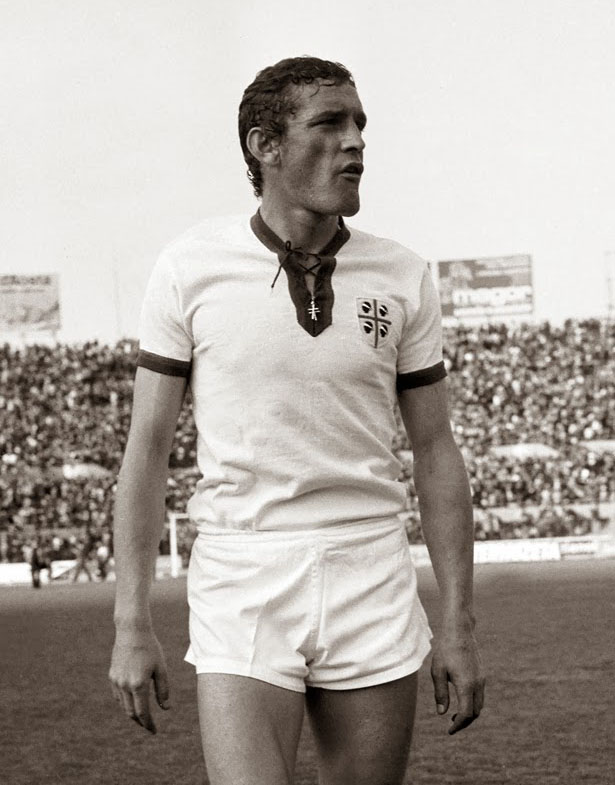
Gigi Riva

- Dominique Albert Azuni (1749-1827), juriste et homme politique
- Vincent Bacallar (1669-1726), historien, homme politique et diplomate.
- Diego Gregorio Cadello, archevêque de Cagliari et cardinal.
- Andrea Cossu, footballeur.
- Paolo Delogu, historien.
- Eusèbe de Verceil, évêque de Verceil, né à Cagliari.
- Sandro Floris, athlète spécialiste du 200 m.
- Anna Loddo, chanteuse folk.
- Nanni Loy, régisseur.
- Lucifer de Cagliari (°?-†370 ou 371), évêque
- Vittorio Filippo Melano (1733-1813), archevêque et homme politique
- Luca Moro, pilote automobile.
- Caterina Murino (1977), actrice.
- Amedeo Nazzari, acteur.
- Giorgia Palmas, est une actrice et animatrice de télévision italienne.
- Néné, nom de plume de Claudio Olinto de Carvalho, footballeur.
- Anna Maria Pierangeli (1932-1971), actrice (sœur jumelle de Marisa Pavan)
- Marisa Pavan (1932-2023), actrice
- Francesco Pisano, footballeur.
- Gigi Riva, footballeur.
- Lapo Saltarelli, poète, juriste et guelfe blanc de Florence, exilé à Cagliari.
- Francesca Sanna (1991-), illustratrice d'albums pour enfants, née à Cagliari.
- Renato Soru, homme d'affaires et homme politique, créateur de Tiscali.
- Tigellius, musicien et poète né à Cagliari.
- Gianfranco Zola, footballeur.
- Giusy Devinu (1960-2007), cantatrice

## Économie

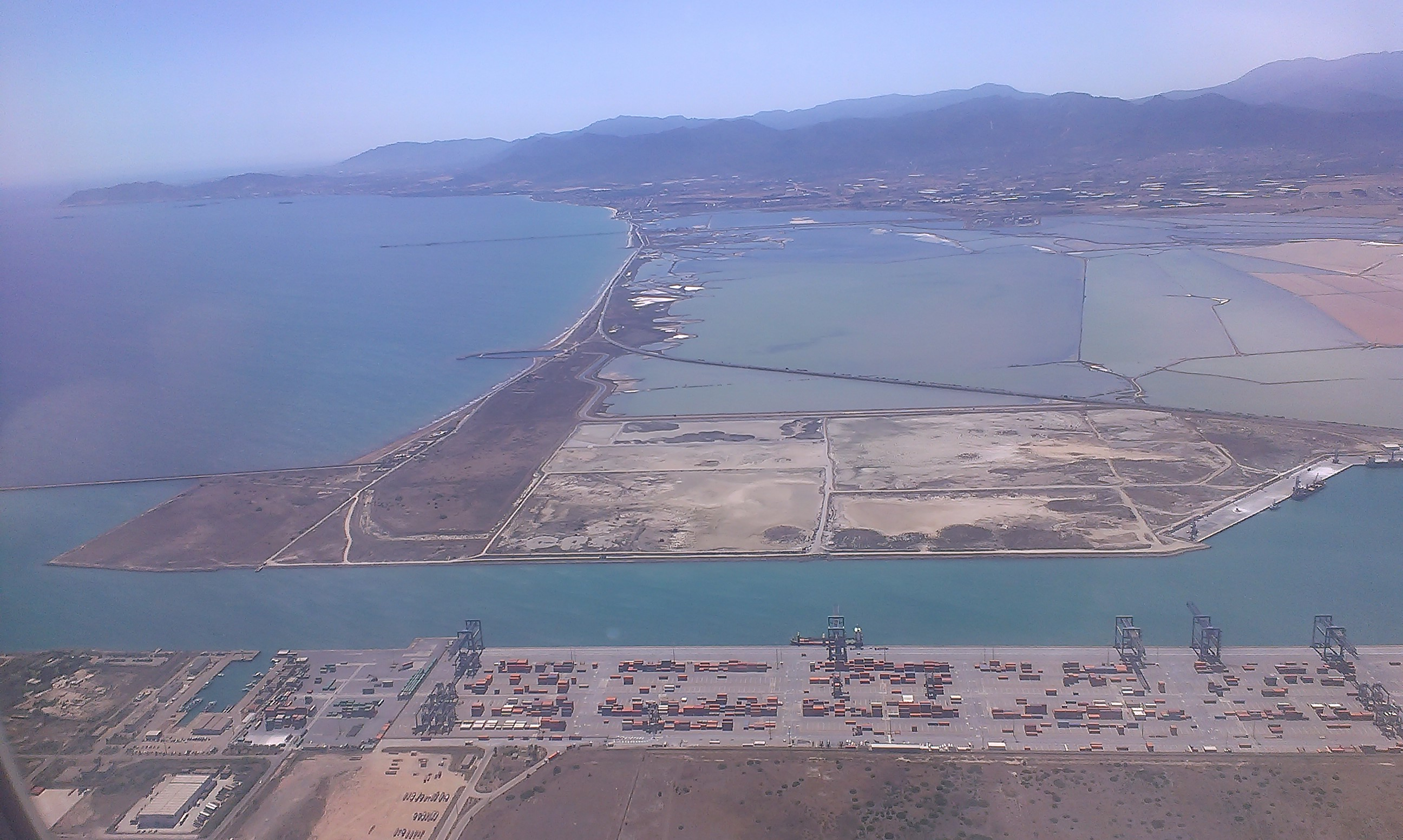
Port-canal industriel de Cagliari

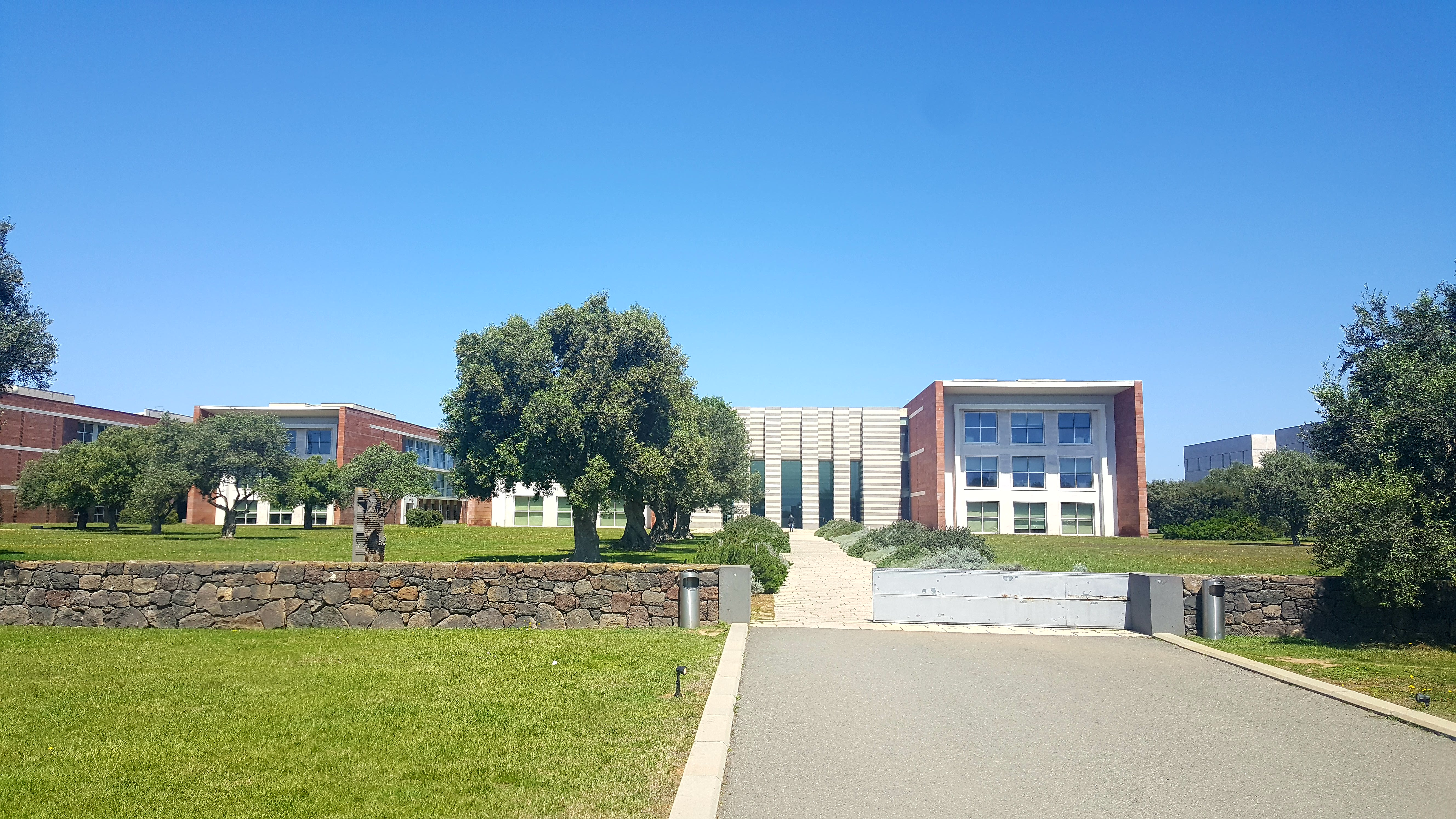
Le siège social de Tiscali

Selon les données de 2014 du ministère italien de l'Économie, les habitants de Cagliari ont déclaré un impôt sur le revenu des personnes physiques par habitant équivalent à 140 % de la moyenne nationale, tandis que la valeur pour toute la Sardaigne était seulement de 81 %. La région métropolitaine a déclaré 119 % de la moyenne nationale. Avec 26 % de la population de l'île, la ville métropolitaine de Cagliari produit 38 % de son PIB. Comme d'habitude, les revenus de la zone urbaine sont supérieurs à ceux des arrondissements ou de la campagne, mais en Sardaigne l'occurrence est particulièrement aigüe.
Cagliari est la capitale de la région autonome de la Sardaigne, elle en est le nœud de communication et le siège des bureaux administratifs ; la ville est aussi le siège des bureaux de l'administration centrale italienne au niveau régional et provincial. Cagliari est également le principal centre commercial, économique et industriel de l'île, avec de nombreux sites commerciaux et des usines au sein de ses frontières métropolitaines.
Le premier grand magasin (La Rinascente), fondé en 1931 dans le centre de la ville, est encore aujourd'hui ouvert. De nombreux centres commerciaux existent dans la région métropolitaine (Le Vele, Santa Gilla, La Corte del Sole, Marconi) avec la plupart des chaînes européennes de magasins tels que Auchan, MediaWorld, Euronics, Carrefour, Bata et d'autres.
Cagliari est le principal siège opérationnel : du Banco di Sardegna, qui appartient au Groupe BPER, qui est coté à la Bourse de Milan (BSRP) ; de la Banca di Cagliari et de la Banca di Credito Sardo, qui appartient au groupe Intesa Sanpaolo.
La zone Macchiareddu - Grogastru entre Cagliari et Capoterra, en collaboration avec un grand port international avec un terminal conteneur à Giorgino est l'une des zones industrielles les plus importantes de la Sardaigne. Cagliari a également l'un des plus grands marchés de poissons en Italie avec une grande variété de poissons à vendre à la fois au public et aux commerçants. Le fournisseur d'accès à Internet Tiscali a son siège dans la ville, et Cagliari a également l'un des plus grands terminaux à conteneurs de la mer Méditerranée.
Les sociétés multinationales telles que Coca-Cola, Heineken, Unilever, Bridgestone et Eni ont des usines dans la ville. Dans sa zone métropolitaine, à Sarroch, il y a une des six raffineries de pétrole encore en activité en Europe de la firme Saras.

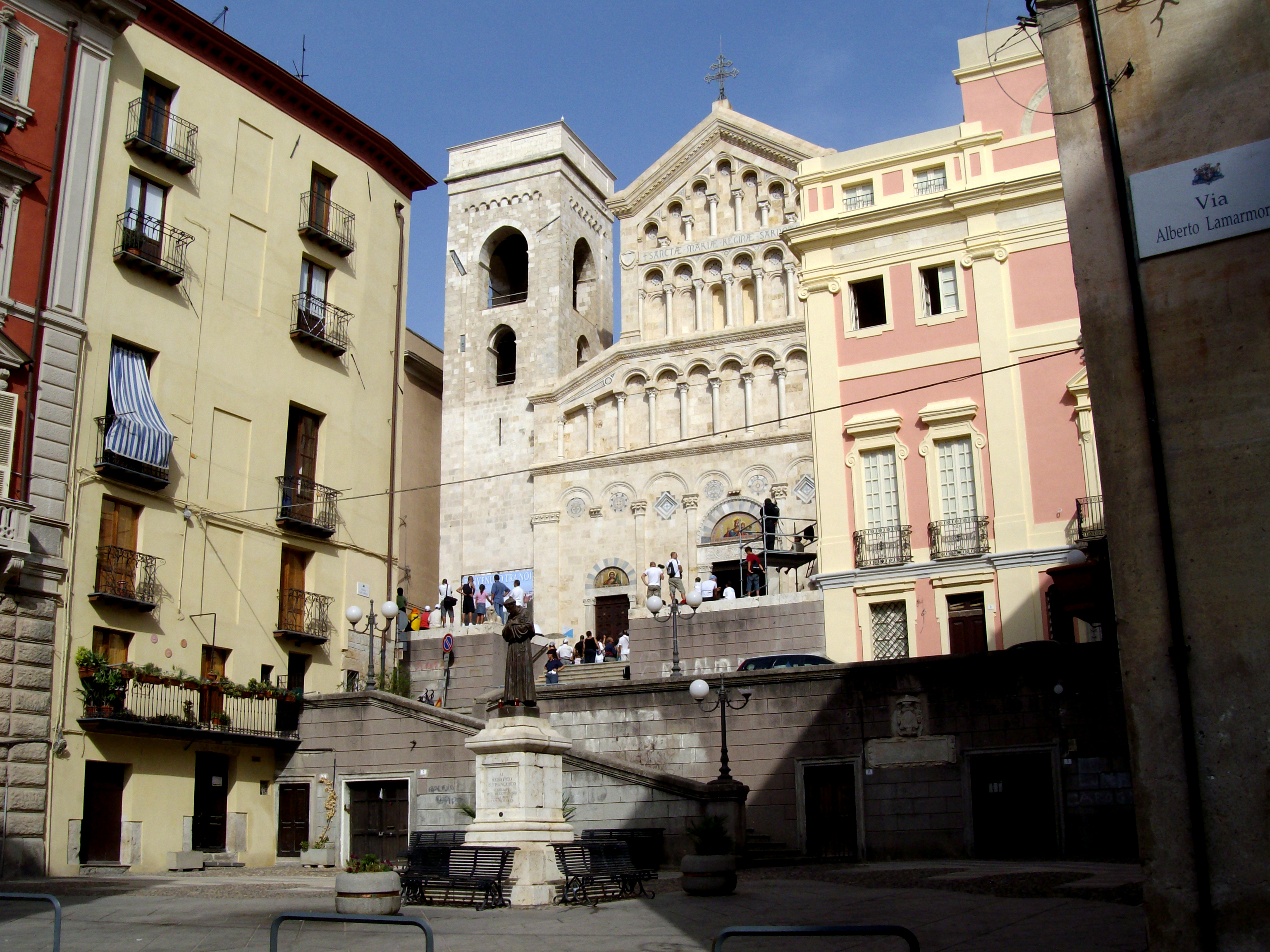
La piazza Carlo Alberto, dans le quartier historique de Castello.

Le tourisme est l'une des principales ressources de la ville, bien que les sites historiques, tels que son monumental système de défense du Moyen Âge et de l'époque moderne, ses ruines carthaginoises, romaines et byzantines, soient mis moins en valeur si on les compare aux plages et au littoral. Les navires de croisière de tourisme de la Méditerranée font souvent une escale pour les passagers à Cagliari et la ville est un pivot du trafic vers les plages de Villasimius, Chia, Pula et Costa Rei. Pula abrite le site archéologique de la ville punique et romaine de Nora. Beaucoup de clubs et de pubs sont très fréquentés par les jeunes et par les touristes, surtout en été. Les pubs et les night-clubs sont concentrés dans le Corso Vittorio Emanuele II, une rue étroite du quartier de Stampace, dans le quartier de la Marina, à proximité du port et du quartier Castello, alors que les clubs sont pour la plupart concentrés sur la plage du Poetto (en été), ou dans le Viale Marconi (en hiver).

## Culture locale et patrimoine

### Monuments et lieux touristiques

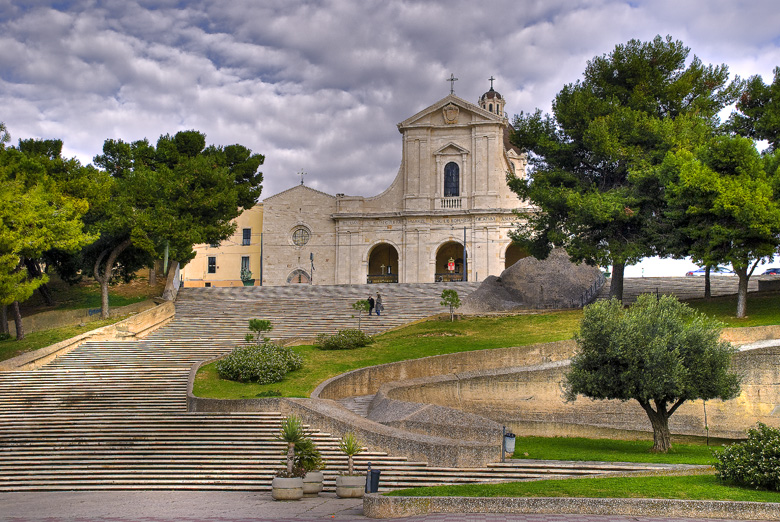
Basilique Notre-Dame de Bonaria

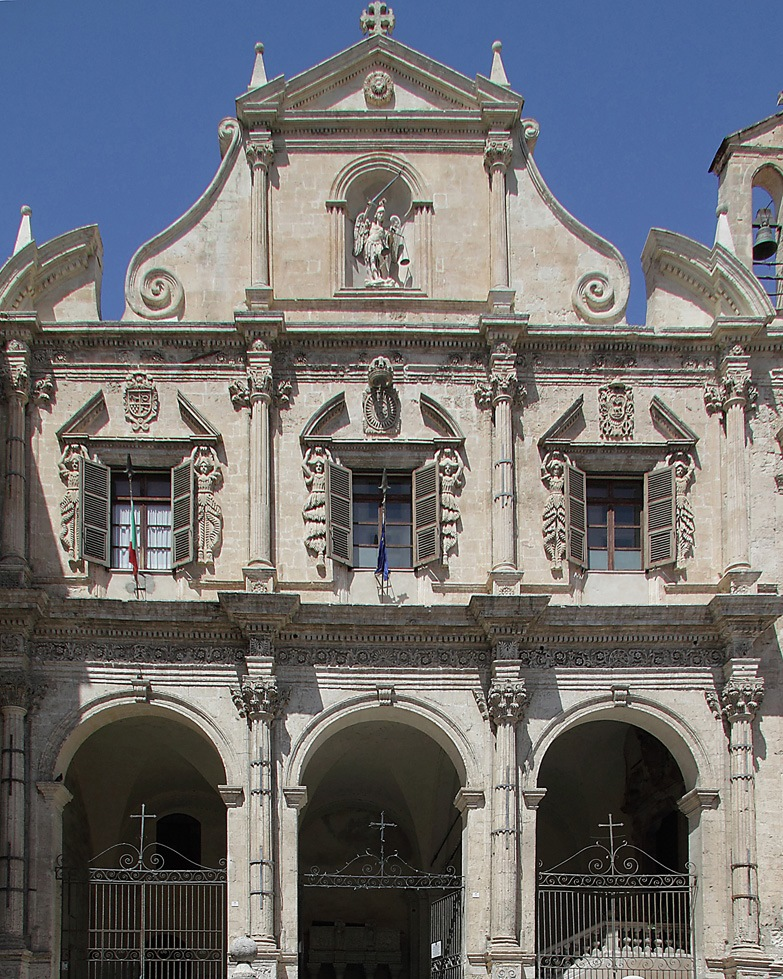
Église San Michele

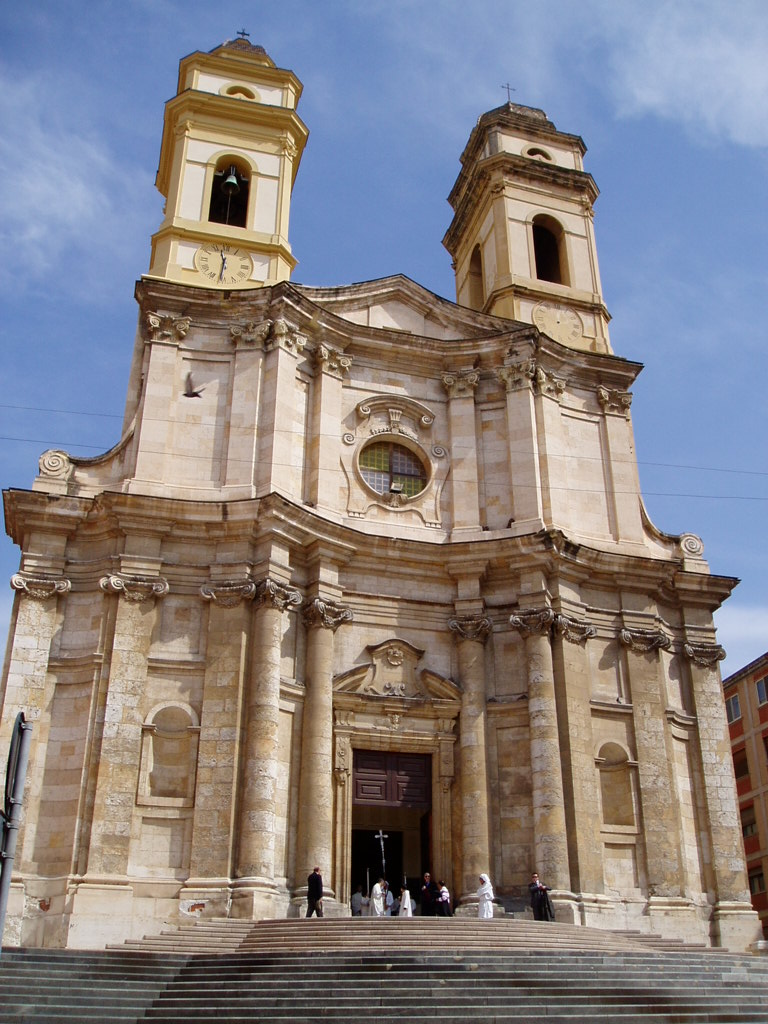
Église Sant'Anna

Église San Lucifer

La vieille ville (appelée Castello en italien, Casteddu de susu en langue sarde, le château du haut) se trouve au sommet d'une colline, avec une vue sur le golfe de Cagliari (également connu sous le nom du golfe des Anges). La plupart de ses remparts sont intacts et disposent de deux tours de calcaire blanc du début du XIVe siècle, la tour de San Pancrazio et la tour de l'Éléphant ; ce sont deux exemples typiques de l'architecture militaire Pisane. Le calcaire blanc local a également été utilisé pour construire les murs et de nombreux bâtiments de la ville. D. H. Lawrence, dans son mémoire d'un voyage en Sardaigne, Sardaigne et Méditerranée, réalisé en janvier 1921, décrit l'effet de la douce lumière du soleil méditerranéen sur le calcaire blanc de la ville et compare Cagliari à un Jérusalem blanc. La ville est censée être construite sur sept collines (Sant'Elia, Bonaria, Monte Urpinu, Castello, Monte Claro, Tuvixeddu et Saint-Michel).
La promenade couverte et la Terrazza Umberto I ont été conçues en 1896 par l'ingénieur Joseph Costa et Fulgenzio Setti. L'ensemble du bâtiment est dans le style classique, avec des colonnes corinthiennes, et a été construit avec du calcaire blanc et jaune. Il a été ouvert en 1901. L'escalier à double révolution auquel on accède en passant par place de la Constitution, est interrompu par un passage couvert et se termine sous l'Arc de Triomphe, dans la Terrazza Umberto I. En 1943, pendant la Seconde Guerre mondiale, l'escalier et l'Arc de Triomphe ont été gravement endommagés par un bombardement aérien, mais après la fin du conflit, ils ont été fidèlement reconstruits.
De la Terrazza Umberto I, accessible par un petit escalier, on trouve le bastion de Santa Caterina, ancien site d'un couvent dominicain détruit par un incendie en 1800. Selon la tradition, le complot visant à tuer le vice-roi de Camarassa en 1666 a été mis en place aux environs du monastère.
La promenade couverte a été inaugurée en 1902. Au début, elle a été utilisée comme une salle des fêtes, ensuite au cours de la Première Guerre mondiale elle a été utilisée comme une infirmerie. Autour de 1930, au cours de la période de sanctions, on y organisait une exposition de l'autarcie. Au cours de la Seconde Guerre mondiale, elle a servi de refuge pour les personnes déplacées dont les maisons avaient été détruites par les bombes. En 1948, elle a accueilli la première Fiera (exposition) de la Sardaigne. Après plusieurs années de déclin, la promenade a été restaurée et réévaluée comme un espace culturel spécialement réservé pour des expositions d'art.
La cathédrale a été restaurée dans les années 1930 en transformant la première façade baroque dans une façade de style pisan médiéval, plus proche de l'aspect original de l'église du XIIIe siècle. Le clocher est original. L'intérieur possède une nef et deux bas-côtés, avec un ambon (1159-1162) sculpté pour la cathédrale de Pise mais plus tard donné à Cagliari. La crypte abrite les restes des martyrs trouvés dans la basilique de San Saturno (voir ci-dessous). Près de la cathédrale est situé le palais du gouvernement provincial (qui était autrefois le palais royal habité par le vice-roi jusqu'en 1848). 
En Castello il y a aussi le Musée archéologique national de Cagliari , le plus grand et le plus important pour ce qui concerne la civilisation nuragique préhistorique de la Sardaigne. Enfin, Castello accueille de nombreux ateliers d'artisans dans ses ruelles étroites.
La basilique paléo-chrétienne de San Saturnino, consacrée au martyr Saturnin de Cagliari (saint patron de la ville), tué sous le règne de Dioclétien, a été construite au Ve siècle. De l'édifice original restent la partie centrale et le dôme, auxquels on a ajouté deux bras (un avec une nef et deux bas-côtés). L'église est située dans un espace emmuré qui inclut une nécropole paléochrétienne.
Une crypte paléochrétienne est également présente sous l'église San Lucifer (1660) située non loin. Consacrée à saint Lucifer de Cagliari, un évêque de la ville auteur de nombreux ouvrages pour la défense de l'orthodoxie catholique, elle montre une façade sobre avec des colonnes antiques et des pièces sculptées, dont certaines trouvées dans une nécropole des environs.
Le Chiesa della Purissima est une église du XVIe siècle.
Le sanctuaire de Notre-Dame de Bonaria a été construit par les Catalans en 1324-1329 lorsqu'ils assiégeaient les Pisans dans le château. Il a un petit portail gothique sur la façade tandis que l'intérieur abrite une statue en bois de la Vierge qui, après avoir été jetée hors d'un navire espagnol, avait atterri au pied de la colline de Bonaria. Le cloître du couvent abrite le musée de Marinery. La basilique de Bonaria est une église construite au XVIIIe siècle, suivant le sanctuaire. La basilique est supervisée par l'ordre de Notre-Dame-de-la-Merci.
Le sanctuaire et la basilique sont fréquemment visités par les fidèles qui veulent toucher la Vierge, qui en 1907 a été déclarée par le pape La patronne de la Sardaigne. La basilique et sanctuaire de Bonaria de Cagliari donnent son nom à Buenos Aires (qui signifie « vents équitables », du catalan Bon Aire).
Les autres premiers quartiers de la ville (Marina, Stampace, Villanova) conservent une grande partie de leur aspect initial.
D'autres vestiges considérables de l'ancienne ville sont encore visibles à Cagliari, y compris ceux de l'amphithéâtre romain, traditionnellement appelé Is centu scalas (les cent pas), taillé dans un bloc de rocher (du calcaire typique avec lequel la ville a été construite), et d'un aqueduc, utilisé pour l'adduction de l'eau, généralement rare. Il existe aussi d'anciennes citernes de grande ampleur, les ruines d'un petit temple circulaire et de nombreux sépulcres sur une colline à l'extérieur de la ville moderne, qui semble avoir formé la nécropole principale de la ville antique. Dans l'amphithéâtre on met toujours en scène des opéras en plein air et des concerts pendant l'été.
Dans les quartiers construits dans les années 1930 on peut voir des exemples de maisons en architecture Art déco, ainsi que des exemples controversés de néoclassicisme fasciste, comme la Cour de Justice (Palazzo di Giustizia) en place de la République. La Cour de justice est proche du plus grand parc de la ville, Monte Urpinu, avec ses pins et ses lacs artificiels. Le parc comprend une vaste zone de colline.

#### Parcs et jardins

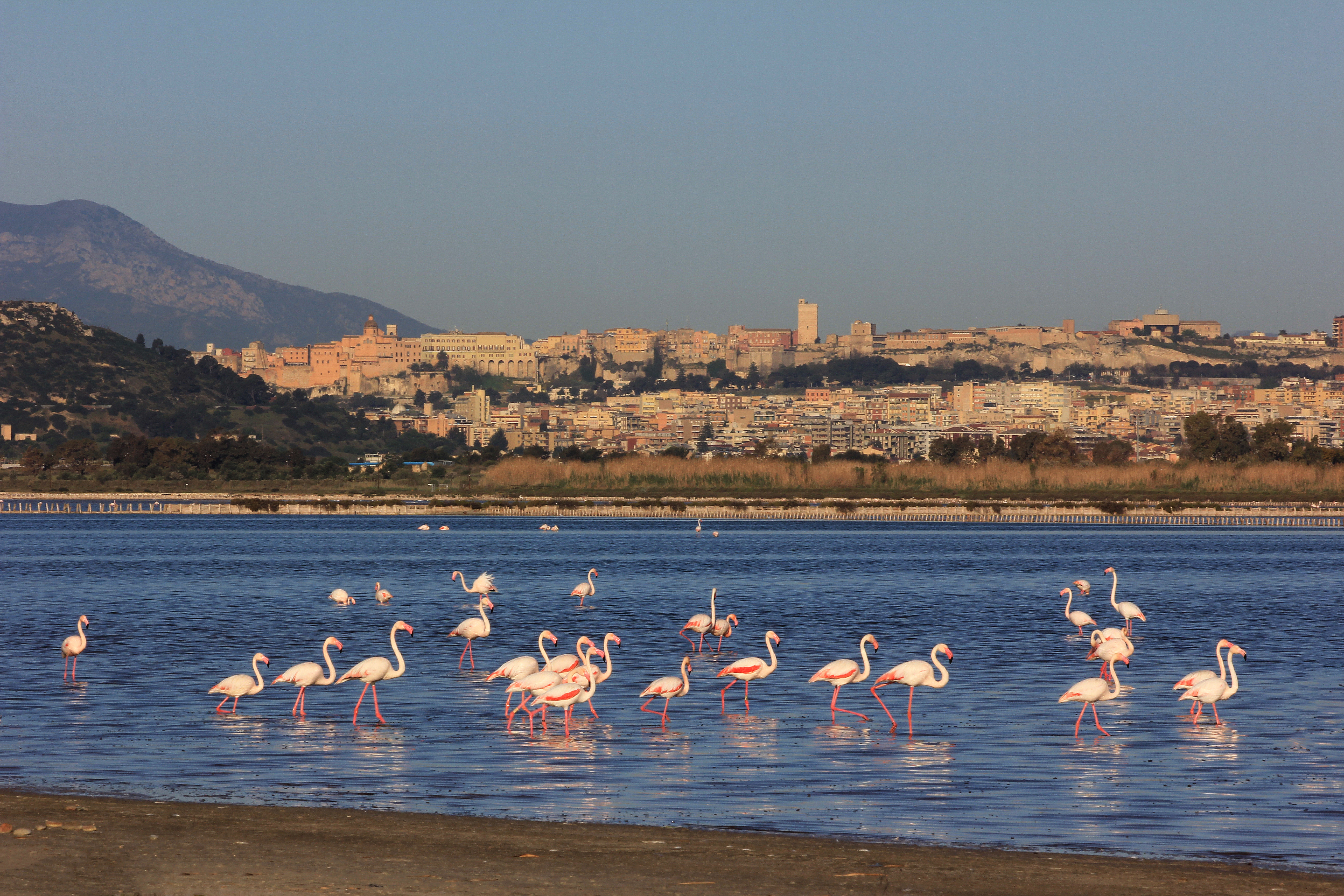
Parc Régional de Molentargius-saline: "is mangonis", les flamants roses

Cagliari est l'une des villes italiennes les plus vertes. Chaque habitant de Cagliari dispose en moyenne de 87,5 mètres2 de jardins et parcs publics.
Son climat doux permet la croissance de nombreuses plantes subtropicales, comme la Jacaranda mimosifolia, le Ficus macrophylla, avec quelques énormes spécimens dans la Via Roma et le Jardin botanique de l'université, l’Erythrina caffra avec sa magnifique floraison rouge, le Ficus retusa, qui fournit de l'ombre pour plusieurs rues de la ville, l’Araucaria heterophylla, le palmier dattier (Phoenix dactylifera), la palme des îles Canaries (Phoenix canariensis), le ventilateur mexicain Palm (Washingtonia robusta).

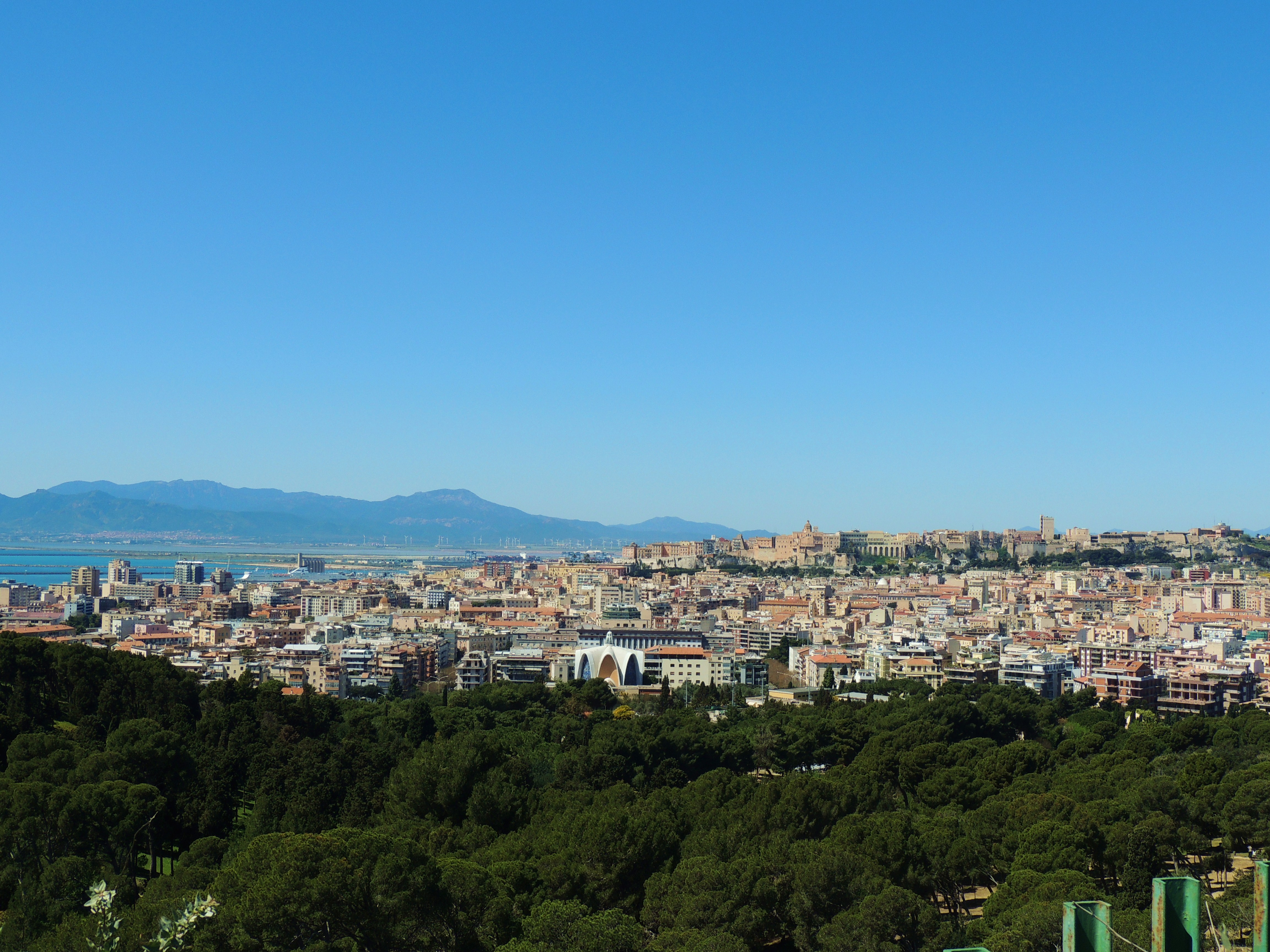
Panorama du parc de Monte Urpinu

Les principaux espaces verts de la ville sont :
- le parc du Monte Urpinu, le plus boisé, situé sur une petite colline couverte par une forêt de pins (Pinus halepensis) et chêne vert (Quercus ilex), avec un dense maquis méditerranéen de mastic (Pistacia lentiscus), de genévrier (Juniperus phoenicea), de chêne kermès (Quercus coccifera), d'olivier sauvage et d’euphorbe arborescente (Euphorbia dendroides), au sein d’une zone d'environ 25 hectares ;
- le parc de la colline de Saint Michele (environ 25 hectares), avec son château médiéval au sommet ;
- le parc de Terramaini (environ 13 hectares), avec un petit étang qui accueille des flamants roses et autres échassiers ;
- le parc provincial du Monte Claro (environ 22 hectares), qui abrite la bibliothèque provinciale dans un vieux manoir sur le sommet de la colline ;
- le parc de l’ex-verrerie de Pirri (environ 2,5 hectares) ;
- les jardins publics, qui sont la plus ancienne esplanade publique de la ville, plantés au XIXe siècle, avec une merveilleuse promenade de Jacaranda mimosifolia.

De plus, à Cagliari il y a le cimetière monumental de Bonaria.
Le parc régional de Molentargius-Saline est situé près de la ville.

#### Plages

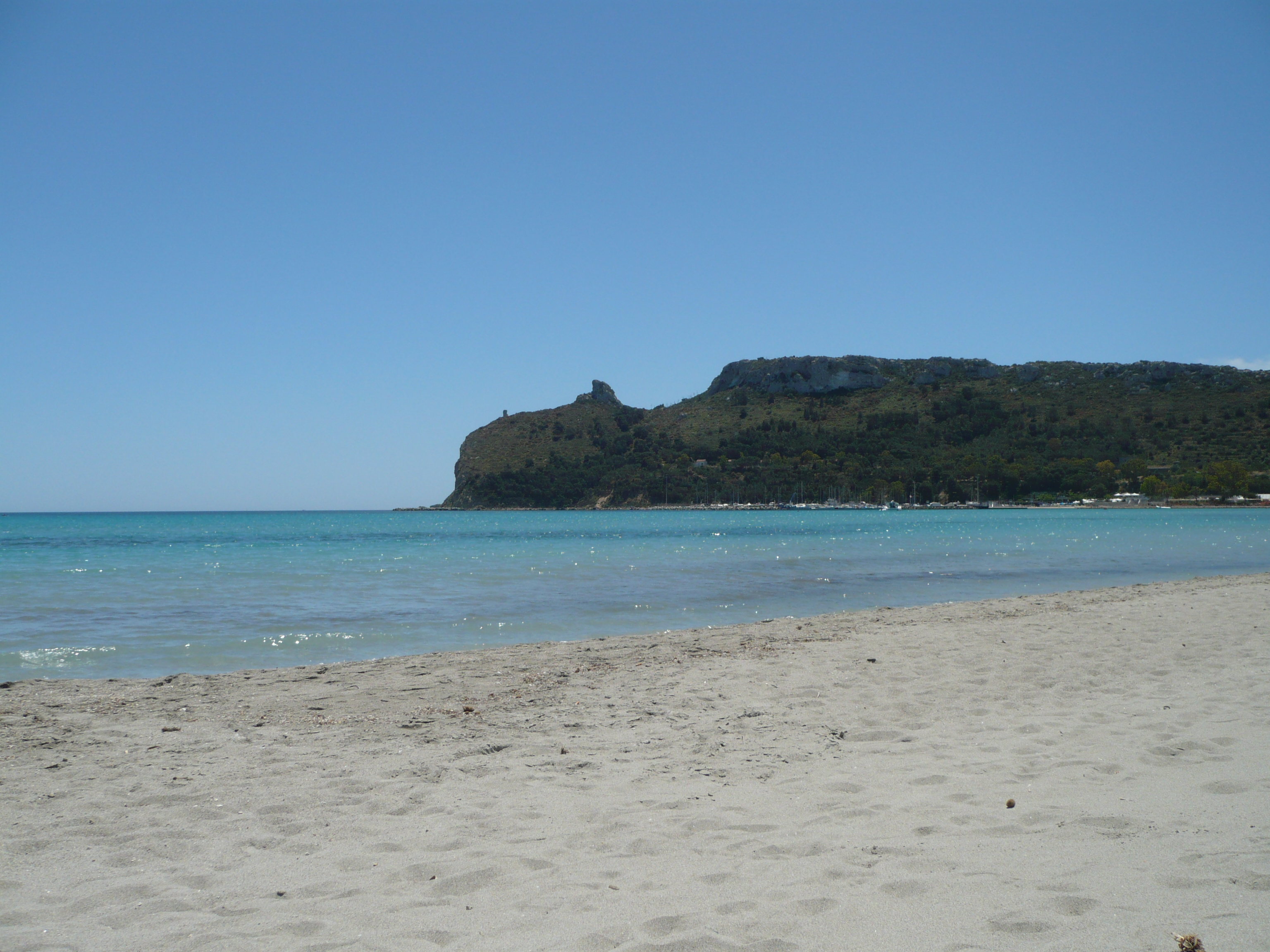
Spiaggia del Poetto et Sella del Diavolo"

La plage principale de Cagliari est la Spiaggia del Poetto (Su Poettu en sarde). Elle s'étend sur environ 10 kilomètres de sable fin, à partir de la Sella del Diavolo (la selle du diable) jusqu'à la côte de Quartu Sant'Elena.
Une autre petite plage est celle de Calamosca près du quartier Sant'Elia.
Sur la côte entre les plages de Calamosca et du Poetto, entre les falaises de la Sella del Diavolo, il y a une petite baie, Cala Fighera.

### Patrimoine culturel

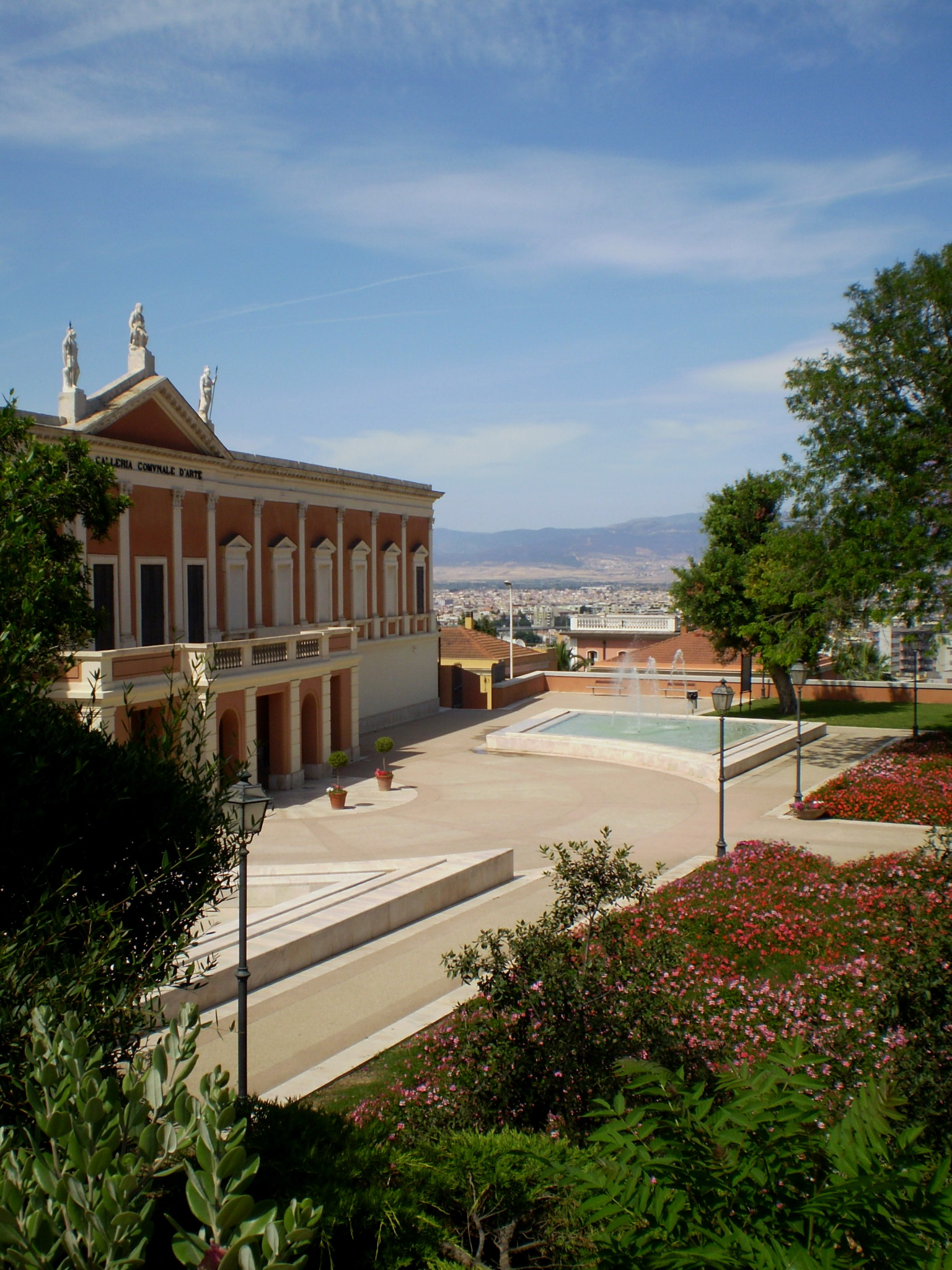
Galerie municipale d'art

#### Musées
Le Polo museale di Cagliari Cittadella dei Musei (citadelle des Musées) abrite :
- Museo Archeologico Nazionale di Cagliari (musée archéologique national de Cagliari), le musée archéologique le plus important de la Sardaigne, qui contient des découvertes à partir du Néolithique (6 000 ans av. J.-C.) jusqu'au Moyen Âge précoce (environ an 1000) ;
- Museo Civico d'Arte Siamese Stefano Cardu (musées d'art siamois Stefano-Cardu), la collecte européenne la plus importante d'Art siamois réunie par un collectionneur de Cagliari au début du XXe siècle ;
- Museo delle Cere Anatomiche Clemente Susini (musée de cire anatomique Clemente-Susini)[94] la collection de statues de cire anatomiques est considérée comme l'une des plus belles du monde et décrit parfaitement le corps humain, démontrant l'état des connaissances médicales et chirurgicales au début du XIXe siècle. La collection a été créée par le sculpteur Clemente Susini et les statues sont des reproductions fidèles des dissections de cadavres effectuées à l'école d'anatomie de Florence en 1803-1805.
- Pinacoteca Nazionale (Galerie nationale)[95] ;
- Galleria Comunale d'Arte (Galerie municipale d'Art) avec une exposition importante de la peinture italienne moderne (collection Ingrao) offerte à la ville par son collecteur, et l'exposition civique des artistes sardes[96] ;
- Collezione sarda Luigi Piloni (Collection universitaire sarde Luigi-Piloni)[97] ;
- Exma, MEM, Castello di San Michele, Il Ghetto centres d'exposition[98] ;
- Museo di Bonaria (musée de l'église basilical de Bonaria)[99] ;
- Museo del Duomo (musée de la Cathédrale)[100] ;
- Museo del tesoro di Sant'Eulalia (musée du Trésor de Saint Eulalie de Barcelone[101]) avec son importante zone souterraine de l'époque romaine ;
- Jardin botanique de l'Université[102].

#### Bibliothèques

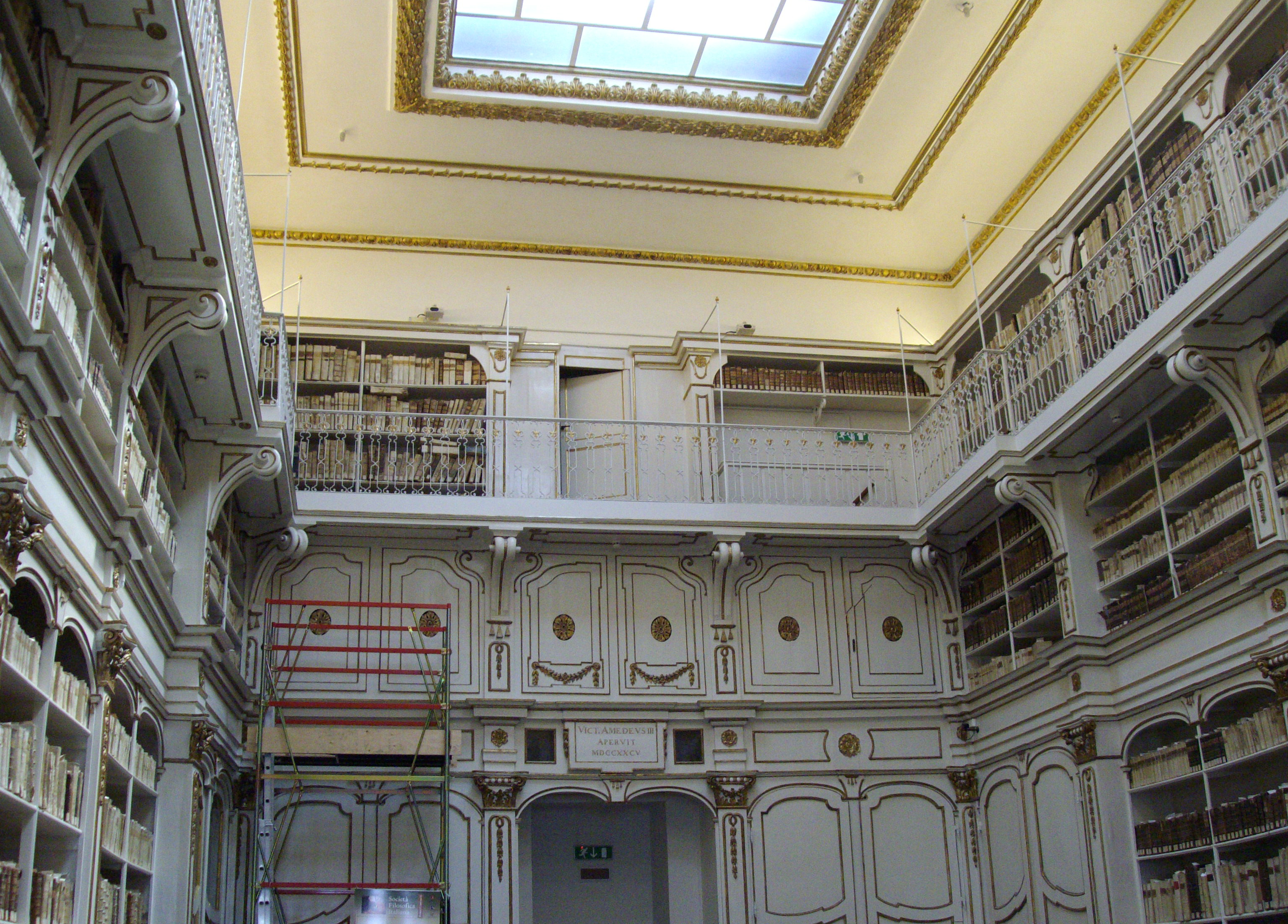
Bibliothèque de l'université du XVIIIe siècle

La ville possède de nombreuses bibliothèques et abrite également les archives de l'État, contenant des milliers de documents manuscrits de la fondation du royaume de Sardaigne en 1325 jusqu'à nos jours.
En plus de nombreuses bibliothèques locales et de l'université, les bibliothèques les plus importantes sont l'ancienne bibliothèque universitaire, maintenant gérée par l'État avec des milliers de livres anciens, la bibliothèque provinciale, la bibliothèque régionale, et la Mediateca del Mediterraneo qui contient les archives et la collection de la bibliothèque municipale.

#### Théâtre

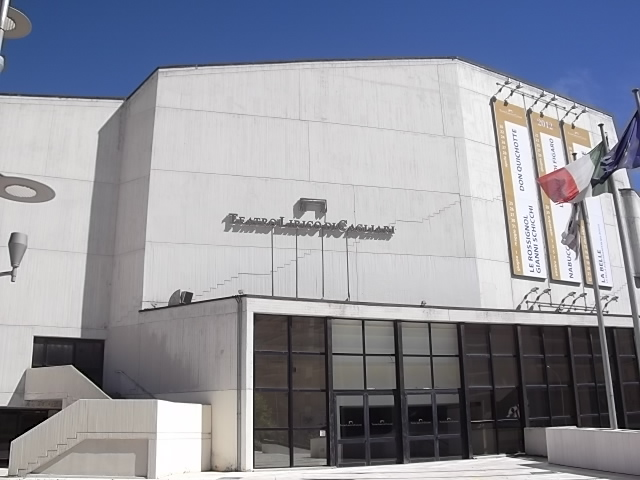
Le nouveau Teatro Lirico

Hormis l'amphithéâtre de l'époque romaine, le premier théâtre a été inauguré à Cagliari en 1767 : le théâtre Zapata, devenu le théâtre civique.
Dévasté par les bombardements en 1943, il a été récemment restauré, mais le toit n'a pas été reconstruit, et aujourd'hui il sert comme théâtre de plein air. Le Politeama Regina Margherita, inauguré en 1859, a été détruit par un incendie en 1942 et n'a jamais été reconstruit.
La ville a été laissée sans un vrai théâtre jusqu'en 1993, lorsque le nouveau Teatro Lirico a été inauguré. L'opéra a toujours eu une solide tradition en ville.
L'ancien Teatro Massimo a été récemment rénové et il est maintenant le siège du Teatro Stabile de Sardaigne.
L'auditorium municipal, dans l'ancienne église de Santa Teresa, est le siège de la Scuola di Arte Drammatica (École d'art dramatique) de Cagliari, tandis que le Teatro delle Saline, est la maison de AKROAMA, Teatro Stabile di Innovazione (théâtre permanent de l'innovation)
Enfin, certaines compagnies de théâtre comique et satirique sont actives en ville, la plus connue est la Compagnia Teatrale Lapola qui propose une version urbaine du théâtre comique traditionnel régional

### Littérature et musique
Au Ier siècle av. J.-C. un célèbre chanteur et musicien de Cagliari, Tigellius, vivait à Rome, et fut l'objet de satires par Cicéron et par Horace. L'histoire de la littérature sarde est née à Cagliari au Ier siècle ; dans le monument funéraire d’Atilia Pomptilla, creusé dans la roche de la nécropole de Tuvixeddu, des poèmes sont gravés en grec et en latin et furent dédiés à cette femme tuée par son mari. Certains d'entre eux, en particulier ceux en langue grecque, ont un certain mérite littéraire. Le premier auteur littéraire sarde connu fut l'évêque Lucifer de Cagliari, qui au IVe siècle écrivit des graves pamphlets contre l'hérésie arienne. C'est seulement au XIe siècle que les premiers textes de nature administrative dans la langue sarde moderne apparaissent, avec des hagiographies des martyrs locaux écrits en latin.

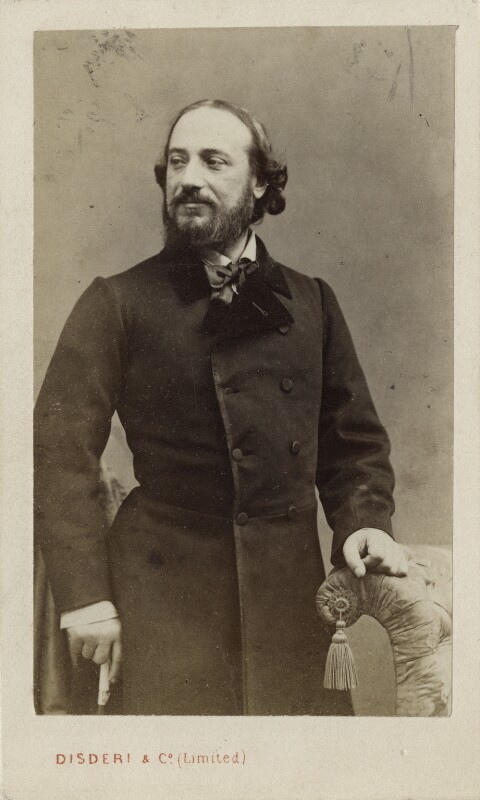
Giovanni Matteo De Candia

La vie à Cagliari a été citée et décrite par de nombreux auteurs. À la fin du XVIe siècle, l'humaniste local Roderigo Hunno Baeza a dédié à sa ville un poème latin didactique, le Caralis Panegyricus, et au début du XVIIe siècle, Juan Francisco Carmona a écrit, en espagnol, un hymne à Cagliari; Jacinto Arnal de Bolea a publié en 1636, en espagnol, le premier roman qui se déroule à Cagliari, intitulé El Forastero. David Herbert Lawrence dans son Sardaigne et Méditerranée, a aussi écrit sur la ville.
Parmi les auteurs modernes liés à Cagliari il faut citer notamment Giuseppe Dessì, Giulio Angioni, Giorgio Todde et Sergio Atzeni, qui y a situé plusieurs de ses romans et nouvelles, telles que Il figlio di Bakunin.
Cagliari a été le lieu de naissance ou de résidence du compositeur Ennio Porrino, du réalisateur TV, du cinéma, et de théâtre Nanni Loy, et des acteurs Gianni Agus, Amedeo Nazzari et Anna Maria Pierangeli.
Cagliari est la patrie de chanteurs d'opéra, tel que les ténors Giovanni Matteo De Candia (1810-1883) et Piero Schiavazzi (1875-1949), le baryton Angelo Romero (né en 1940), la contralto Bernadette Manca di Nissa, née en 1954 et la soprano Giusy Devinu (1960-2007). Le chanteur pop italien Marco Carta est aussi né à Cagliari en 1985.

### Langues
La langue indigène de Cagliari est le sarde (sardu), une langue romane, et précisément le dialecte campidanois (campidanesu) dans sa variante locale, le cagliaritain (casteddàiu).
La variante de Cagliari dans son registre élevé a traditionnellement représenté le modèle linguistique de référence pour l’ensemble de la zone sud de l'île, et la variante sociale élevée utilisée par la classe moyenne dans l'ensemble du domaine Campidanese, ainsi que le modèle littéraire de référence pour écrivains et poètes.
Cette langue est de nos jours de moins en moins parlée par les nouvelles générations dans la ville, qui utilisent l'italien en raison de la scolarité obligatoire et les moyens de communication de masse. L'italien est devenu de plus en plus prépondérant dans les relations sociales, formelles et informelles, reléguant le sarde au rôle de dialecte sociologique ; les jeunes ont souvent juste une compétence passive, en raison de leur relation avec leurs parents âgés qui le parlent encore, ou parlent tout simplement un argot juvénile mixte.

### Personnalités liées à la commune
- Ignace de Laconi (1701-1781), religieux de l’Ordre des Frères Mineurs Capucins, canonisé en 1951, est mort dans la commune.

### Gastronomie
Cagliari a des traditions gastronomiques particulières : à différence du reste de l'île sa cuisine est principalement basée sur les fruits de mer, mais pas seulement. Beaucoup de plats ont comme ingrédients la grande variété de poissons et fruits de mer disponibles. Bien qu'il soit possible de retracer les influences de la cuisine espagnole, sicilienne et génoise, la cuisine cagliaritaine a un caractère distinctif et unique.

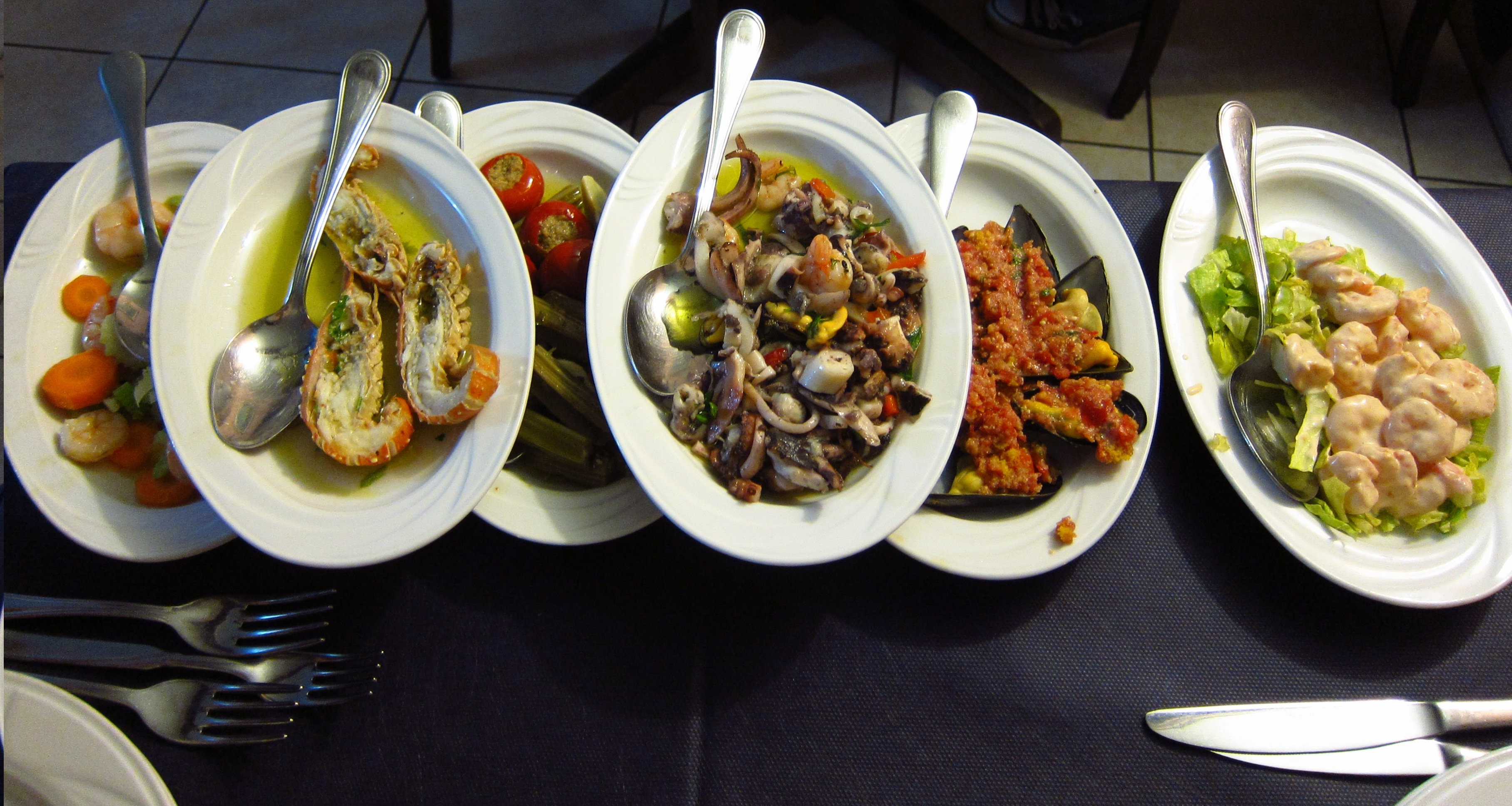
Fruits de mer

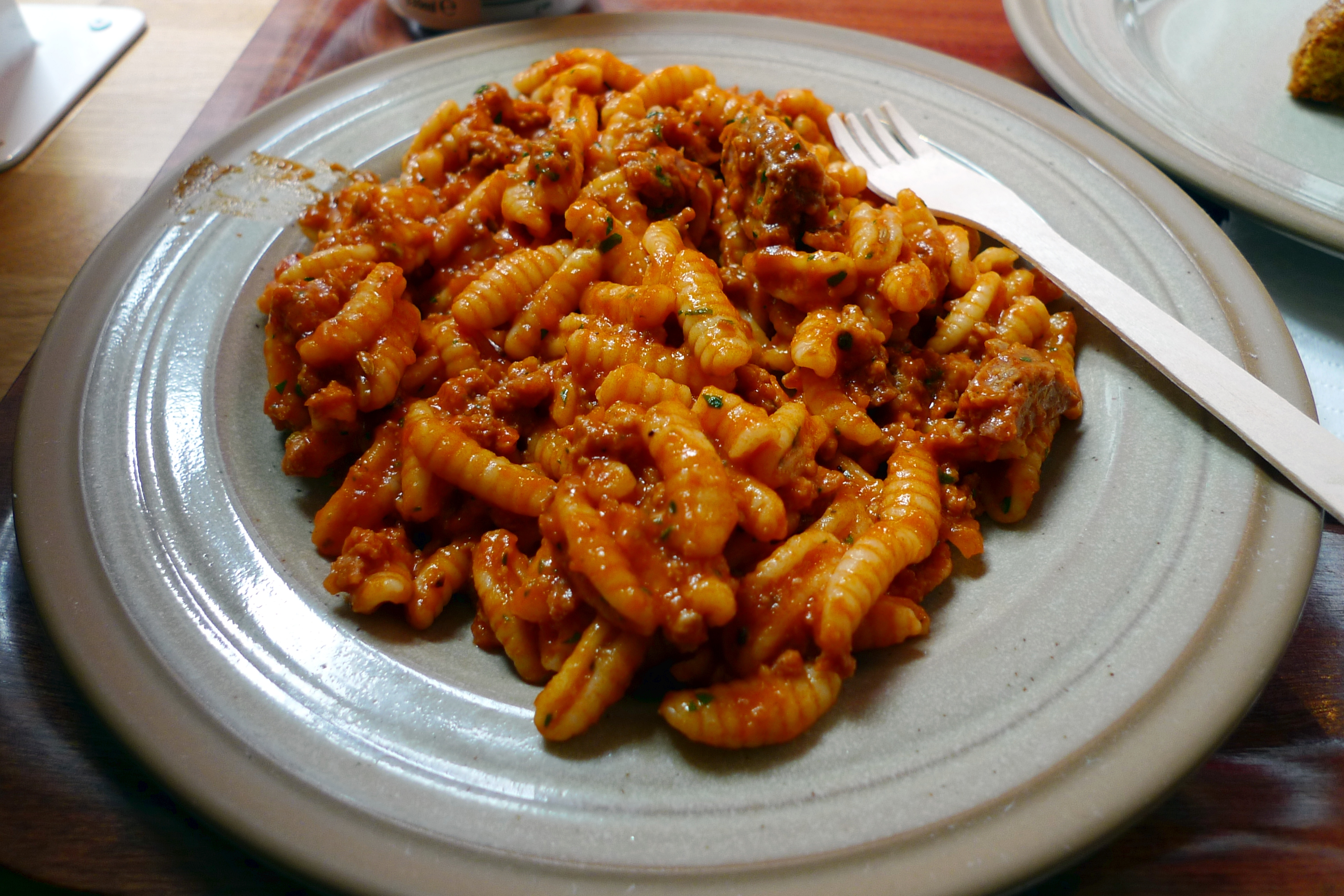
Is Malloreddus

#### Pains traditionnels
- Civraxu ;
- Coccoi ;

#### Hors-d'œuvre
- Sa burrida : plat froid, à base de roussette au vinaigre avec persil et noix ;
- Su Scabbecciu : poisson frit dans l'huile, le vinaigre et l'ail en conserve ;
- Sa poutargue ou bottariga : œufs de mulet salés et séchés, souvent râpés sur les pâtes avec de l'huile d'olive ;

#### Entrées
- Les pâtes traditionnelles sont Is Malloreddus (littéralement « petits taureaux »), en forme de petits coquillages de semoule, que l'on assaisonne avec du safran, de la sauce tomate, du fromage de brebis et de la saucisse en petits morceaux ;
- Une autre entrée de la cuisine pauvre traditionnelle est Su Matzamurru, à savoir, du pain "civraxu" sec en tranches, à la sauce tomate, avec oignon, feuilles de basilic, huile d'olive, et fromage pecorino râpé ;
- Sa fregula cun cocciula : petites boules de semoule faites à la main et cuites au four, puis cuites avec des palourdes ; une variante est Sa fregula Incasada avec safran, fromage de brebis râpé et viande hachée ;
- Angiulottus ou Culingionis : raviolis farcis à la ricotta et aux légumes ou avec de la viande, assaisonnés à la sauce tomate et au fromage de brebis râpé.

#### Plats principaux avec fruits de mer
- Poisson Méditerranée : rôti ou bouilli et assaisonné simplement à l'huile d'olive et au citron ;
- Anguidda Scambecciada : anguilles grillées à la broche, puis cuites avec de la sauce tomate, des feuilles de laurier, de l'huile d'olive, du vinaigre et de l'ail ;
- Panadas : pâte feuilletée farcie aux légumes et à l'anguille cuite ;
- Cozzas e Cocciulas a schiscionera : palourdes et moules cuites à la poêle avec ail, huile d'olive, persil et parsemées de chapelure ;
- Orziadas : anémones de mer parsemés de semoule et frits ;
- Aligusta : homard bouilli et assaisonné à l'huile d'olive et au jus de citron.

#### Plats de résistance
- Porceddu Arrustiu, rôti de cochon de lait, plat typique de Noël ;
- Angioni Arrustiu : agneau rôti, plat typique de Pâques ;
- Casu Arrustiu : fromage de brebis rôti ;
- Cordula : consiste en des intestins de chevreau ou d'agneau enlacés et cuisinés à la broche ou à la poêle avec des pois (Cordula cun pisurci) ou d'autres accompagnements ;
- trattalia : abats d'agneau ou de chevreau cuits à la broche ou dans une casserole avec des pois ou des artichauts.

#### Desserts
- Tzippulas : beignets typiques du carnaval ;
- Pardulas : gâteaux à base de fromage frais ;
- Candelaus : gâteaux faits avec des couches de pâte d'amande aromatisée à l'orange ;
- Culurgionis frittus : raviolis sucrés et frits couverts de miel ;
- Pabassinas : biscuits à base de raisins secs ;
- Pani de Saba : dessert préparé avec de la sapa, c'est-à-dire du sirop de raisin.

#### Boissons
D'excellents vins sont produits dans les vignobles du proche Campidan, parmi lesquels il faut mentionner su Cannonau, Nuragus di Cagliari, Nasco di Cagliari, Monica di Sardegna, Moscau, Girò di Cagliari et sa Malvasia.
Parmi les liqueurs, la plus célèbre est le mirto sardo.

### Héraldique

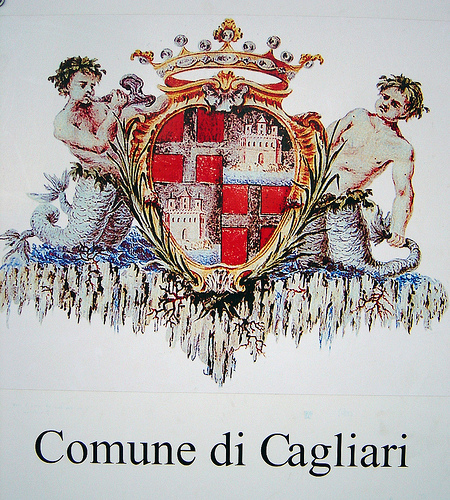
Blason actuel de 1766

Le blason de Cagliari est un château avec trois tours (la centrale est la plus élevée) et une porte. Il a fait son apparition dans la première moitié du XIIIe siècle, lors du contrôle de la ville par Pise. Pendant des siècles, différents éléments ont été ajoutés au château : lorsque le roi d'Aragon conquit la Sardaigne, Cagliari a été proclamée « ville royale », capitale du royaume de Sardaigne avec sa propre loi. À cette occasion, les insignes royaux et la couronne de marquis ont été ajoutés au château dans un écu rhomboïdal au champ composé avec quartiers : il était écartelé en sautoir au premier et au quatrième palés d'or et de gueules de six pièces (barres d'Aragon), au deuxième et au troisième d'azur au chef endenché de gueules au château d'or sur rocaille. Une telle forme a été utilisée jusqu'au milieu du XVIIIe siècle, lorsque la nouvelle dynastie royale, les Savoie, remplaça les insignes royaux aragonais avec ceux de leur famille, au premier et au quatrième de gueules à une croix d'argent, au deuxième et au troisième d'azur au chef endenché d'argent, qui est encore le blason de la ville moderne.
Les couleurs du drapeau de la ville sont le rouge et l'azur.

## Transports

### Aéroport
La ville est actuellement desservie par l'aéroport de Cagliari-Elmas, situé à quelques kilomètres du centre de Cagliari. Une ligne de chemin de fer relie la ville à l'aéroport ; des tapis roulants connectent la gare à l'aéroport. Le terminal est uni à la ville par la voie rapide SS 130, parcourue par les bus de la société ARST qui partent de la gare routière de la place Matteotti, dans le centre-ville.
D'autres aéroports sont situés aux alentours de la ville : l'aéroport de Decimomannu, un aéroport militaire de l'OTAN, et trois aérodromes, Serdiana (utilisée en particulier pour le parachutisme), Castiadas et Decimoputzu.

### Routes

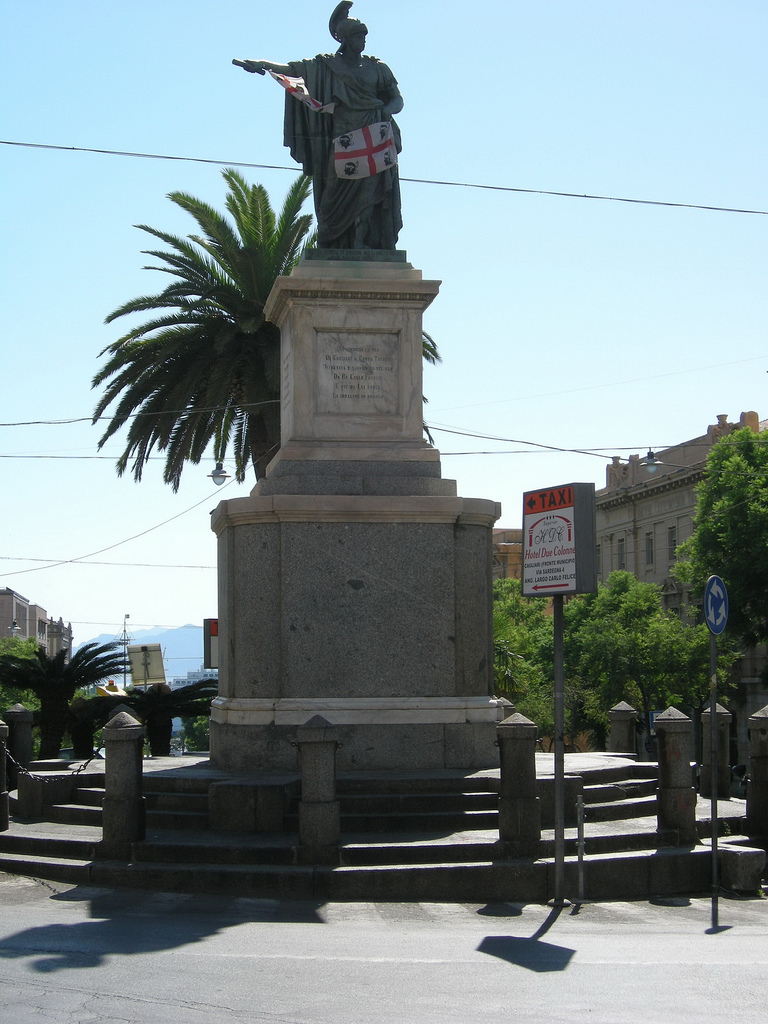
La statue du roi Carlo Felice à Piazza Yenne, le point de départ de toutes les routes principales de la Sardaigne.

Cagliari est desservie par les routes nationales suivantes :
- Carlo Felice à Sassari - Porto Torres (voie rapide jusqu'à Oristano) et Olbia (SS131 Nuorese Centrale) ;
- Iglesiente, à Iglesias et Carbonia jusqu'à Sant'Antioco ;
- Orientale Sarda, qui relie l'est de Cagliari à Tortolì et qui se poursuit jusqu'à proximité de Palau, face à la Corse ;
- Sulcitana, reliant Cagliari avec le Sulcis le long de la côte jusqu'à Sant'Antioco ;
- Cagliaritana, route périphérique de la région métropolitaine ;
- del Gerrei, qui relie Cagliari à Ballao et se poursuit jusqu'aux environs de Muravera.

La route provinciale 17 Poetto connecte la plage urbaine du Poetto à Villasimius.

### Ports
Le système portuaire de Cagliari Sarroch est le troisième en Italie pour le trafic de marchandises avec un mouvement de 34 millions de tonnes.
Il assure des liaisons régulières avec Civitavecchia, Naples, Palerme et Trapani. Les marchandises sont expédiées à Gênes et Livourne.
Le port est composé de la vieille havre, du quai à l'est à celui à l'ouest, notamment le quai Rinascita que les bateaux de croisière accostent, le quai Sabaudo, la "Darsena", site de l'ancien port romain et le quai Ichnusa.
À l'ouest de la ville on a construit un nouveau port : conçu au début comme un port industriel, il est devenu l'un des terminaux conteneurs les plus importants de la Méditerranée.
À Su Siccu (Lega Navale) et Marina Piccola il y a deux ports touristiques.

### Chemins de fer

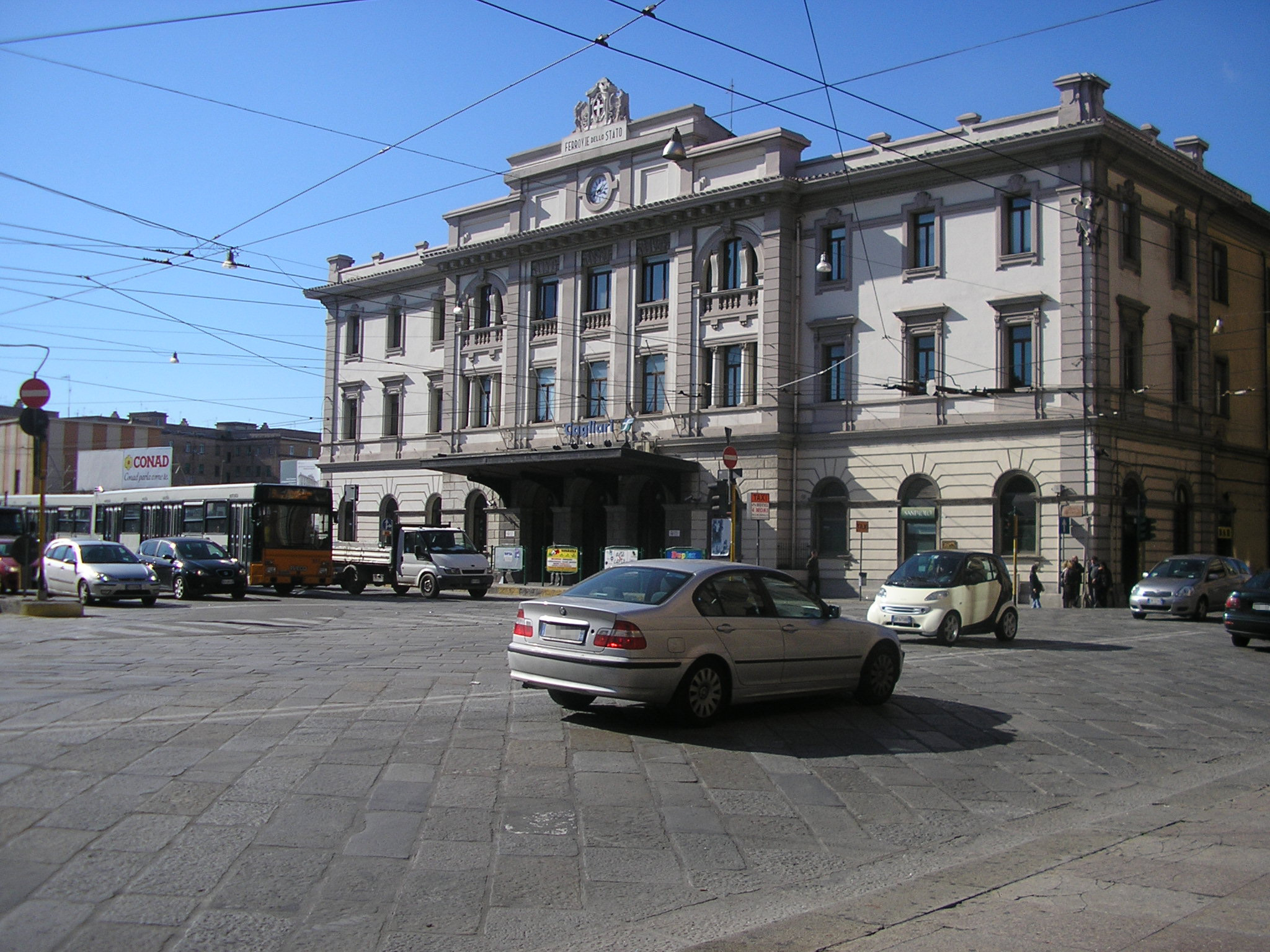
Gare en Piazza Matteotti.

La gare de Cagliari est reliée par les trains de la société Ferrovie dello Stato  à Iglesias, Carbonia, Olbia, Golfo Aranci, Sassari et Porto Torres.
Cette ligne a été mise en service pour la première fois en 1871 ; en 1872, le chemin de fer atteint Oristano sur un tronçon, et Iglesias sur un second. En 1879 fut inaugurée la gare toujours existante.
Ce n'est qu'en 1880 que le chemin de fer a relié Cagliari à Sassari, les deux principales villes de l'île.
En 1888 fut inaugurée une ligne à voie étroite jusqu'à Ìsili dans le centre de l'île.
La commune voisine de Monserrato est la station terminale d'une ligne à voie étroite reliant Arbatax et Sorgono.

### La mobilité urbaine et en banlieue

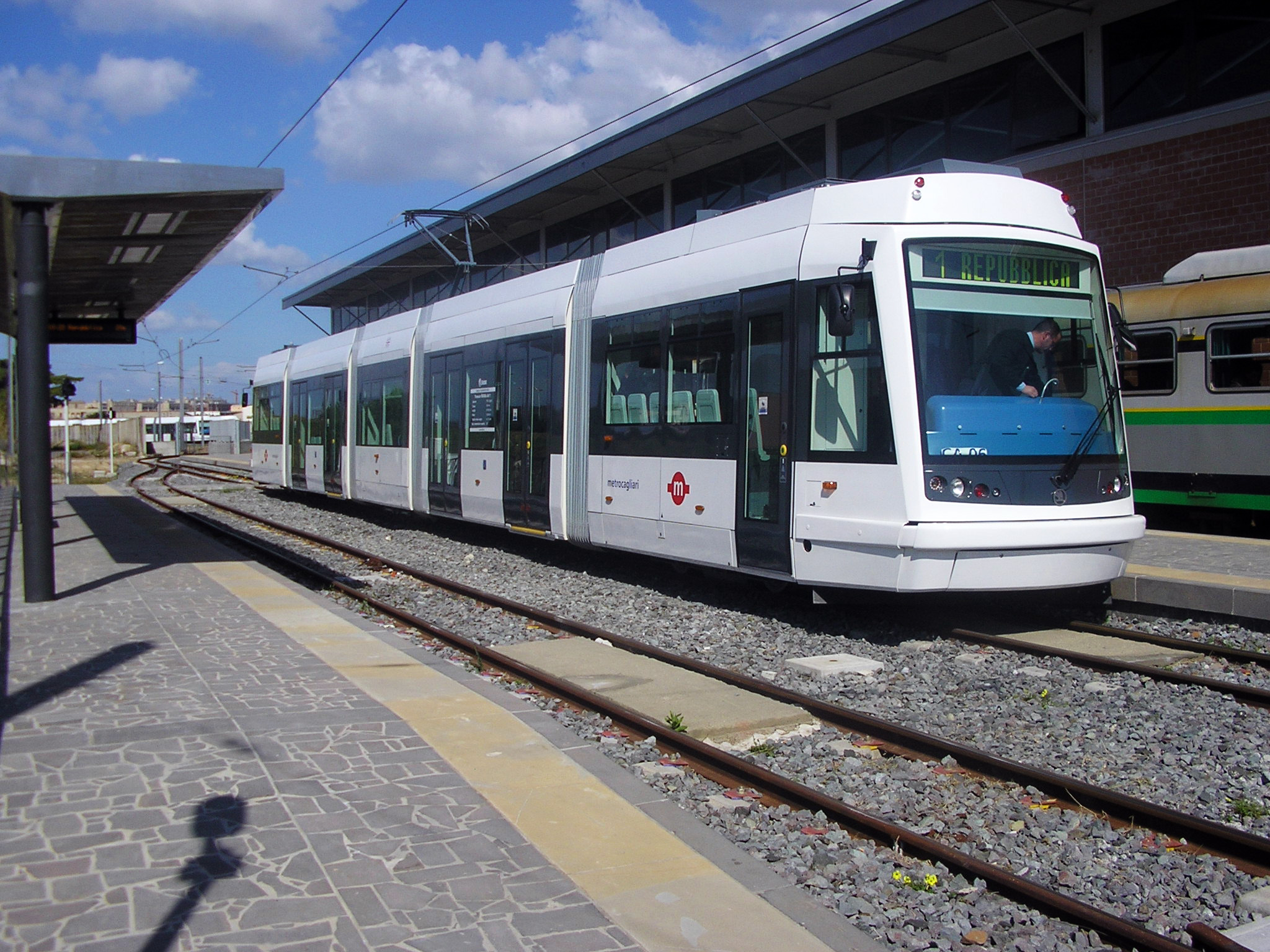
Tram Metrocagliari

Le réseau de bus et de trolleybus, géré par CTM (plus de 30 lignes) et ARST, couvre l'ensemble du territoire de la ville et de la région métropolitaine ; Cagliari est l'une des rares villes italiennes qui possèdent un vaste réseau de trolleybus, dont la flotte a été partiellement modernisée en 2012.
Une ligne de trolleybus, Metrocagliari (Tramway de Cagliari), relie Piazza Repubblica à Monserrato, une commune de l'hinterland. Dans quelques mois, un nouveau tronçon desservira le nouveau campus de l'université près de Monserrato. La ligne entre Piazza Repubblica et Piazza Matteotti est toujours en projet.
Un service public de vélopartage est assuré dans ces stations : Via Sonnino - Palazzo Civico, Piazza Repubblica, Piazza Giovanni 23, Marina Piccola.

### Sources et bibliographie
- (it) Francesco Cesare Casula, La storia di Sardegna, Sassari, Delfino, 1994 (ISBN 978-88-7138-084-1)
- (it) Manlio Brigaglia (a cura di), Storia della Sardegna, Soter, Sassari, 1995
- (it) Anna Maria Colavitti, Cagliari: forma e urbanistica, L'Erma di Bretschneider, Rome, 2003
- (it) Marco Cadinu, Cagliari. Forma e progetto della città storica, Cuec, Cagliari, 2009